# MiG-21
Mikojan-Gurevič MiG-21 (V kódu NATO „Fishbed“) je sovětský nadzvukový víceúčelový stíhací letoun používaný od začátku šedesátých let. Provozovala jej letectva více než 30 zemí. V několika z nich zůstával ve službě ještě v roce 2024. Vyrobeno bylo přes 10 000 kusů letounů MiG-21, což z něj činí nejvíce a nejdéle vyráběný nadzvukový letoun. Dočkal se nasazení v mnoha ozbrojených konfliktech, mimo jiné arabsko-izraelských válkách či válce ve Vietnamu.
Sériová výroba byla zahájena roku 1959, ale zavedením do výroby vývoj letounu neskončil. Další změny konstrukce byly mj. ověřeny na stroji Je-66.
Letouny MiG-21 byly zařazeny do výzbroje armád více než padesáti států, v letech 1961–2005 byly i ve výzbroji Československé lidové armády a poté Armády České republiky. Licenčně se vyráběly v průběhu let 1963–1972 ve firmě Aero Vodochody.
Jako poslední evropská země MiG-21 vyřadilo roku 2024 Chorvatsko.

## Vývoj

### Počátky
Proudový stíhač MiG-21 byl pokračováním sovětských proudových stíhaček, počínaje podzvukovými MiGy-15 a MiGy-17 a nadzvukovými MiGy-19. Řada experimentálních sovětských dvoumachových návrhů byla založena na příďových sacích otvorech vstupního ústrojí s buď šípovými křídly, jako Suchoj Su-7, nebo ocasními deltami, z nichž nejúspěšnější byl MiG-21.
MiG-21 navázal na konstrukci experimentálních strojů Je-2, Je-4, Je-2A a Je-5 odvozených od MiGu-19. Vývoj MiGu-21 začal počátkem 50. let, kdy OKB Mikojan dokončila v roce 1954 předběžnou konstrukční studii prototypu označeného Je-1. Tento projekt byl velmi rychle přepracován, když se zjistilo, že plánovaný motor je nedostatečný; přepracování vedlo k druhému prototypu Je-2. Oba tyto a další rané prototypy měly šípová křídla. První prototyp s delta křídly použitých na sériových variantách byl Je-4. Svůj první let uskutečnil 16. června 1955 s pilotem Sedovem a první veřejné vystoupení proběhlo během přehlídky Dne sovětského letectví na moskevském letišti Tušino v červenci 1956.
Na Západě byly kvůli nedostatku dostupných informací časné detaily MiGu-21 často zaměňovány s podobnými sovětskými stíhačkami té doby. V jednom případě publikace Jane's All the World's Aircraft 1960–1961 uváděla „Fishbed“ jako design kanceláře Suchoj a použila ilustraci stroje Su-9 „Fishpot“.
Konstruktéři během vývoje aplikovali trojúhelníkové delta křídlo, které zapadalo do koncepce a bylo výhodné při stoupání. Se zkušeným pilotem a vhodnou výzbrojí mohl být MiG-21 nebezpečný pro jakoukoliv moderní stíhačku. Při vývoji byl vytvořen i prototyp Je-6; ten byl sice v průběhu zkoušek zničený při havárii, při které zahynul i zkušební pilot Vladimir Nefedov, ale položil základy ke vzniku nového Je-66, na kterém bylo dosaženo dost rekordů potvrzených mezinárodní organizací FAI. Sériová výroba letounů, které byly během výroby upravovány a modernizovány pro aktuální potřeby začala v roce 1959. MiGy-21 se v SSSR vyráběly v Moskvě, Gorkém (dnes Nižnij Novgorod) a v Tbilisi.

### První generace

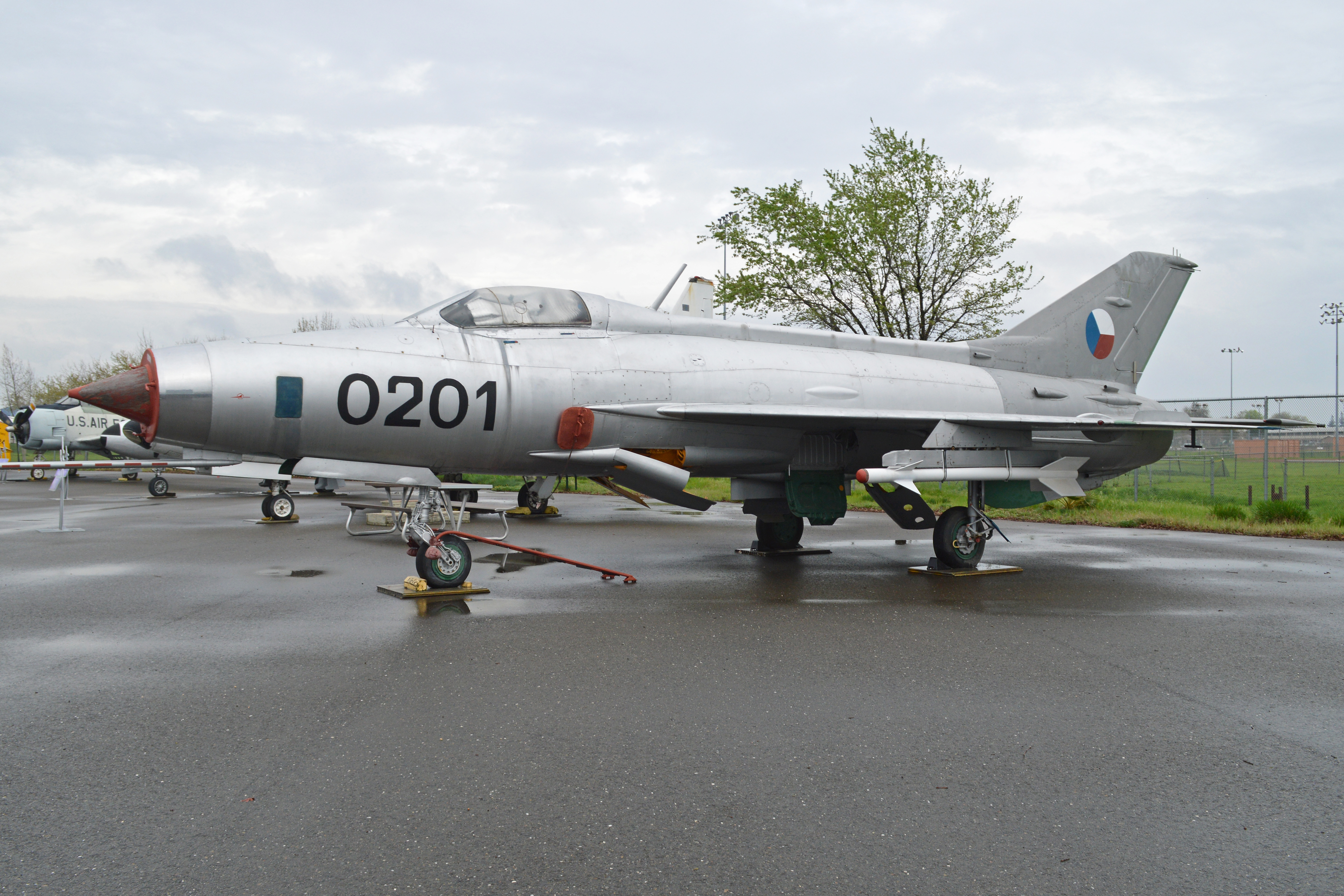
Československý MiG-21F-13 v kalifornském muzeu

Nový sovětský stíhací stroj, porovnatelný s americkým F-104 Starfighter, či francouzskou Dassault Mirage III, byl první sovětskou konstrukcí, která skloubila vlastnosti klasického stíhače se záchytným. První verze MiGu-21 mohly nést řízené střely Vympel K-13, které byly kopií amerických AIM-9 Sidewinder. Celkově však nové MiGy nebyly zprvu příliš úspěšné. Rakety K-13 se ukázaly být lehce vymanévrovatelné v boji, což se ukázalo hlavně během bojů na Blízkém východě a ve Vietnamu. Navíc první sériová verze MiG-21F-13 neměla zabudovaný radar, což umožňovalo lety jen během dne a za dobrého počasí. Proto také docházelo k modernizacím.
Podobně jako jiná letadla konstruovaná jako záchytné stíhače i MiG-21 měl krátký dolet. Stroj měl navíc zprvu vestavěnou konstrukční chybu, která způsobovala, že po vyčerpání 2/3 paliva, se těžiště letadla posunulo dozadu, což snižovalo jeho ovladatelnost a mělo i negativní vliv na výdrž ve vzduchu, která za dobrých podmínek nepřesáhla 45 minut. Delta křídlo, které sice zlepšovalo stoupavost, mělo za následek menší manévrovací schopnosti, až později byl tento problém odstraněn s použitím SPS (sduva pograničnovo sloja), což je vlastně ofukování klapek pro zvýšení vztlaku křídla v době, kdy pomalý pohyb vpřed nevytváří dostatečný vztlak. To má za následek dobrou ovladatelnost stroje i při nižších rychlostech.

### Druhá generace

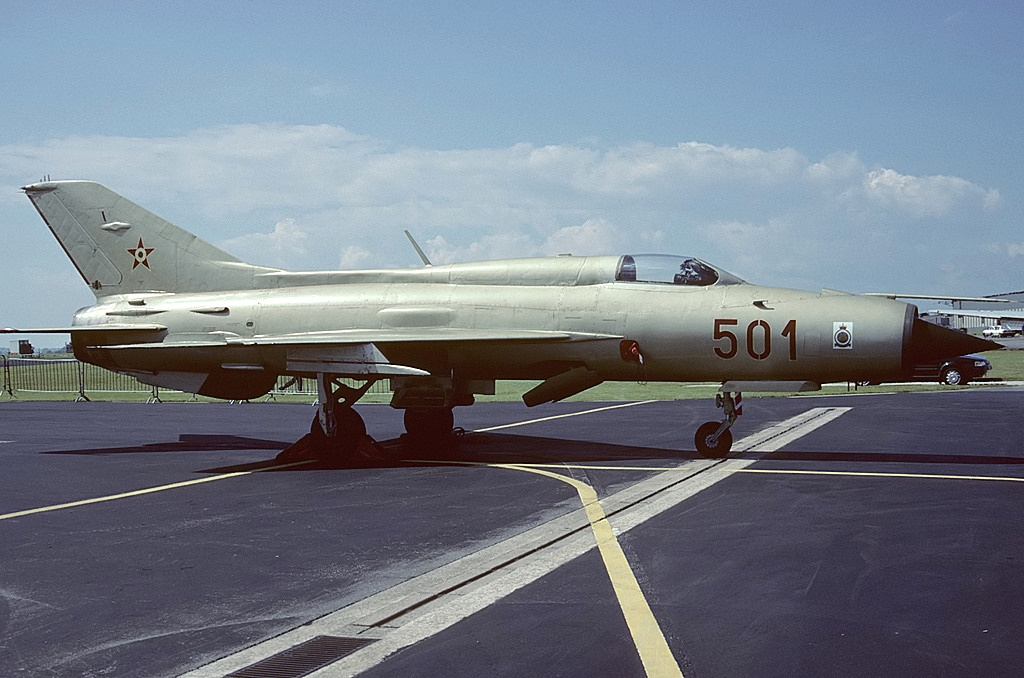
MiG-21PF

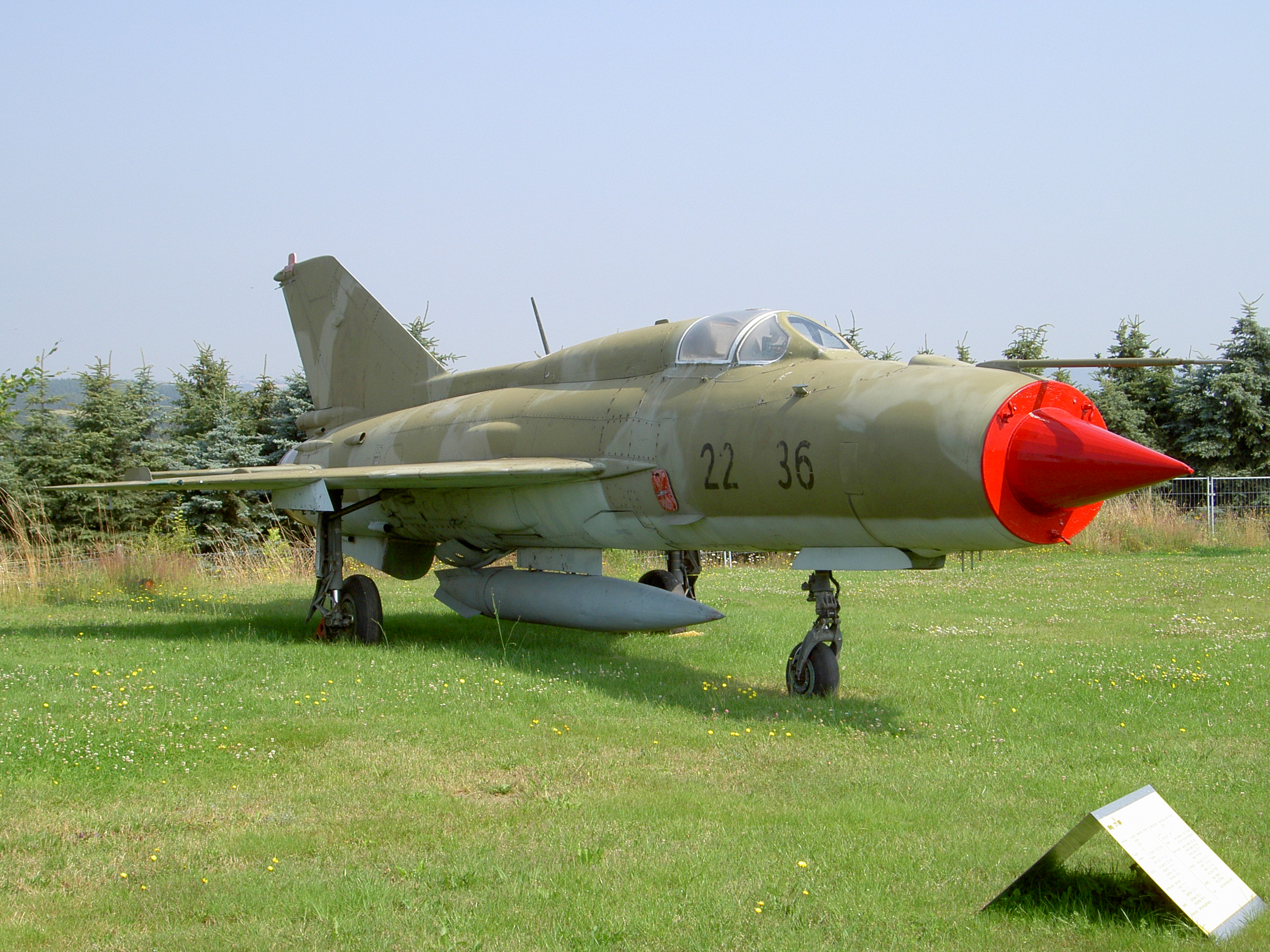
Východoněmecký MiG-21PFM v muzeu Hermeskeil v Německu, 2004.

V rámci snahy vyrobit MiG-21 druhé generace, speciálně určený k vybojování vzdušné nadvlády za dobrého počasí, byly zkonstruovány dva nové prototypy: Je-7/1 a Je-7/2, které se do vzduchu poprvé vznesly 10. srpna 1958 a 18. ledna 1960. Byly přímými pokračovateli stroje Je-6T a také je poháněl motor Tumanskij R-11F-300, přičemž se lišily větším zádovým hřebenem a delším, o 16 cm širší trupem, kde byl instalován nový radar TSD-30T (RP -21M Safír). Pitotova trubice se přesunula ze spodní na vrchní část trupu. Aby mohla stíhačka vzlétat i z travnatých ploch, byla vybavena většími koly a upevňovacími body pro pomocné raketové motory, které usnadňovaly vzlet a po startu byly odhazovány. Tyto stroje neměly instalovány žádné palubní zbraně, přičemž Je-7 mohl nést 2 rakety K-13 (AA-2 Atoll) a osazen optickým zaměřovačem umožňoval použití neřízených raket.
Po sérii zkoušek, které byly ukončeny v květnu 1960, bylo rozhodnuto začít sériovou výrobu této verze pod názvem MiG-21P (Fishbed-D). MiG-21P byl vyráběn v továrně v Gorkém a stal se prvním představitelem MiGu-21 druhé generace.
MiG-21PF (Fishbed-D) se do výroby dostal v roce 1962. Zahrnoval zlepšení v oblasti kapacity palivové nádrže, mohl nést širší paletu zbraní a vylepšenou avioniku. MiG-21PF byl vyráběn ve velkých množstvích v letech 1962–1968 v závodech v Gorkém a Moskvě. Různá vylepšení se promítla do výroby verze MiG-21PFM (Fishbed-F). Směrové kormidlo bylo při tomto modelu zvětšeno ve snaze zvýšit podélnou stabilitu letadla. Bylo přepracováno umístění brzdícího padáku, který byl následně umístěn v kořeni směrového kormidla. Nejvýraznější úpravou bylo přidání systému SPS (sduva pograničnovo sloje – ofukování mezní vrstvy vzduchem odebíraným od kompresoru motoru). Pohonná jednotka byla stejná jako u MiGu-21PF. Přepracován byl i překryt kabiny, který byl nyní dvoudílný a otvíral se do pravé strany. Tato změna byla provedena v důsledku instalace nového vystřelovacího sedadla KM-1. Kromě obvyklé výzbroje sestávající z dvojice raket, mohly být na podtrupové závěsníky upevněné kontejnery s kanónem GŠ-23, ráže 23 mm a se zásobou 200 nábojů. MiGy-21PFM se vyráběly v Gorkém a v Moskvě v letech 1964–1968. Produkce byla směrována pro sovětské letectvo ale i na export. V Československu se tato verze vyráběla v licenci.
MiG-21FL byla verze vyráběna v licenci indickou společností HAL v letech 1966–1974. Prakticky šlo o MiG-21PFM s méně výkonným radarem R-2L. Tyto stroje mohly používat i rakety západní výroby jako např. francouzská „Matra“. Další zlepšení vyústila do modelu MiG-21PFMA (Fishbed-J), jehož hlavním zlepšením byl nový radar RP-22 a vystřelovací sedačka s charakteristikami 0–0 (možnost opustit letadlo v nulové výši při nulové rychlosti). Zásoba neseného paliva byla menší, ale mohla nést přídavné nádrže, Pitotova trubice se přesunula mírně doprava. Výzbroj se skládala z raket R-3 a na podtrupové závěsníky mohl být instalován kanón místo přídavné nádrže. Průzkumná verze MiG-21R (Fishbed-H) vycházela z MiGu-21PF a své průzkumné vybavení nesla v kontejneru umístěném na podtrupovém závěsníku. K vlastní obraně nesl MiG-21R pár raket a měl instalovanou zvětšenou palivovou nádrž a dodatečnou avioniku v zádové oblasti, která se táhla od zadní části kabiny až po začátek směrového kormidla. Pod křídla byly přidány další 2 pylony, kde mohly být umístěny přídavné palivové nádrže. Výbava průzkumného kontejneru závisela na dané misi, na kterou byl MiG-21R nasazený. Mohla obsahovat fotografické nebo elektronické sledovací zařízení více typů. MiG-21R byl v letech 1965–1971 vyráběn ve velkých množstvích v továrně v Gorkém.

### Třetí generace

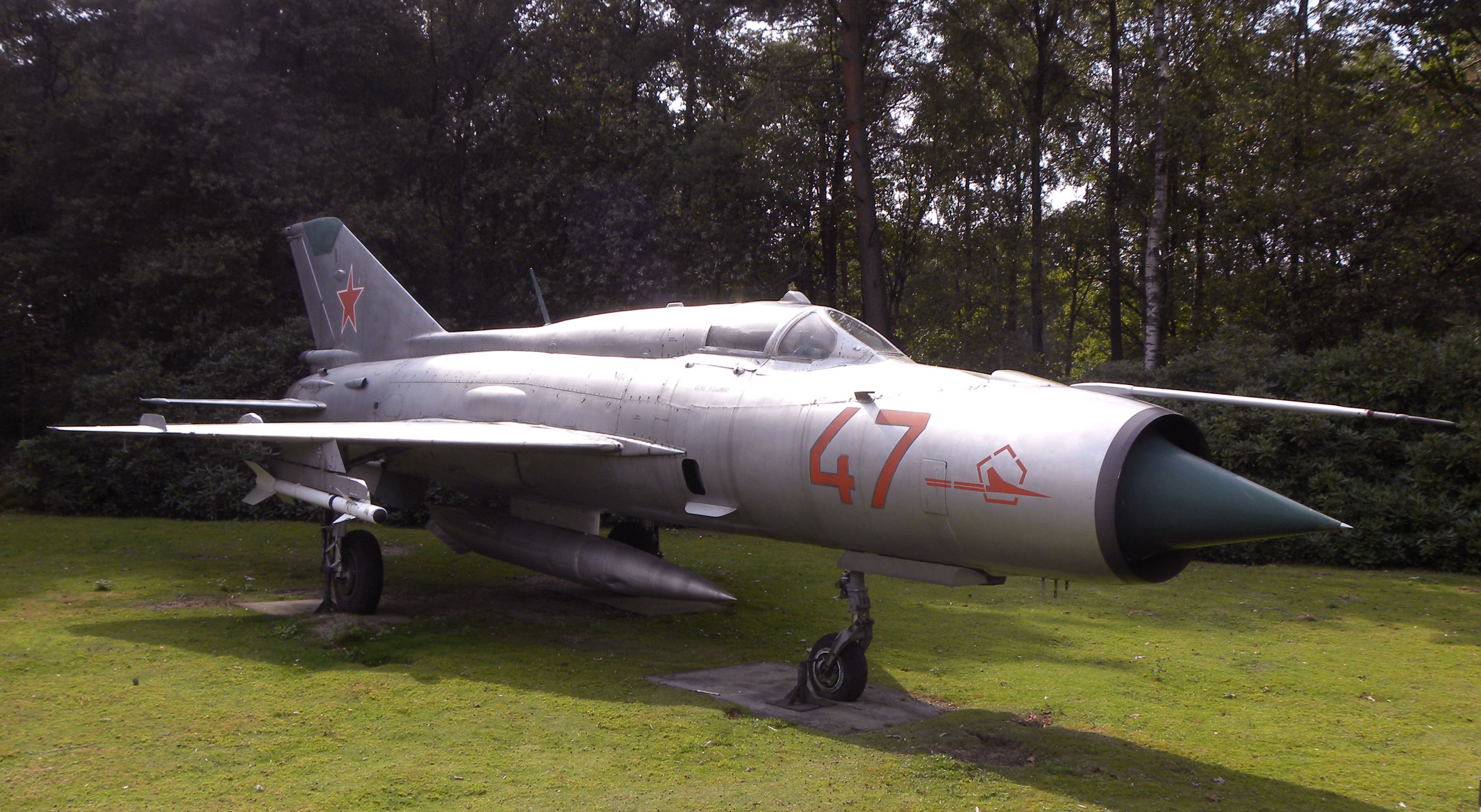
Sovětský MiG-21SP v muzeu Soesterberg, 2009.

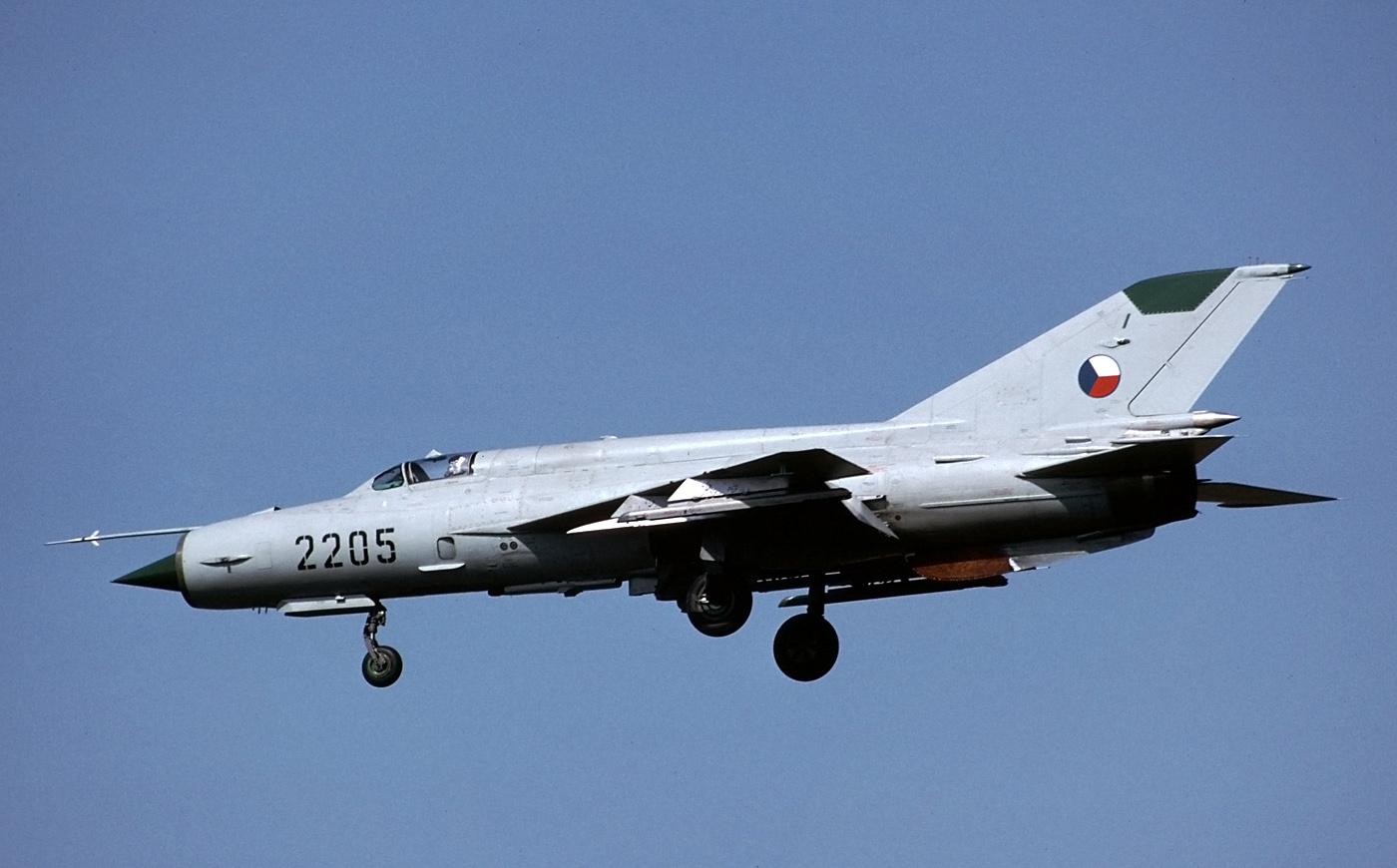
MiG-21MF českého letectva

Třetí generace, vyráběná od roku 1968 začala produkcí verze MiG-21S. Modely třetí generace, počínaje od verze MiG-21s, přebraly většinu zlepšení, která byla zavedena na předešlých verzích. Šlo o instalaci palivové nádrže za kabinou (s kapacitou 340 l), překryt kabiny otevírající se do strany, čtyři pylony pod křídly, určenými k instalaci dvou 490 l odhazovatelných nádrží a dvou protiletadlových raket. Byla instalována nová pohonná jednotka – motor R-11F2S se systémem SPS a autopilot AP-155. Navíc byl instalován nový radar RP-22S Safír, spolu s optickým zaměřovačem ASP-PF, který nahradil starší PKI-1. Následoval MiG-21SM (M-modernizovaný), který byl poháněn motorem Tumanskij R-13-300 a vybaven palubním kanónem GŠ-23L, který byl uložen v trupu, na rozdíl od předešlých verzí, které ho měly uložené ve výstupku pod trupem. Tato verze vznikla především na základě zkušeností získaných během bojů na blízkém východě, kde se MiGy-21 vybavené pouze raketovými střelami neosvědčily. Byl instalován nový zaměřovač ASP-PDF, se zrcadlem zabudovaným do krytu kabiny. Výzbroj se skládala z raket R-3T nebo R-3R, pum a neřízených raket. Zásoba paliva byla snížena. MiG-21SM byl vyráběn pro sovětské letectvo v továrně v Gorkém od roku 1968 do 1974 a to ve velkých množstvích.
MiG-21M byl verzí odvozenou od MiGu-21SM, ale se slabším radarem RP-21MA, méně výkonnými motory R-11F2S-300. Kanón byl stejně tak zabudován do trupu a tak mohla být pod trupem nesena přídavná nádrž. MiG-21M byl vyráběn jen v závodě „Znamja Trudy“ v letech 1968–1971. V roce 1971 získala Indie licenci na výrobu, přičemž první sériový stroj dodali indickém letectvu v roce 1973. Výroba ve firmě HAL trvala do roku 1981. Model MiG-21MF (Fishbed-J) byla v podstatě verze MiG-21M s novým motorem Tumanskij R-13-300 a radarem R-22 Safír 21. Množství neseného paliva bylo omezeno, ale mohl nést přídavné nádrže, které prodloužily dolet. Výzbroj se skládala z integrovaného kanónu GŠ-23L a různých typů pum, neřízených a řízených raket a raketových bloků, které byly převáženy na čtyřech pylonech po křídly. MiG-21MF se vyráběl v letech 1970–1974 hlavně k exportu v závodě v Moskvě a v roce 1975 závodě v Gorkém. Verze MiG-21MF sloužila ve velkých počtech i v Československu a byla sériově vyráběna v Indii firmou HAL. MiG-21MT byl upravenou verzí MiGu-21M, od které se odlišoval větší zásobou neseného paliva v nádrži za pilotní kabinou. V Moskevském závodě bylo v roce 1971 celkem vyrobeno jen 15 MiGů-21MT. Byl považován za přechodnou verzi.
Až později byl typ nahrazován novými stroji MiG-23 a MiG-27, které byly univerzálnější. Ale až příchod typu MiG-29 znamenal kvalitní náhradu manévrovatelné stíhačky za MiG-21, která se mohla porovnávat s americkými typy.

### Poslední generace

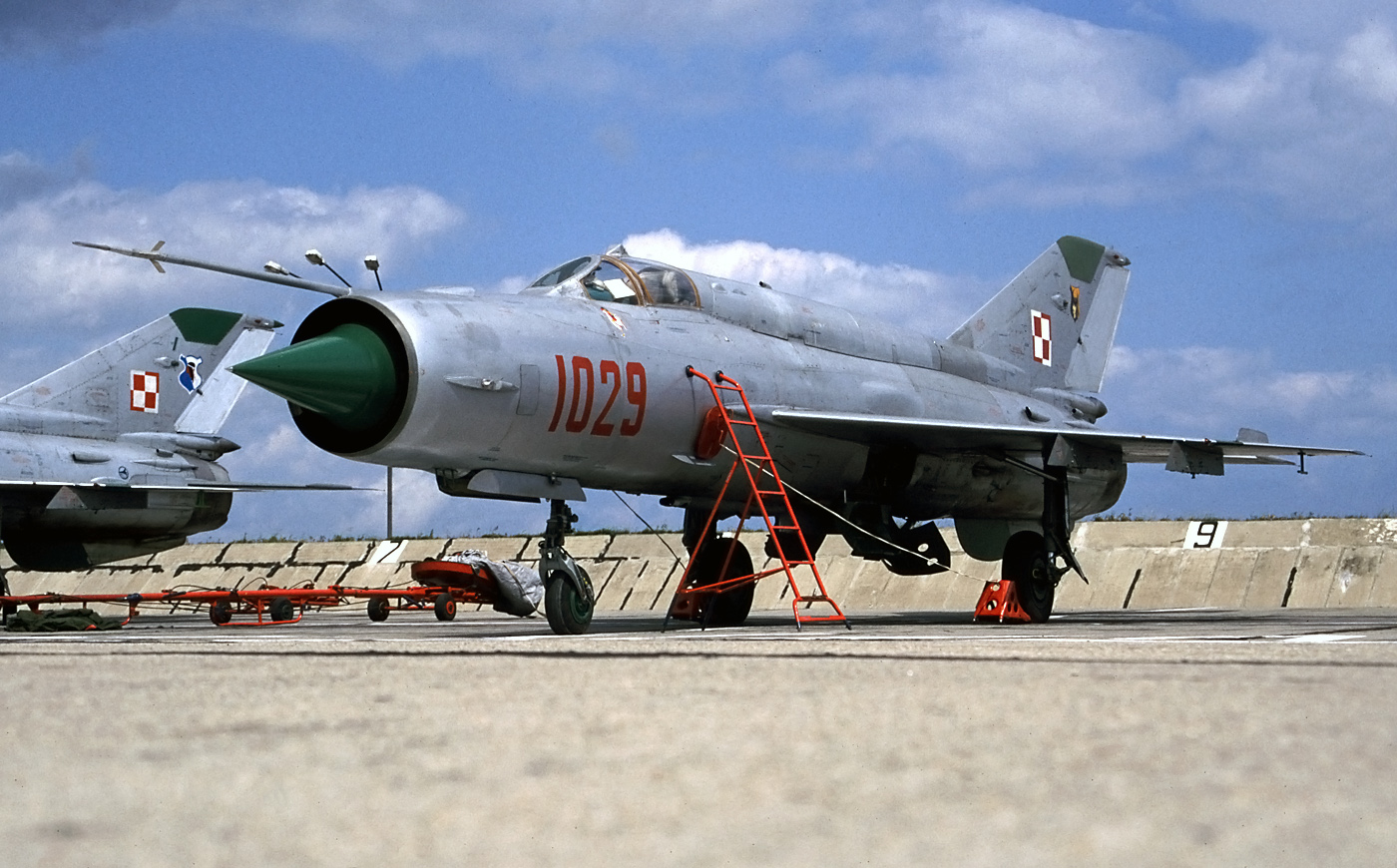
MiG-21bis polského letectva

MiG-21SMT (Fishbed-K) byl první verzí této generace. Ve skutečnosti šlo o křížence modelů MiG-21M a MiG-21MT. Z MiGu-21M byl použit trup a výzbroj, z MiGu-21MT motor R-13F-300 a identická kapacita palivových nádrží. Jelikož rozměrná palivová nádrž za kabinou způsobovala nestabilitu, byl její objem zmenšen na 300 l, čímž se snížil i dolet. Tato verze byla lehčí díky použití titanových součástí, ale byla považována za přechodnou verzi dokud nebude dostupný motor Tumanskij R-25-300. Vyráběl se v závodě v Gorkém v letech 1971–1972. Po ukončení bojů na středním Východě bylo jasné, že se všechny vzdušné boje odehrály v malých výškách. Byla tedy zapotřebí silná, obratná a dobře vyzbrojená stíhačka s velkou zásobou neseného paliva. Tyto požadavky vyústily do nové verze MiGu-21 určené k boji v malých výškách ve velké rychlosti. MiG-21 bis (Fishbed-L) byl vybaven novým motorem R-25-300. Změny se dotkly i avioniky, přičemž byl nainstalován nový radar, čímž letadlo získalo schopnost působit i za nepříznivého počasí. Výzbroj se skládala z kanónu GŠ-23L, raket R-55 (AA-1 Alkali) a R-60M (AA-8 Aphid), která měla dvojnásobný dolet ve srovnání s dříve používanou R-3S. MiG-21bis se vyráběl v závodě Gorkém v počtu 2 030 ks a do služby začal být zařazováním v roce 1972. V roce 1974 začala jeho sériová výroba v Indii firmou HAL a trvala až do roku 1987, přičemž bylo vyrobeno 200 ks. Existovala i upravená verze MiGu-21bis s označením „Fishbed-N“, která měla zabudovaný motor R-25 s nižší spotřebou a vylepšenou avionikou. Novým byl i palubní systém přistávání podle přístrojů (ILS) „Poljot“.

### Dvoumístné modely

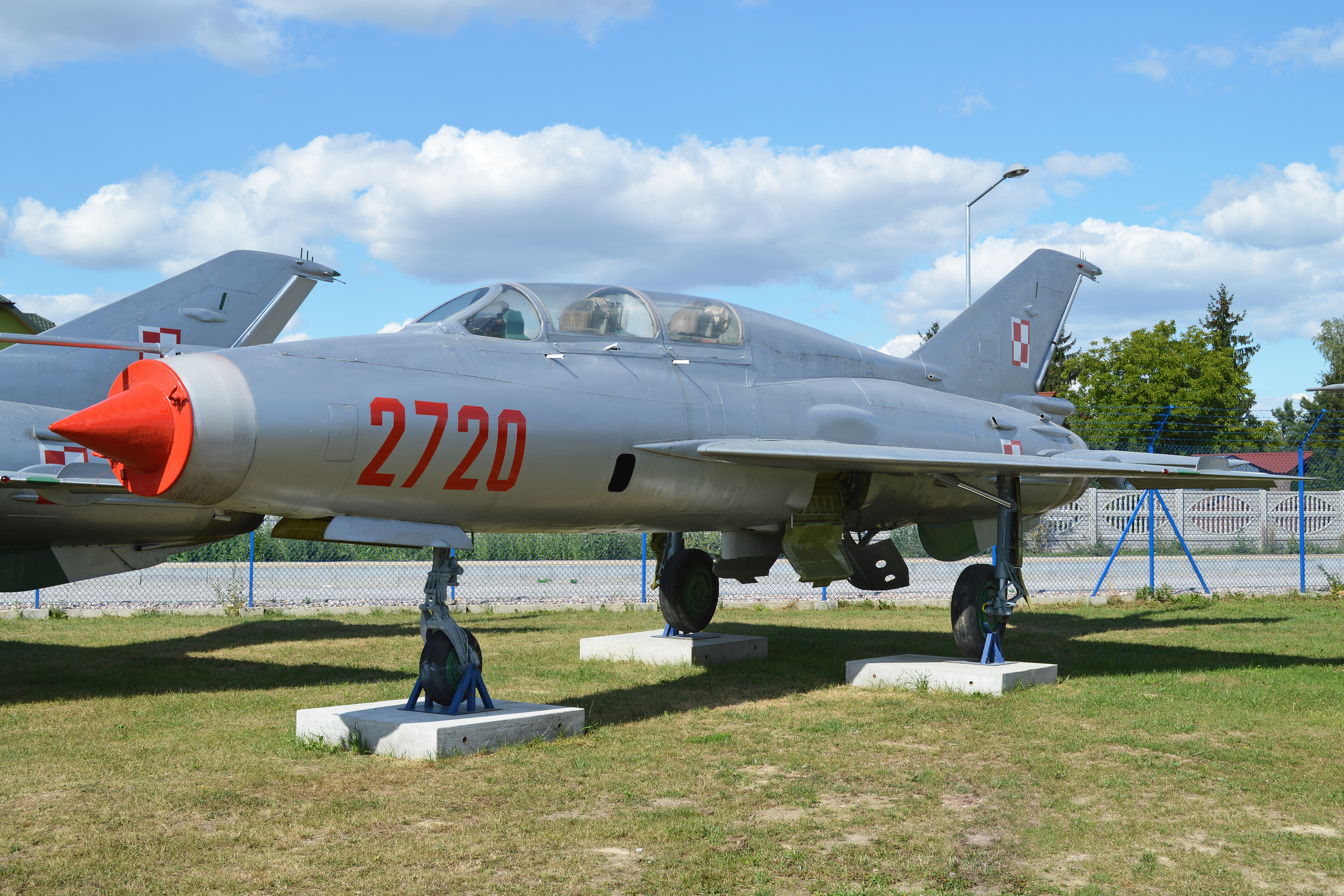
Polský MiG-21U v muzeu Deblin.

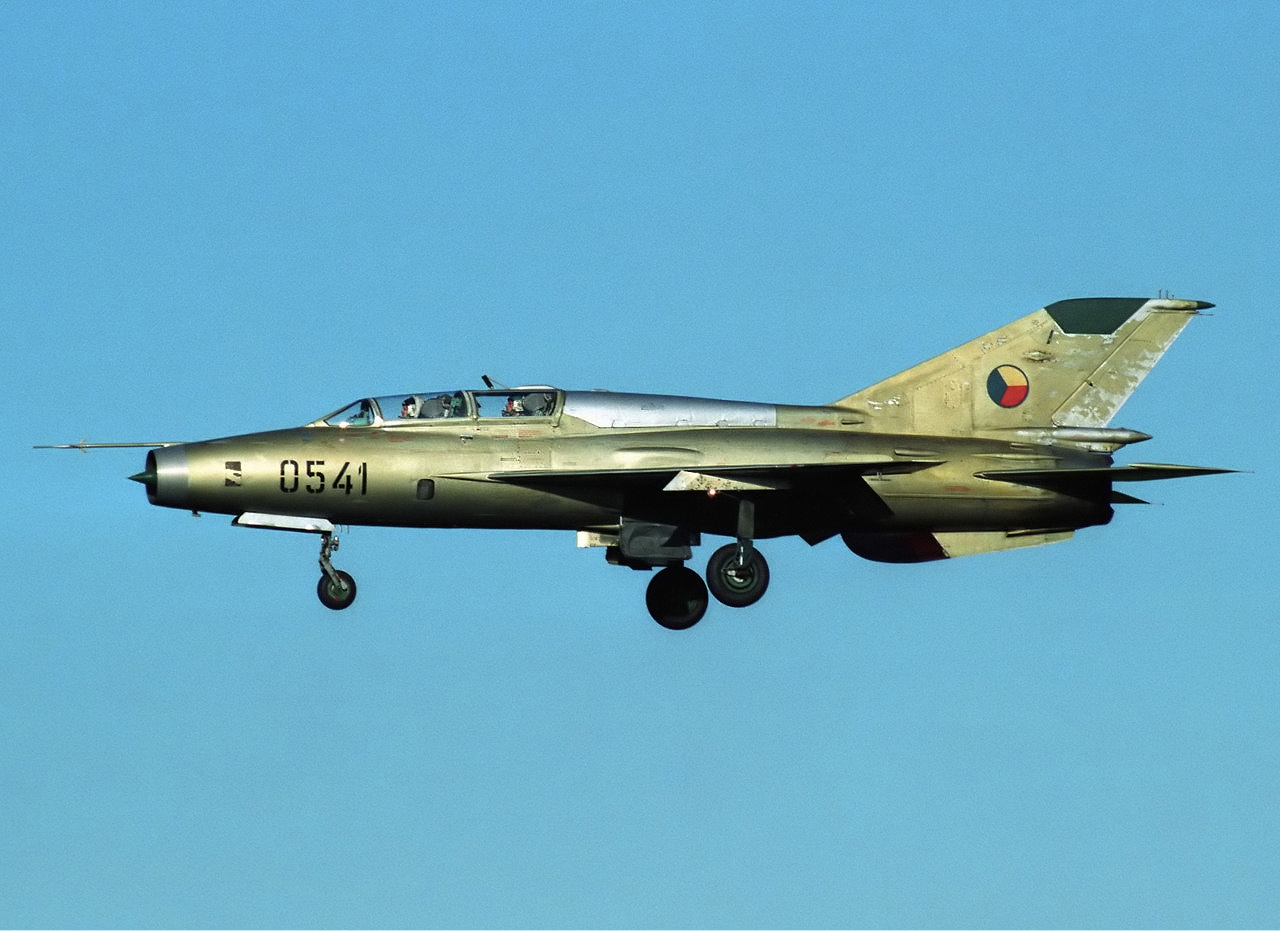
Československý MiG-21US, září 1991

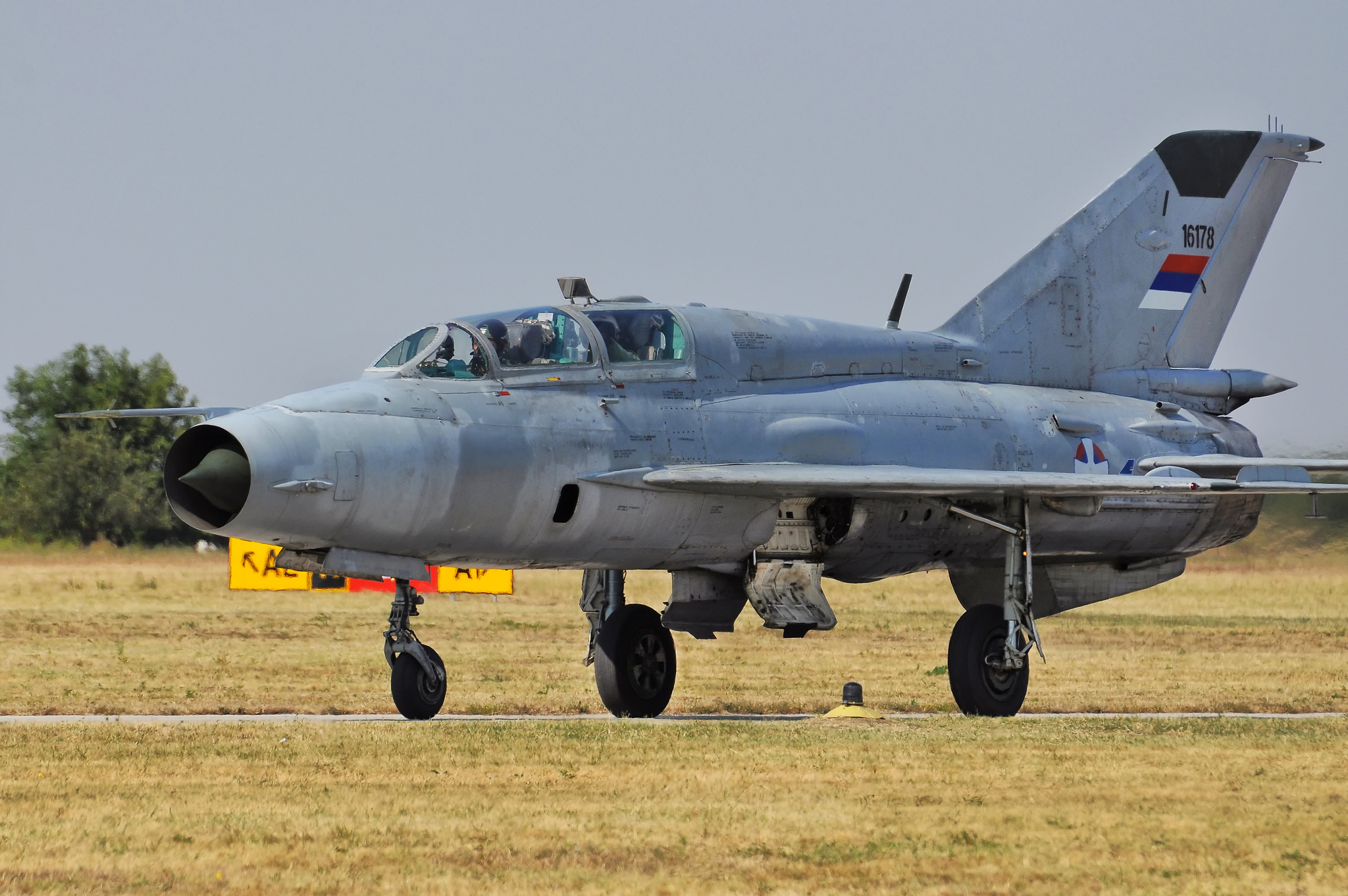
Srbský MiG-21UM na základně Batajnica

MiG-21 se radikálně odlišoval od všech předešlých dlouho používaných strojů v SSSR. Proto vznikla silná potřeba vyvinout dvousedadlovou verzi pro výcvik nových pilotů. V listopadu 1959 byl jeden ze sériových MiGů-21F-13 upraven přidáním druhého sedadla. Kokpit nového letadla byl chráněn celistvým překrytem kabiny, který se otevíral do pravé strany. Tato první dvousedadlový verze, označovaná jako MiG-21U (Mongol-A), byla poháněna motorem R-11F-300, ale neměla žádný radar ani pevnou výzbroj. Také ale existovala možnost umístit pod trup závěsníky s kulometem ráže 12,7 mm.
Prototyp této verze poprvé vzlétl 17. října 1960 a následně se vyráběl ve velkých množstvích v závodě v Tbilisi v letech 1962–1966. Stroje pro export byly vyráběny v závodě v Moskvě v letech 1964–1968. Stejně jako v případě jednosedadlových MiGů-21, byl i dvousedadlový MiG-21 postupně upravován, aby si piloti zvykli na rostoucí výkony letadla. Tak se zrodila druhá generace dvoumístných MiGů-21, která se lišila ve dvou zásadních ohledech: bylo zvětšeno směrové kormidlo, což znamenalo přesunutí brzdícího padáku do kořene směrového kormidla a byl instalován nový motor R-112S-300, který měl instalovaný systém SPS. Stejně jako předtím nebyl instalován žádný radar. Tento model byl označen jako MiG-21US (Mongol-B) a oproti svému předchůdci také nesl větší zásobu paliva a měl nové vystřelovací sedačky KM-1. Na vrchu kabiny byl sklopný periskop, umožňující učiteli kontrolovat činnost žáka. MiG-21US se vyráběl pro SSSR ale i na export v závodě v Tbilisi v letech 1966–1970.
Posledním modelem dvoumístných strojů byl MiG-21UM, který byl zvenčí v podstatě totožný se svými předchůdci. Změny se dotkly vybavení a avioniky (nový autopilot a palebný systém). Pod křídla byly instalovány 4 závěsníky. Vyráběl se v Tbilisi od roku 1971, kde ve výrobě nahradil předešlou dvoumístnou verzi.

## Výroba
Celkem bylo v SSSR postaveno 10 645 letadel. Vyráběly se ve třech továrnách: AZ 30 (3 203 letadel) v Moskvě (také jako MMZ Znamja Truda), GAZ 21 (5 765 letadel) v Gorkém a TAZ 31 (1 678 letadel) v Tbilisi. Obecně platí, že Gorkij stavěl jednomístné stroje pro sovětské síly. Moskva konstruovala jednomístné stroje pro export a Tbilisi vyrábělo dvoumístné stroje pro export i pro SSSR, i když existovaly výjimky. MiG-21R a MiG-21bis pro export a pro SSSR byly vyrobeny v Gorkém, 17 jednomístných letounů bylo postaveno v Tbilisi (MiG-21 a MiG-21F), MiG-21MF byl nejprve vyroben v Moskvě a poté v Gorkém, a MiG-21U byl postaven v Moskvě stejně jako v Tbilisi.
| Gorkij  | 83 MiG-21F; 513 MiG-21F-13; 525 MiG-21PF; 233 MiG-21PFL; 944 MiG-21PFS/PFM; 448 MiG-21R; 145 MiG-21S/SN; 349 MiG-21SM; 281 MiG-21SMT; 2013 MiG-21bis; 231 MiG-21MF  |
| Moskva  | MiG-21U (všechny stroje na export); MiG-21PF (všechny stroje na export); MiG-21FL (všechny jednotky nebyly postaveny HAL); MiG-21M (všechny); 15 MiG-21MT (všechny) |
| Tbilisi | 17 MiG-21 a MiG-21F; 181 MiG-21U izdělije 66–400 a 66–600 (1962–1966); 347 MiG-21US (1966–1970); 1133 MiG-21UM (1971 do konce)                                      |

194 MiGů-21F-13 bylo celkem vyrobeno na základě licence v Československu a Hindustan Aeronautics v Indii postavil 657 MiG-21FL, MiG-21M a MiG-21bis (z toho 225 bis).
Kvůli sériové výrobě byl letoun velmi levný: MiG-21MF byl například levnější než BMP-1. Cena F-4 Phantomu byla několikrát vyšší než u MiGu-21.

### Modernizační programy

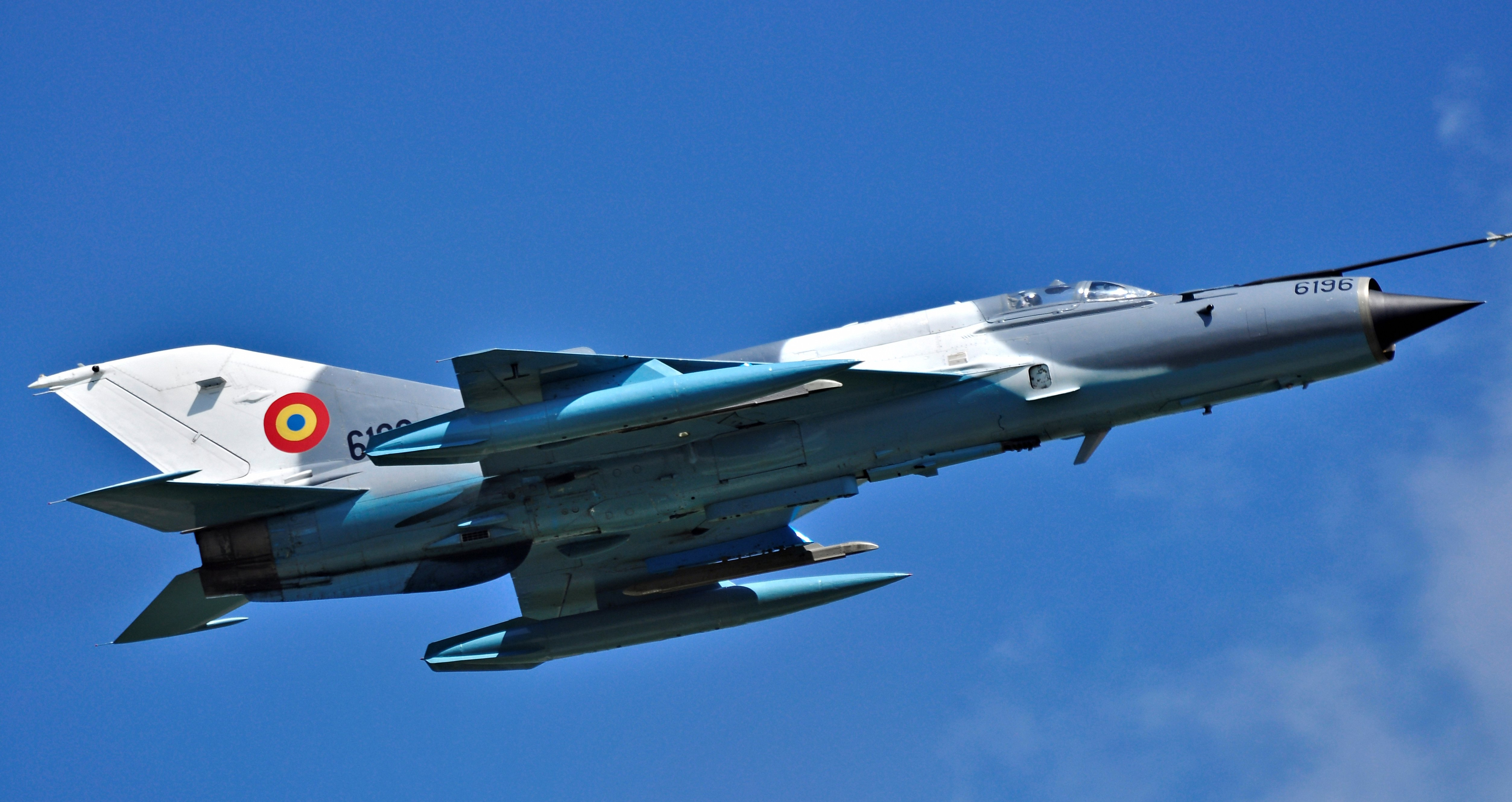
Rumunský MiG-21 Lancer

MiGy-21 jsou i přes své stáří stále všestrannými letadly, omezení jejich použití v moderním leteckém boji je způsobeno zejména zastaráním jejich palubní elektroniky. Dodnes se používá okolo 3 300 kusů těchto letadel, které existují asi ve 30 variantách. Několik zemí, které je vlastní se proto pokoušejí o jejich modernizaci.
- MiG-21-93: tato verze byla navržena v rámci Ruska. Rozdíl spočívá v instalaci stejného dopplerovského radaru jako má MiG-29. Díky novému radaru a nové avioniky mohou být neseny moderní zbraně a rakety. Novinkou je i instalace inovovaného řízení, head-up displeje a přilbového zaměřovače.
- MiG-21-97: má stejné vlastnosti jako předešlá verze, navíc má instalovaný motor Klimov RD-33 se zlepšenými vlastnostmi.
- MiG-21 LanceR: byl navržen rumunskou společností Aerostar ve spolupráci s izraelskou firmou Elbit Systems. Tato verze je navržena speciálně pro útoky na pozemní cíle s použitím naváděných raket a jiné řízené munice. Existuje v dalších dvou verzích, a to k vybojování vzdušné nadvlády (MiG-21 LanceR C) nebo v cvičně-bojové verzi (MiG-21 LanceR B). Hlavní změnou je nový radar Elta EL/M-2032, přilbový zaměřovač Elbit DASH, a možnost nesení střel Rafael Python III a Mica II.
- MiG-21-2000: byl navržen společností IAI (Israel Aerospace Industries), s použitím skleněného kokpitu, nové avioniky a výzbroje, díky kterým nezaostává za západními typy stíhaček.
- MiG-21 Bison: je nejvyšší verzí modernizace MiGu-21. Je vybaven radarem „Kopyo“ od společnosti Fazotron, který umožňuje sledovat 8 cílů současně. Podle informací z prostředí výrobce této verze – společnosti „Sokol“ z Ruska – je MiG-21 Bison srovnatelný s prvními modely amerických stíhaček F-16A.

## Design

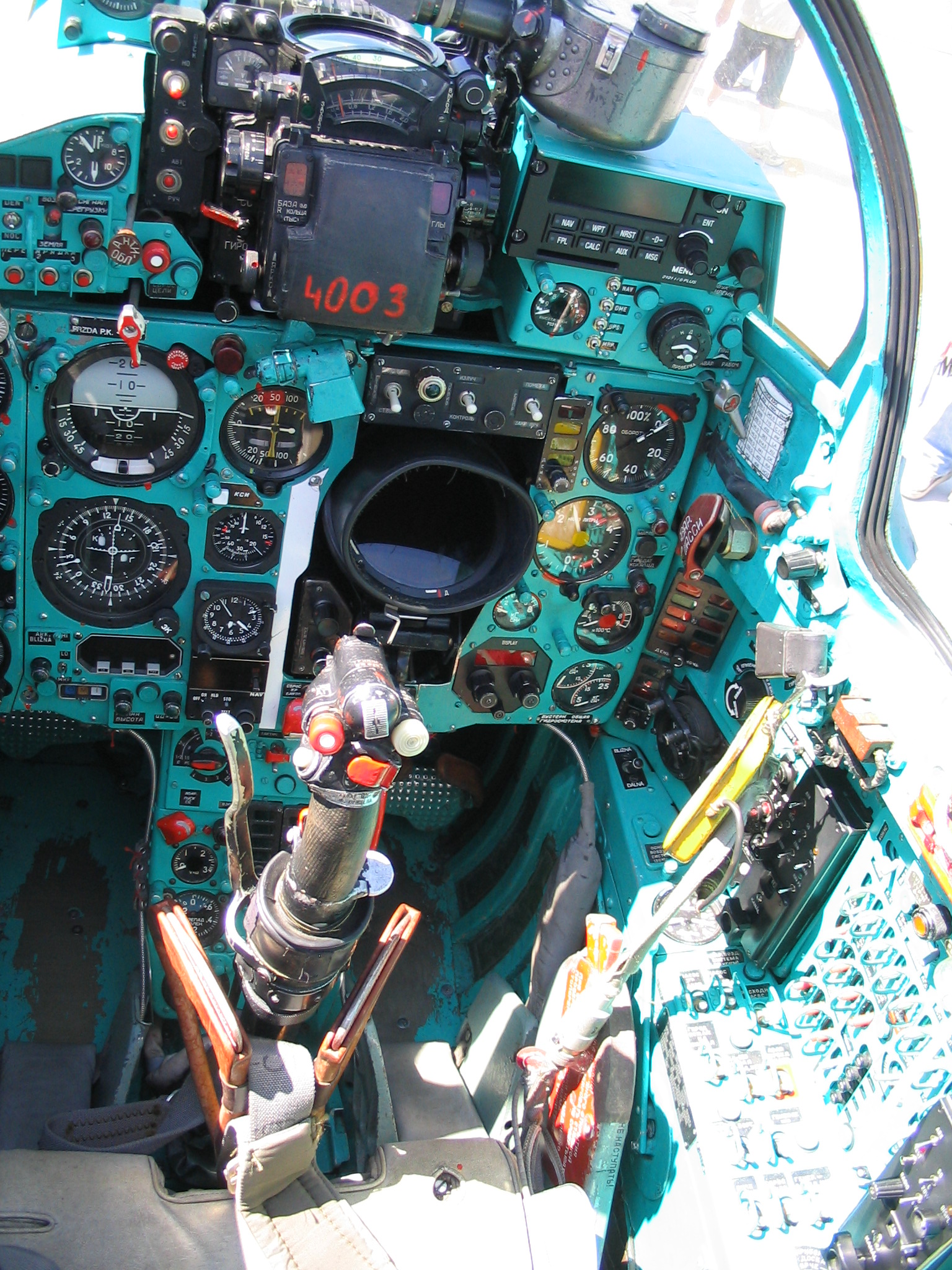
Pohled do kabiny českého MiGu-21MF upraveného pro standard NATO

MiG-21 má delta křídlo. Šípovitost na náběžné hraně je 57° s profilem CAGI S-12. Úhel náběhu je 0°, zatímco úhel vzepětí je -2°. Na odtokové hraně jsou křidélka o ploše 1,18 m2 a vztlakové klapky o ploše 1,87 m2. Před křidélky jsou malé aerodynamické plůtky křídel.
Trup je poloskořepina s eliptickým profilem a maximální šířkou 1,24 m (4 ft 1 in). Proud vzduchu k motoru je regulován vstupním kuželem ve vstupním ústrojím. U raných modelů MiG-21 má kužel tři polohy. Pro rychlosti do Mach 1,5 je kužel plně zatažen do maximální zadní polohy. Pro rychlosti mezi Mach 1,5 a Mach 1,9 se kužel posune do střední polohy. Pro rychlosti vyšší než Mach 1,9 se kužel posune do maximální přední polohy. U pozdějšího modelu MiG-21PF se sací kužel přesune do polohy založené na skutečné rychlosti. Poloha kužele pro danou rychlost je vypočítána systémem UVD-2M pomocí tlaků vzduchu před a za kompresorem motoru. Na obou stranách přídě jsou průduchy, které dodávají motoru více vzduchu na zemi a během vzletu. U první varianty MiGu-21 je pitotova trubice připevněna ke spodní části přídě. Po variantě MiG-21P byla tato trubka připevněna k horní části vstupního ústrojí. Pozdější verze posunuly připojovací bod pitotovy trubice o 15 stupňů doprava, jak je vidět z kokpitu, a měly nouzovou pitotovu hlavici na pravé straně, těsně před překrytem kabiny a pod oční linií pilota.

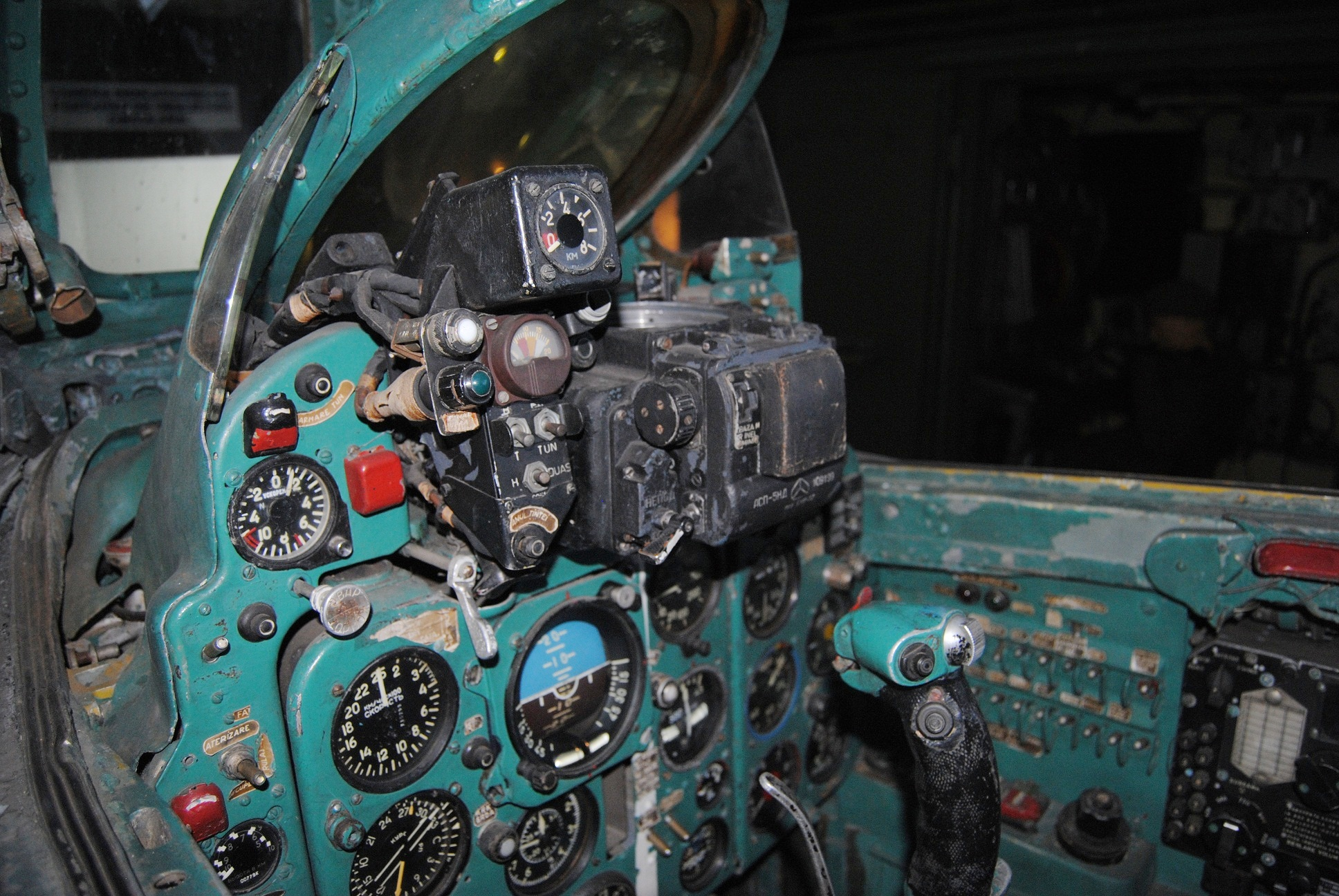
Kokpit MiGu-21F-13 v Muzeu letectví v Bukurešti v Rumunsku

Kabina je přetlaková a klimatizovaná. U verzí předcházejících MiGu-21PFM je překryt kabiny odklopný vpředu. Při katapultáži se vystřelovací sedadlo SK-1 spojí s překrytem, aby poskytlo ochranu před větrem a vysokorychlostním proudění vzduchu, ke kterému dochází během vysokorychlostní katapultáže. Po katapultování se překryt otevře a umožní pilotovi seskočit na padáku na zem. Vymrštění v malých výškách však může způsobit, že oddělování překrytu bude trvat příliš dlouho, což někdy může vést ke smrti pilota. Minimální výška pro katapultáž ve vodorovném letu byla 110 m. Počínaje MiGem-21PFM se nová vystřelovací sedačka ukázala jako velmi spolehlivá a nepotřebovala k ochraně pilota překryt kabiny, který nikdy nebyl plně uspokojivý. Překryt je odklopný na pravou straně kokpitu.
Na spodní straně letadla jsou tři aerodynamické brzdy, dvě vpředu a jedna vzadu. Přední aerodynamické brzdy mají plochu 0,76 m2, a úhel vychýlení 35°. Zadní aerodynamická brzda má plochu 0,47 m2 a úhel vychýlení 40°. Zadní aerodynamická brzda je zablokována, pokud letoun nese externí palivovou nádrž. Za aerodynamickými brzdami jsou prostory pro hlavní podvozek. Na spodní straně letounu, hned za odtokovou hranou křídla, jsou závěsné body pro dvě rakety JATO. Přední část trupu končí na příčče č. 28. Zadní část trupu začíná na příčče č. 28a a je odnímatelná pro údržbu motoru.
Ocasní plocha MiGu-21 se skládá z vertikálního stabilizátoru, stabilizátoru a malé ploutve na spodní části ocasu pro zlepšení kontroly stáčení. Vertikální stabilizátor má úhel sklonu 60° a plochu 5,32 m2 (u dřívější verze 3,8 m2) a směrové kormidlo. Stabilizátor má úhel sklonu 57°, plochu 3,94 m2 a rozpětí 2,6 m.
MiG-21 používá tříkolový podvozek. U většiny variant používá hlavní podvozek pneumatiky o průměru 800 mm a šířce 200 mm. Pouze varianty MiG-21F používají pneumatiky o rozměru 660×200 mm. Kola hlavního podvozku se po otočení o 87° zasunou do trupu a tlumiče se zasunou do křídla. Příďový podvozek se pod radarem zatáhne dopředu do trupu. Příďové kolo lze spustit ručně jednoduchým odemknutím jeho poklopu zevnitř kokpitu. Přistání s podvozkem zablokovaným ve vzpřímené poloze kvůli vnitřní poruše tedy nebylo zásadním problémem, s řadou takových úspěšných přistání na příďové kolo a přední palivovou nádrž nebo aerodynamickou brzdu.

## Služba
Výrobcem a hlavním uživatelem MiGů-21 byl Sovětský svaz a jeho nástupnické státy. SSSR nasadil MiGy-21 do boje jen během intervence v Afghánistánu.

### Československo
Stíhačka MiG-21 se do výzbroje československého letectva dostala na základě plánu vývoje vzdušných sil do roku 1960. Na konci 50. let 20. století byl tento typ vybrán jako protiváha stíhačky F-104 Starfighter, kterou německá Luftwaffe začátkem 60. let 20. století plánovala zavést do služby. Po oboustranné dohodě se Sovětským svazem začala sériová výroba verze MiG-21F-13 v továrně Aero Vodochody. V rámci dohody byly ze SSSR dodány 4 ks MiG-21F-13 v rozebraném stavu a jeden vzorový kus v celku. Tyto stroje měly sloužit k získání potřebných zkušeností spojených s výrobními postupy a údržbou. První československý sériový kus měl výrobní číslo 360101 a byl vyroben v roce 1963. Letadlo bylo přiděleno na letiště Mladá u Milovic na podzim 1963. Výroba byla ve Vodochodech ukončena 17. června 1972, kdy byl zalétán poslední stroj s výrobním číslem 261114. Za dobu sériové výroby podnik vyrobil 195 letadel.

### Vietnam

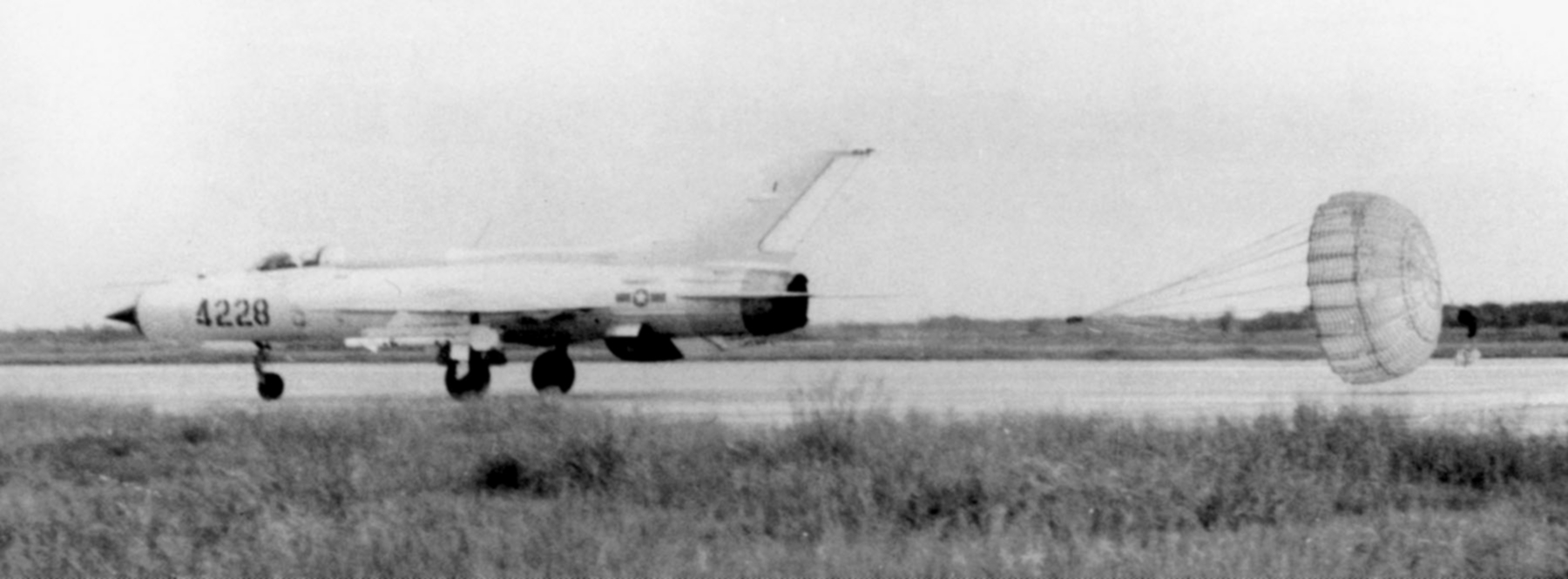
Vietnamský MiG-21PF s otevřeným brzdícím padákem po návratu z letu

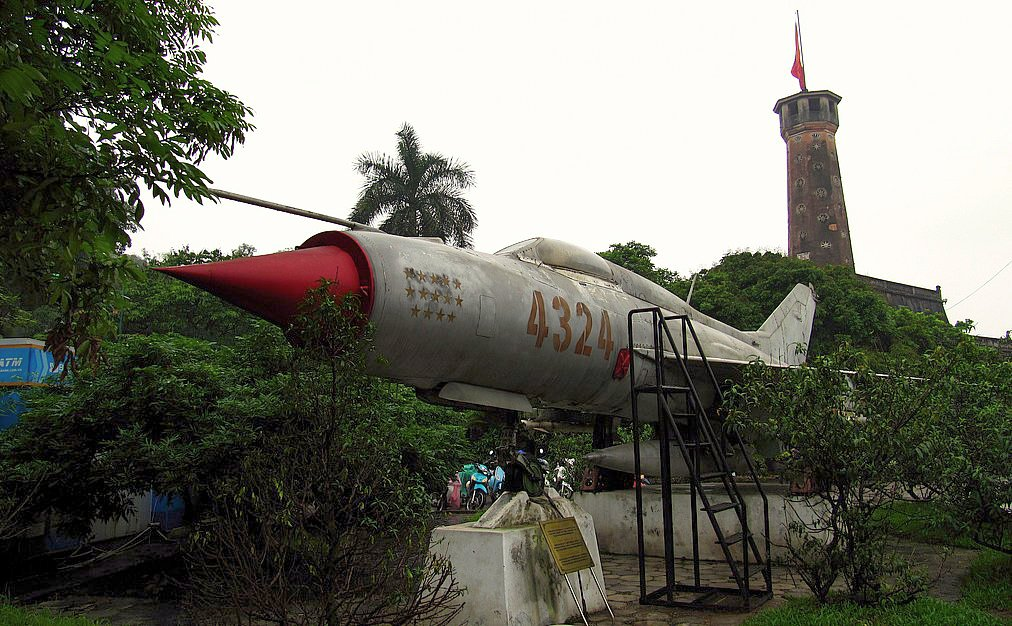
MiG-21 vietnamského letectva čísla 4324, používaný různými piloty, dosáhl během vietnamské války 14 sestřelů

MiG-21 byl navržen pro velmi krátké mise řízené pomocí pozemního zachycování (GCI). Těmito misemi vešel ve známost i na obloze nad Severním Vietnamem. První MiGy-21 dorazily přímo ze Sovětského svazu lodí v dubnu 1966. Po vyložení a smonotování byly předány nejstarší stíhací jednotce Vietnamského lidového letectva (VPAF), 921. stíhacímu pluku (921. FR), který vznikl 3. února 1964 jako jednotka MiGů-17. Protože 923. stíhací pluk byl novější a méně zkušený, pokračoval v provozu MiGů-17, zatímco příchod MiGů-19 (verze J-6) z Číny v roce 1969 vedl ke vzniku jediné severovietnamské jednotky MiGů-19, 925. stíhacího pluku. 3. února 1972 uvedl Severní Vietnam do provozu svůj čtvrtý a poslední stíhací pluk vytvořený během války s Jižním Vietnamem, 927. stíhací pluk vybavený MiGy-21PFM.  Válka ve Vietnamu znamenala pro SSSR první možnost skutečného otestování MiGu-21 v boji, a i když je tento fakt dosud zamlžovaný, tak z důvodu utajení létali sovětští piloti na strojích s vietnamskými výsostnými znaky. Nad vietnamským územím byla vedená nejintenzivnější letecká válka od druhé světové. Vietnamci pilotované MiGy tu sice proti americké přesile a technické nadřazenosti měly jen omezené možnosti nasazení, ale zaznamenaly i úspěchy, jak proti svazům amerických těžkých bombardérů B-52, tak i proti stíhacím bombardérům F-105 Thunderchief, které Američané často nechávali letět bez krytí, navíc plně zatížené municí.
Bývalý pilot MiGu-17 Nguyen Nhat Chieu a jeho wingman Tran Ngoc Siu s MiGem-21 zachytili 7. července 1966 letouny F-105D amerického letectva při hlídkování nad leteckou základnou Phuc Yen (také znám jako Letecká základna Noi Bai) a sestřelili jeden pilotovaný kapitánem Tomesem salvou neřízených raket S-5M z raketnice UB-16-57 Tranova letounu, zatímco vedoucí letu Nguyen nebyl schopen se svými raketami R-3S zaměřit další, divoce se vyhýbající F-105; toto byl první případ, kdy vietnamský MiG-21 sestřelil pilotované nepřátelské letadlo ve válce ve Vietnamu.
Ačkoli 13 severovietnamských pilotů dosáhlo statusu leteckého esa při létání na MiGu-21 (srov. tři na MiGu-17), mnoho vietnamských pilotů upřednostňovalo MiG-17, protože vysoké plošné zatížení křídel MiGu-21 způsobilo, že byl relativně horší na manévrovatelnost a rám překrytu MiGu-17 poskytoval lepší viditelnost. To však není dojem, jaký nabyl britský autor Roger Boniface, když dělal rozhovor s Phamem Ngoc Lanem a esem Nguyễn Nhật Chiêu (kteří zaznamenali vítězství na MiGu-17 i MiGu-21). Pham Ngoc Lan řekl Bonifaceovi, že „MiG-21 byl mnohem rychlejší a měl dvě střely Atoll, které byly velmi přesné a spolehlivé, když byly vypáleny mezi 1000 a 1200 yardy.“ A Chiêu tvrdil, že „…osobně jsem preferoval MiG-21, protože byl lepší ve všech specifikacích - ve stoupání, rychlosti a výzbroji. Střela Atoll byla velmi přesná a s ní jsem dosáhl čtyř sestřelů… V obecných bojových podmínkách jsem si byl vždy jistý, že F-4 Phantom sestřelím při letu s MiGem-21.“
Ačkoli MiG-21 postrádal radar dlouhého dosahu, rakety a těžký pumový náklad svých současných víceúčelových amerických stíhaček, jeho radar RP-21 Sapfir z něj udělal náročného protivníka v rukou zkušených pilotů, zejména při útoku vysokou rychlostí (zasáhni a zmiz, hit-and-run) pod kontrolou pozemního stanovistě. MiG-21 zachycující úderné skupiny strojů Republic F-105 Thunderchief byly účinné při sestřelování amerických letadel nebo k jejich donucení náklad pum odhodit.
Během války se ukázaly výhody i slabosti MiGů. Kromě zlepšování avioniky či doletu se Sověti rozhodli opět na letadlo namontovat organickou výzbroj – nejprve 30 a později 23 mm dvouhlavňový kanón GŠ-23.
Vítězství ve vzdušných bojích 1966–1972

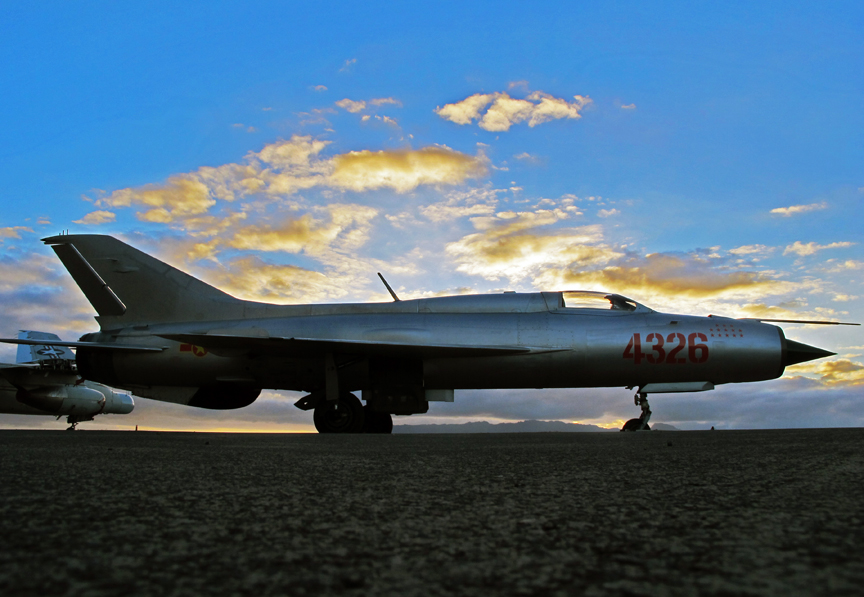
Vietnamský MiG-21 č. 4326, který za války sestřelil 13 letadel

Vietnamské letectvo létal se svými stíhačkami s naváděním od pozemních dispečerů, kteří posílali MiGy do přepadových bojových stanovišť, aby prováděly útoky na „jeden průlet, pak stáhnout zadek“ ("one pass, then haul ass"). MiGy podnikaly rychlé a často přesné útoky na americké formace z několika směrů (MiGy-17 obvykle prováděly čelní útoky a MiGy-21 útočily zezadu). Poté, co sestřelily několik amerických letadel a některé F-105 byly nuceny předčasně shodit pumy, MiGy nečekaly na odvetu, ale rychle se odpojily. Tyto taktiky „partyzánské války ve vzduchu“ se během války obecně ukázaly jako úspěšné. V prosinci 1966 sestřelili piloti MiGů-21 z 921. stíhacího pluku 14 F-105 Thunderchiefů bez jakýchkoli ztrát.
Americké letectvo a námořnictvo měly od strojů F-4 Phantom II velká očekávání a předpokládaly, že jejich masivní palebná síla, nejlepší dostupný palubní radar, nejvyšší rychlost a vlastnosti zrychlení, spojené s novou taktikou, poskytnou výhodu oproti MiGům. Ale v konfrontaci s lehčími MiGy-21 začaly F-4 trpět ztráty. Od května do prosince 1966 ztratilo americké letectvo 47 letadel a na oplátku zničilo pouze 12 vietnamských stíhaček. Od dubna 1965 do listopadu 1968 se nad oblohou Severního Vietnamu odehrálo více než 268 leteckých bitev. Severní Vietnam si nárokoval 244 sestřelených amerických letadel a přiznal ztrátu 85 MiGů. Ze 46 vzdušných bitev mezi F-4 a MiGy-21 ztráty činily 27 F-4 Phantomů a 20 MiGů-21.[chybí lepší zdroj]
Po milionu bojových letů a téměř 1000 ztrátách amerických letadel skončila operace Rolling Thunder 1. listopadu 1968. Nízký poměr ztrát a výměny bojových ztrát vzduch-vzduch proti menším a agilnějším nepřátelským MiGům během rané části války nakonec vedl americké námořnictvo 3. března 1969 ke vzniku letecké školy vzdušného boje známé jako „Top Gun“ na základně Miramar v Kalifornii. Letectvo rychle následovalo s vlastní verzí, nazvanou Program Dissimilar Air Combat Training (někdy označovaný jako Red Flag) na letecké základně Nellis v Nevadě. Tyto dva programy využívaly podzvukových letounů Douglas A-4 Skyhawk a nadzvukových F-5 Tiger II, stejně jako dvoumachových Convair F-106 Delta Dart k napodobení MiGu-21.
Vyvrcholením vzdušného boje nad Vietnamem na počátku roku 1972 byl 10. květen, kdy severovietnamské letouny absolvovaly 64 bojových letů, jejichž výsledkem bylo 15 vzdušných bitev. Severovietnamské letectvo tvrdilo, že bylo sestřeleno 7 F-4 (USA potvrdily ztrátu pěti F-4.) F-4 se zase podařilo zničit dva MiGy-21, tři MiGy-17 a jeden MiG-19. 11. května dva MiGy-21, hrající na „návnadu“, přivedly čtyři F-4 ke 2 MiGům-21 kroužícím v malé výšce. MiGy rychle na Phantomy zaútočily a 3 střelami sestřelily dva F-4. 13. května skupina MiGů-21 zachytila skupinu F-4 a druhá dvojice MiGů provedla raketový útok, než byla zasažena dvěma F-4. 18. května provedly severovietnamské letouny 26 bojových letů, z nichž osm skončilo bojem a sestřelily čtyři F-4 bez jakýchkoli ztrát.
V průběhu letecké války, mezi 3. dubnem 1965 a 8. lednem 1973, si každá strana nakonec nárokovala příznivé poměry sestřelů. V roce 1972 činil počet vzdušných bitev mezi americkými a vietnamskými letouny 201. Vietnam ztratil 54 MiGů (včetně 36 MiGů-21 a jednoho MiG-21US) a vyžádal si sestřelení 90 amerických letadel, včetně 74 stíhaček F-4 a dvou průzkumných RF-4C (MiG-21 sestřelily 67 nepřátelských letadel, zatímco MiG-17 sestřelily 11 a MiG-19 sestřelily dalších 12).
Jeden MiG-21 byl sestřelen 21. února 1972 letounem amerického letectva F-4 Phantom ze základny v Udorn RTAFB v Thajsku a pilotovaný majorem Lodgem s Rogerem Locherem jako jeho důstojníkem pro zbraňové systémy (WSO). Šlo o vůbec první sestřel MiGu americkým letectvem v noci a první za čtyři roky v té době.
Dva MiGy-21 byly sestřeleny ocasními střelci bombardérů Boeing B-52 Stratofortress; jediné potvrzené sestřely ve vzduchu, které kdy B-52 provedl. První vzdušné vítězství zaznamenal 18. prosince 1972 zadní střelec Sgt. Samuel Turner, který byl oceněn Stříbrnou hvězdou. Druhý se odehrál 24. prosince 1972, kdy Albert E. Moore sestřelil MiG-21 nad železničním nádražím ve městě Thái Nguyên. K oběma akcím došlo během operace Linebacker II, známé také jako Vánoční bombardování. Tyto sestřely Vietnamci nepotvrdili.
Největší hrozbou pro Severní Vietnam během války byly vždy bombardéry B-52. Hanojské stíhačky MiG-17 a MiG-19 se nedokázaly vypořádat s B-52 v jejich letové výšce. V létě 1972 bylo vietnamskému letectvu nařízeno vycvičit 12 pilotů MiGu-21 pro specifickou misi střelby na bombardéry B-52, přičemž dvě třetiny pilotů byly speciálně vycvičeny na noční útoky. 26. prosince 1972, pouhé dva dny poté, co zadní střelec Albert Moore sestřelil MiG-21, si vietnamský MiG-21MF (číslo 5121) od 921. stíhacího pluku, pilotovaný majorem Phạm Tuânem nad Hanojí, vyžádal první sestřel B-52. B-52 se nacházel nad Hanojí ve výšce přes 30 000 stop (9 100 m), když major Tuân odpálil dvě střely Atoll ze vzdálenosti 2 kilometrů a tvrdil, že zničil jeden z bombardérů létajících ve formaci tří letadel. Jiné zdroje tvrdí, že střely Atoll svůj cíl nezasáhly, ale když se bombardéry odpoutávaly a stahovaly, B-52 z formace tří bombardérů před jeho cílem zasáhla střela země-vzduch (SAM), která explodovala ve vzduchu: to mohlo způsobit, že si pak Tuân, myslel, že jeho střely zničily cíl, na který mířil.
Vietnamci nárokovali další sestřel MiGem-21 z 921. stíhacího pluku 28. prosince 1972, tentokrát pilotovaným Vu Xuan Thieu. Thieu údajně zahynul při explozi vlastních střel, když se k cíli B-52 dostal příliš blízko. V tomto případě se zdá, že vietnamská verze je chybná: zatímco jeden sestřel MiGu-21 si tu noc připsaly Phantomy (mohl to být zrovna Thieuův MiG), k datu sestřelu nebyly z jakéhokoli důvodu ztraceny žádné B-52.

### Arabsko-izraelské konflikty

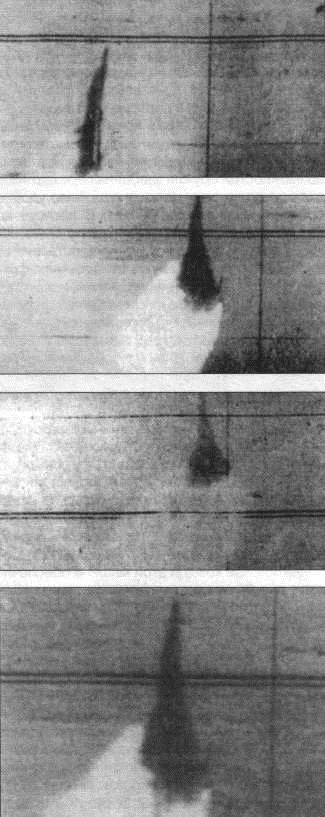
Izraelská Mirage III sestřelená egyptským MiGem-21 během Jomkipurské války

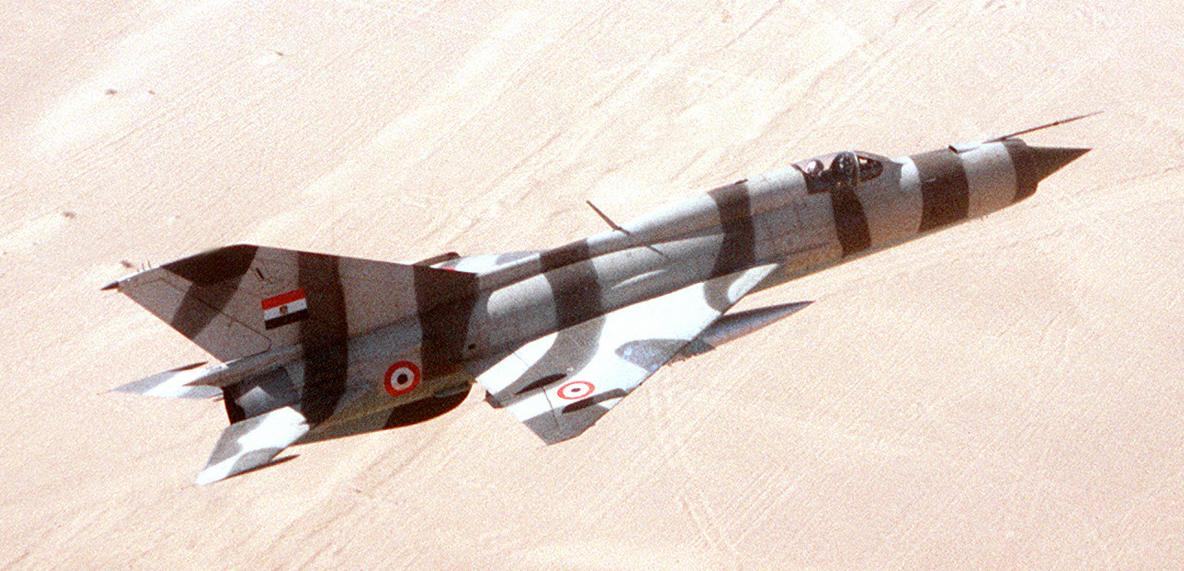
Egyptský MiG-21PFM

MiG-21 byl také ve velkém používán v konfliktech na blízkém východě v 60., 70. a 80. letech egyptským letectvem, syrským letectvem a iráckým letectvem. MiG-21 se poprvé setkal s izraelskými Mirage IIICJ 14. listopadu 1964, ale teprve 14. července 1966 byl první MiG-21 sestřelen. Dalších šest syrských MiGů-21 bylo sestřeleno izraelskými Miragemi 7. dubna 1967. MiGy-21 také čelily strojům McDonnell Douglas F-4 Phantom II a Douglas A-4 Skyhawk, ale později byly překonány modernějšími McDonnell Douglas F-15 Eagle a General Dynamics F-16 Fighting Falcon, oba Izraelem používané od poloviny 70. let 20. století. Během tohoto období syrští piloti létající na MiGách-21 také nezávisle objevili manévr Cobra, který se stal standardním obranným manévrem pod názvem „manévr nulové rychlosti“ (syrsky: مناورة السرعة صفر).
Během úvodních útoků Šestidenní války v roce 1967 zasáhlo izraelské letectvo (IAF) arabské vzdušné síly ve čtyřech útočných vlnách. V první vlně izraelští piloti tvrdili, že v boji vzduch-vzduch zničili osm egyptských letadel, z nichž sedm bylo MiG-21; Egypt si nárokuje pět sestřelů MiGy-21PF. Během druhé vlny Izrael zničil čtyři další MiGy-21 sestřelené v boji vzduch-vzduch, přičemž třetí vlna přinesla vzdušná vítězství nad dvěma syrskými a jedním iráckým MiGem-21. Čtvrtá vlna zničila na zemi mnohem více syrských MiGů-21. Celkově Egypt ztratil asi 100 z asi 110 MiGů-21, které měli, téměř všechny na zemi; Sýrie ztratila 35 ze svých 60 MiGů-21F-13 a MiG-21PF ve vzduchu i na zemi. Izraelcům před vypuknutím šestidenní války významně pomohlo, že se jim dostal do rukou irácký MiG-21, s nímž do Izraele přeletěl pilot Munír Rúfá.
Mezi koncem Šestidenní války a začátkem Opotřebovací války zaznamenaly izraelské stíhačky Mirage šest potvrzených sestřelů egyptských MiGů-21 a egyptské MiGy-21 zaznamenaly dva potvrzené a tři pravděpodobné sestřely proti izraelským letounům. Od konce Šestidenní války do konce Opotřebovací války si Izrael vyžádal celkem 25 zničených syrských MiGů-21; Syřané prohlašovali tři potvrzené a čtyři pravděpodobné sestřely izraelských letadel, ačkoli Izrael to popřel.
Vysoké ztráty kvůli izraelským letadlům a nepřetržité bombardování během Opotřebovací války způsobily, že Egypt požádal o pomoc Sovětský svaz. V březnu 1970 dorazili sovětští piloti a posádky protiletadlových kompletů se svou technikou. 13. dubna, během letecké bitvy nad pobřežím Rudého moře, sovětské MiGy-21MF podle některých údajů sestřelily dvě izraelské stíhačky F-4 18. dubna byl jeden izraelský průzkumný RF-4E " Phantom“ poškozen sovětským MiGem-21MF. 16. května byl ve vzdušném boji sestřelen izraelský letoun, pravděpodobně sovětským MiGem-21. 22. června 1970 sestřelil sovětský pilot na MiGu-21MF izraelský A-4E. Poté bylo sovětskými piloty provedeno několik dalších úspěšných záchytů a 25. června byl sestřelen další izraelský A-4.
V reakci na to Izrael naplánoval přepad, který nazval Operací Rimon 20. 30. července izraelské F-4 nalákaly sovětské MiGy-21 do oblasti, kde je přepadly izraelské Mirage. Ašer Snir, létající na Mirage IIICJ, zničil sovětský MiG-21; Avihu Ben-Nun a Aviam Sela, oba piloti F-4E, každý dosáhl sestřelu, a neidentifikovaný pilot v jiné Miragi zaznamenal čtvrtý sestřel sovětského MiGu-21; Izrael utrpěl pouze poškozenou Mirage. Tři sovětští piloti přišli o život a Sovětský svaz byl ztrátami znepokojen. Přestože to byl úspěch na zvýšení morálky, Rimon 20 průběh války nezměnil. Po operaci padly další letouny kvůli sovětským MiGům-21 a protivzdušné obraně. A o týden později, 7. srpna, Sověti odpověděli nasazením dalších letadel do Egypta a nalákáním izraelských stíhaček do jejich vlastní zálohy pod názvem „Operace Kavkaz“. Byly sestřeleny dvě izraelské Mirage IIICJ. Celkem během března a srpna 1970 sovětští piloti MiGů-21 a posádky protivzdušné obrany zničili 21 izraelských letadel (8 raketovými systémy SA-3 a 13 MiGy-21) za cenu 5 MiGů-21 sestřelených IAF, což pomohlo Izraelce přesvědčit, aby podepsali příměří.
V září 1973 vypukla velká letecká bitva mezi Sýrií a Izraelem; Izrael si vyžádal celkem 12 zničených syrských MiGů-21, zatímco Sýrie si vyžádala osm sestřelů dosažených MiGy-21 a přiznala pět ztrát.
Během Jomkipurské války si Izrael vyžádal 73 sestřelů egyptských MiGů-21 (65 potvrzeno). Egypt nárokoval 27 potvrzených sestřelů a osm pravděpodobných sestřelů proti izraelským letadlům jeho MiGy-21. Podle většiny izraelských zdrojů však šlo o přehnaná tvrzení, neboť izraelské bojové ztráty vzduch-vzduch za celou válku nepřesáhly patnáct.
Na syrské frontě došlo 6. října 1973 k tomu, že syrské MiGy-21MF sestřelily izraelský A-4E a Mirage IIICJ při ztrátě tří letounů ve prospěch izraelských strojů IAI Nešer. 7. října syrské MiGy-21MF sestřelily dva izraelské F-4E, tři Mirage IIICJ a A-4E, přičemž ztratily dva své MiGy ve prospěch Nešerů a jeden díky F-4E a také dva kvůli přátelské palbě protivzdušné obrany. Na této frontě operovaly také irácké MiGy-21PF a ve stejný den zničily dva A-4E a ztratily jeden MiG. 8. října 1973 syrské MiGy-21PFM sestřelily tři F-4E, ale šest jejich MiGů-21 bylo ztraceno. Do konce války si syrské MiGy-21 vyžádaly celkem 30 potvrzených sestřelů proti izraelským letounům; 29 MiGů-21 bylo prohlášeno za zničené IDF (26 potvrzeno).
Později 26. dubna 1974 došlo k neobvyklé události týkající se pákistánského stíhacího pilota Sattara Alviho, který byl v delegaci u 67. perutě syrského letectva. Alvi, letící se syrským MiGem-21F-13 (sériové číslo 1863) ze syrské letecké základny Al-Dumayr s kolegou pilotem pákistánského letectva, byl na letecké hlídce poblíž Golanských výšin, když si všiml dvou izraelských Mirage-IIICJ, které pronikly do syrského vzdušného prostoru. Podle moderních pákistánských zdrojů se s nimi Alvi a jeho letový velitel utkali a po krátkém souboji sestřelili jednu z Mirage, kterou pilotoval kapitán M. Lutz. Izraelský pilot později podlehl zraněním, která utrpěl při katapultáži. Žádné velké zdroje z té doby však o takovém incidentu neinformovaly a v záznamu izraelského ministerstva obrany o válečných obětech Izraele není žádná zmínka o „kapitánovi Lutzovi“
Mezi koncem Jomkipurské války a začátkem libanonské války v roce 1982 Izrael obdržel moderní F-15 a F-16, které byly mnohem lepší než staré syrské MiGy-21MF. Podle IDF tyto nové letouny během tohoto období sestřelily 24 syrských MiGů-21, ačkoli Sýrie si nárokuje pět sestřelů izraelských letounů MiGy-21 vyzbrojenými zastaralými střelami K-13; Izrael popřel, že by utrpěl jakékoli ztráty.
Libanonská válka v roce 1982 začala 6. června 1982 a během konfliktu izraelské letectvo tvrdilo, že zničilo asi 45 syrských MiGů-21MF. Sýrie potvrdila ztrátu 37 MiGů-21, včetně 24 sestřelených MiGů-21bis a 10 MiGů-21MF a odepsaných 2 MiGů-21bis a 1 MiGu-21MF. Sýrie si nárokovala dva potvrzené a 15 pravděpodobných sestřelů izraelských letadel. Dva izraelské F-15 a jeden F-4 byly poškozeny v boji s MiGy-21. V největší letecké bitvě od korejské války (Operace Mole Cricket 19) byla jedna izraelská F-15 těžce poškozena syrským MiGem-21 raketou R-60, ale byla schopna se vrátit na základnu k opravě.

### Jugoslávie

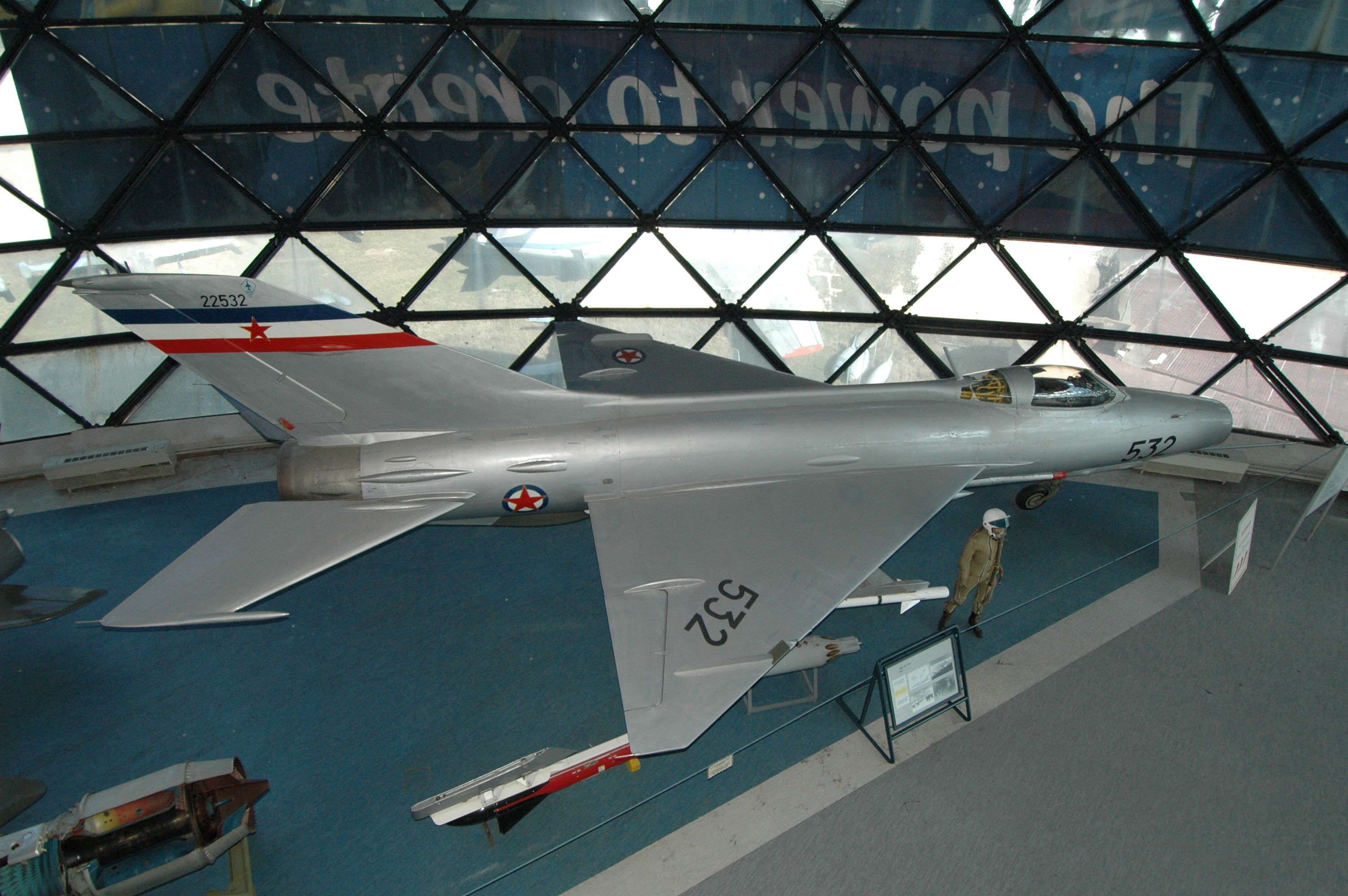
MiG-21F-13 Jugoslávského letectva

Jugoslávie zakoupila od Sovětského svazu první dodávku MiGů-21 v roce 1962. Od roku 1962 do počátku 80. let Jugoslávie zakoupila 261 MiGů-21 v deseti různých variantách. K dispozici bylo 41 MiGů-21F-13, 36 MiGů-21PfM, 25 MiGů-21M, 6 MiGů-21MF, 46 MiGů-21bis, 45 MiGů-21bis, 12 MiGů-21R, 18 MiGů-21U, 25 MiGů-21UM, 7 MiGů-21US. Jednotky jugoslávského letectva, které provozovaly MiG-21, byly 204. stíhací letecký pluk na letecké základně Batajnica (126., 127. a 128. stíhací letka), 117. stíhací letecký pluk na letecké základně Željava (124. a 125. stíhací letka a 125. letka stíhacího letectva). 352. průzkumná peruť), 83. stíhací letecký pluk na letecké základně Slatina (123. a 130. stíhací letka), 185. stíhací bombardovací letka (129. stíhací letka) v Pule a 129. výcvikové středisko na letecké základně Batajnica.
V raných fázích jugoslávských válek v 90. letech jugoslávská armáda používala MiGy-21 k pozemním útokům, zatímco chorvatské a slovinské síly ještě v tomto bodě konfliktu vzdušné síly neměly. Letadla z leteckých základen ve Slovinsku, Chorvatsku a Bosně a Hercegovině byla přemístěna na letecké základny v Srbsku. Podrobné záznamy ukazují, že nejméně sedm MiGů-21 bylo sestřeleno protivzdušnou obranou v Chorvatsku a Bosně. MiG-21 s pilotem srbského jugoslávského letectva sestřelil v roce 1992 monitorovací vrtulník Evropského společenství.
Chorvatsko získalo tři MiGy-21 v roce 1992 zběhnutím chorvatských pilotů sloužících u JNA, z nichž byly dva ztraceny při následných akcích – jeden kvůli srbské protivzdušné obraně, druhý při přátelské palbě. V roce 1993 Chorvatsko zakoupilo asi 40 MiGů-21 v rozporu se zbrojním embargem, ale jen asi 20 z nich vstoupilo do služby, zatímco zbytek byl použit na náhradní díly. Chorvatsko je použilo spolu s jediným zbývajícím přeběhlým letounem pro pozemní útočné mise v operacích Blesk (během kterých byl jeden ztracen) a Bouře. Jedinou akcí protivzdušného boje chorvatských MiGů byl pokus dvou z nich zachytit letouny Soko J-22 Orao letectva Republiky srbské při pozemním útoku 7. srpna 1995. Po několika manévrování se obě strany odpojily bez střelby.
Zbývající jugoslávské MiGy-21 přeletěly do Srbska v roce 1992 a pokračovaly ve službě u nově vytvořené Svazové republiky Jugoslávie. Během bombardování Jugoslávie silami NATO v roce 1999 byly na zemi zničeny tři MiGy-21. Tento typ nadále sloužil u srbského letectva až do 25. září 2020, kdy se poslední aktivní MiG-21 v zemi zřítil ve vesnici Brasina nedaleko Malého Zvorniku. Oba piloti přišli o život. Letoun, MiG-21UM, který opustil montážní linku v prosinci 1986, byl posledním MiGem-21, který kdy byl v Sovětském svazu vyroben.

### Jiné konflikty

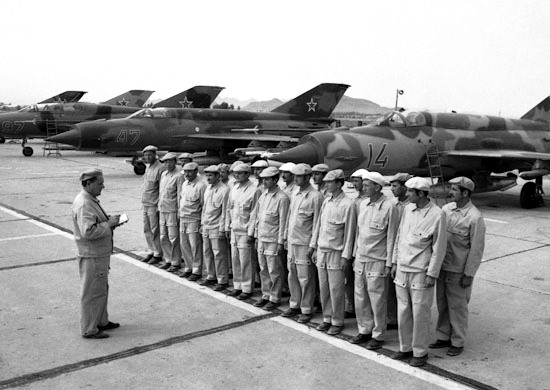
MiG-21 v Afghánistánu

Použití MiGů-21 v ostatních konfliktech už tak úspěšné nebylo, za což může hlavně nedostatečný výcvik jejich pilotů. MiGy-21 byly použity jednak v bojích arabských zemí s Izraelem, kde však nedokázaly čelit vynikajícím izraelským letcům a od 80. let ani nové technice - strojům F-15 a F-16. Trochu úspěšnější bylo použití egyptských MiGů-21 proti libyjským MiGům-23 během Libyjsko-egyptské války. V indicko-pákistánské válce v roce 1971 znamenala účast indických MiGů porážku pákistánského letectva. Stroje se uplatnily i při pozdějších konfliktech.
Během studené války byly MiGy-21 vyváženy i do afrických zemí. Zúčastnily se angolské občanské války v rámci angolského i kubánského letectva.
Nejkurióznější nasazení zaznamenaly americké úřady, které objevily, že některé zločinecké organizace pašující narkotika do USA, použily upravené MiGy-21 na jednorázový převoz velkého množství drog přes hranice.[zdroj⁠?!] Použité MiGy byly zakoupeny v různých oblastech světa, včetně střední Evropy. Byly z nich vymontovány všechny zbraně a zbytečná elektronika, letadla následně naplnila drogami a letem ve vysoké rychlosti těsně nad hladinou moře se vyhnula zpozorování pohraniční stráží.[zdroj⁠?!]

## Varianty

### Sloužící ČSLA a AČR

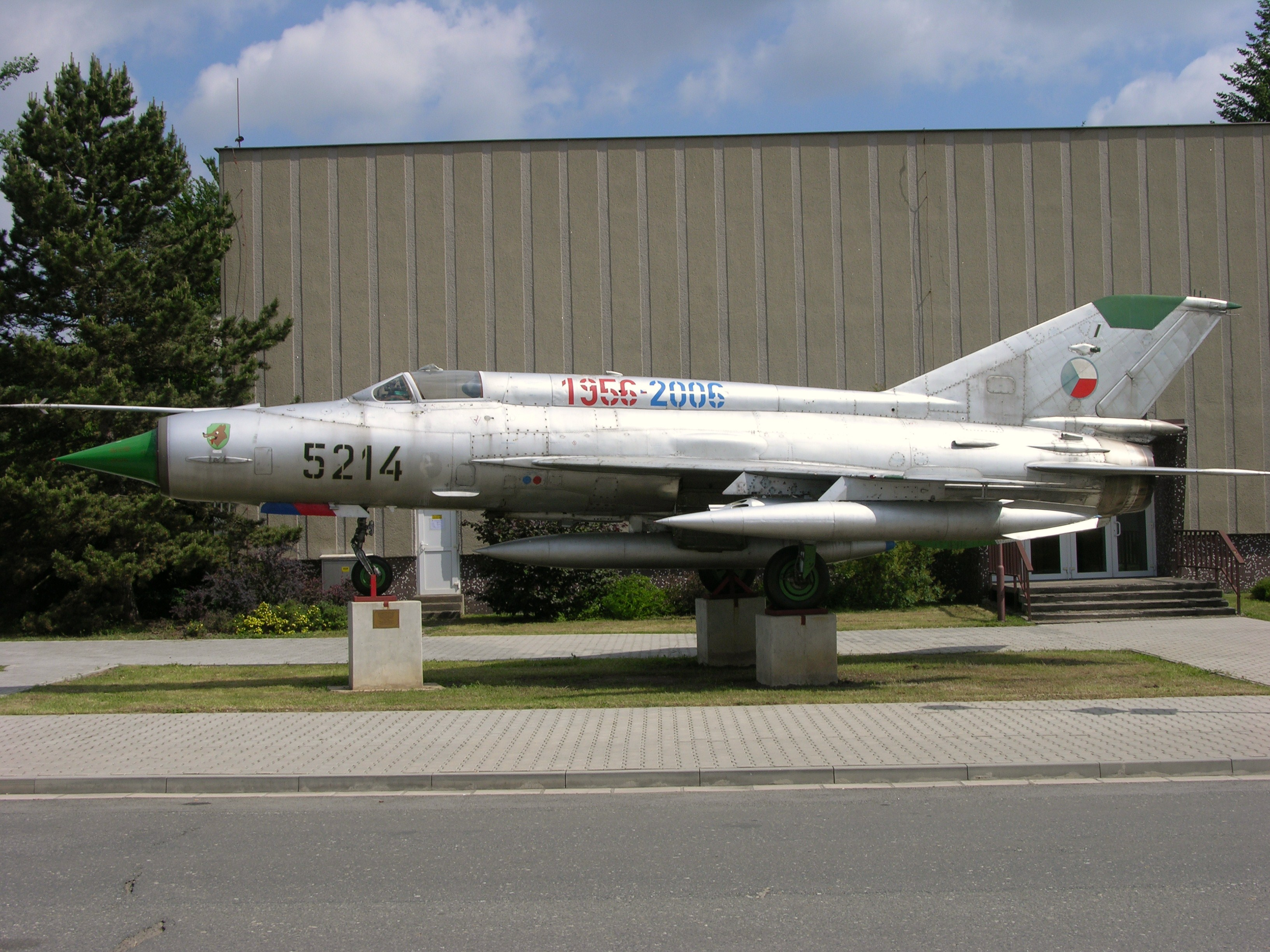
MiG-21MF v Čáslavi

- MiG-21F-13: v ČSLA od roku 1961, nebyla vybavena radiolokátorem, jeden pár podvěsníků, vyráběná i v ČSSR, zpočátku pod označením Z-159
- MiG-21PF: modernizovaný typ, vybavený radiolokátorem, bez hlavňové výzbroje určený pro protivzdušnou obranu, po odpálení raket ztratil prakticky bojeschopnost (měl proto přezdívku „Holubice míru“)
- MiG-21PFM: vylepšená verze, významné snížení přistávací rychlosti z 340 na 300 km/h
- MiG-21R: průzkumná verze, větší nádrže, 2 páry podvěsníků pod křídly (mohou nést kromě bojových i různé průzkumné prostředky a přídavné nádrže)
- MiG-21M: víceúčelový letoun, obdobný verzi R
- MiG-21MF: Nejmodernější verze, sloužící v ČSLA a AČR, později upravená pro součinnost s vojsky NATO na verzi označovanou jako MiG-21MFN
- MiG-21U: Výcviková dvoumístná verze („spárka“), obdobná typu F
- MiG-21US: Dvoumístná verze, obdobná typu PFM, vybavená periskopem pro instruktora
- MiG-21UM: Dvoumístná verze, obdobná typu MF

### Další verze

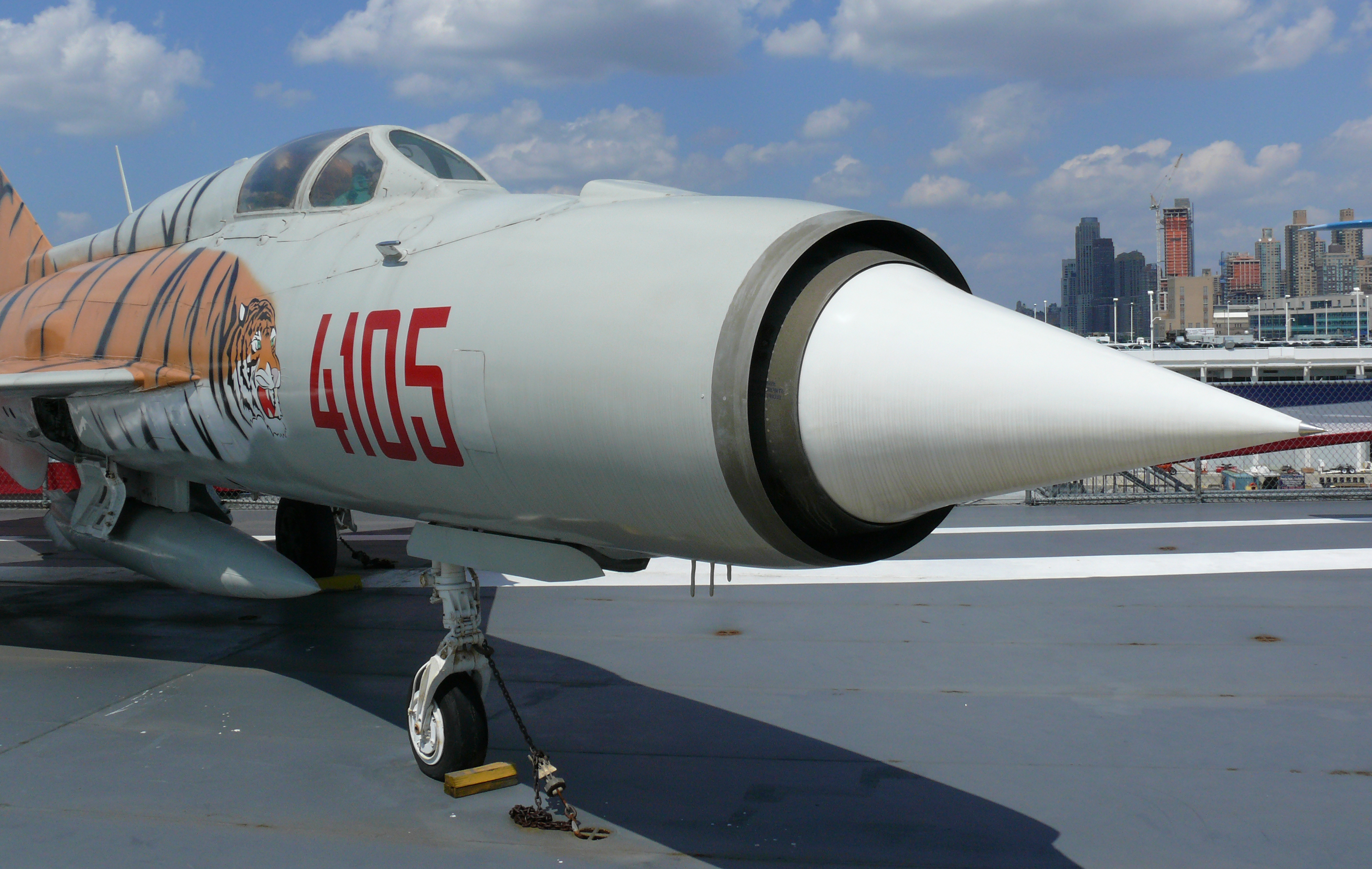
Polský MiG-21PFM v kamufláži tygří letky (NATO Tiger Meet)

Celkem existuje vice než dvě desítky variant, často předurčené pro konkrétní zemi
- MiG-21F – první sériová verze.
- MiG-21F-13 – Verze schopna nést teplem naváděné rakety K-13 (AA-2 Atoll).
- MiG-21P – Vznikl vylepšením MiGu-21F-13 a měl zabudovaný radar TSD-30 „Spin scan“, později i radar RP-21.
- MiG-21FL – Vznikl zjednodušením verze MiG-21PF a byl vyráběn v Indii.
- MiG-21PFV – Verze MiGu-21FL, uzpůsobena pro vlhké podnebí Vietnamu.
- MiG-21PFM – Vznikl zlepšením předchozích verzí, zejména v oblasti nesené výzbroje. Jako první měl také dvoudílný překryt kokpitu.
- MiG-21U – Cvičná verze odvozená od MiGu-21F-13. Poprvé vzlétl v říjnu 1960.
- MiG-21R - Speciální verze určená na taktický průzkum. Mohla nést výzbroj, včetně řízených raket pro vlastní obranu.
- MiG-21I – Experimentální letoun, na kterém se ověřoval tvar křídla pro Tu-144, přistávací rychlost cca 220 km/h, vyrobeny 2ks
- MiG-21bis – Nejmodernější vyráběna verze MiGu-21.

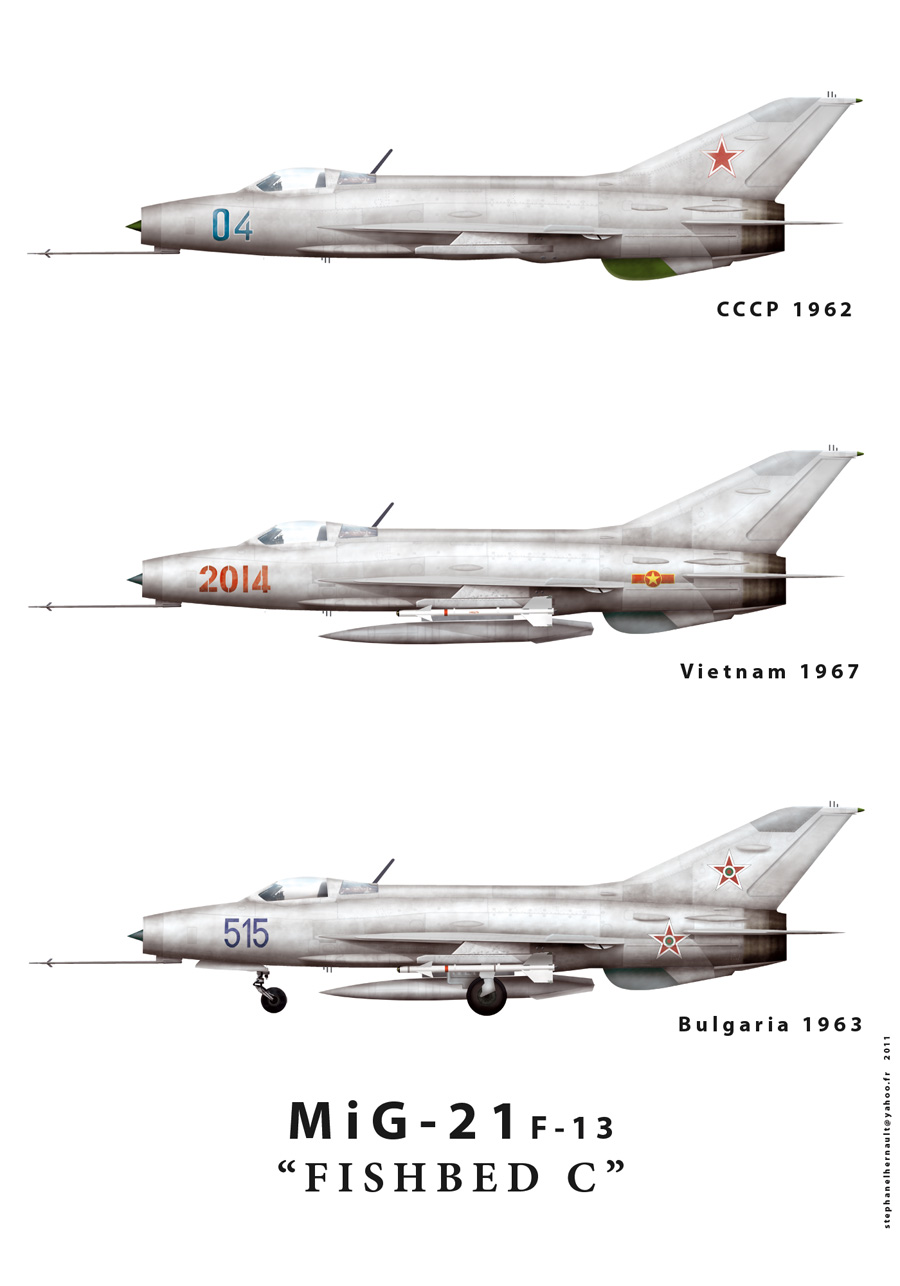
MiG-21F-13
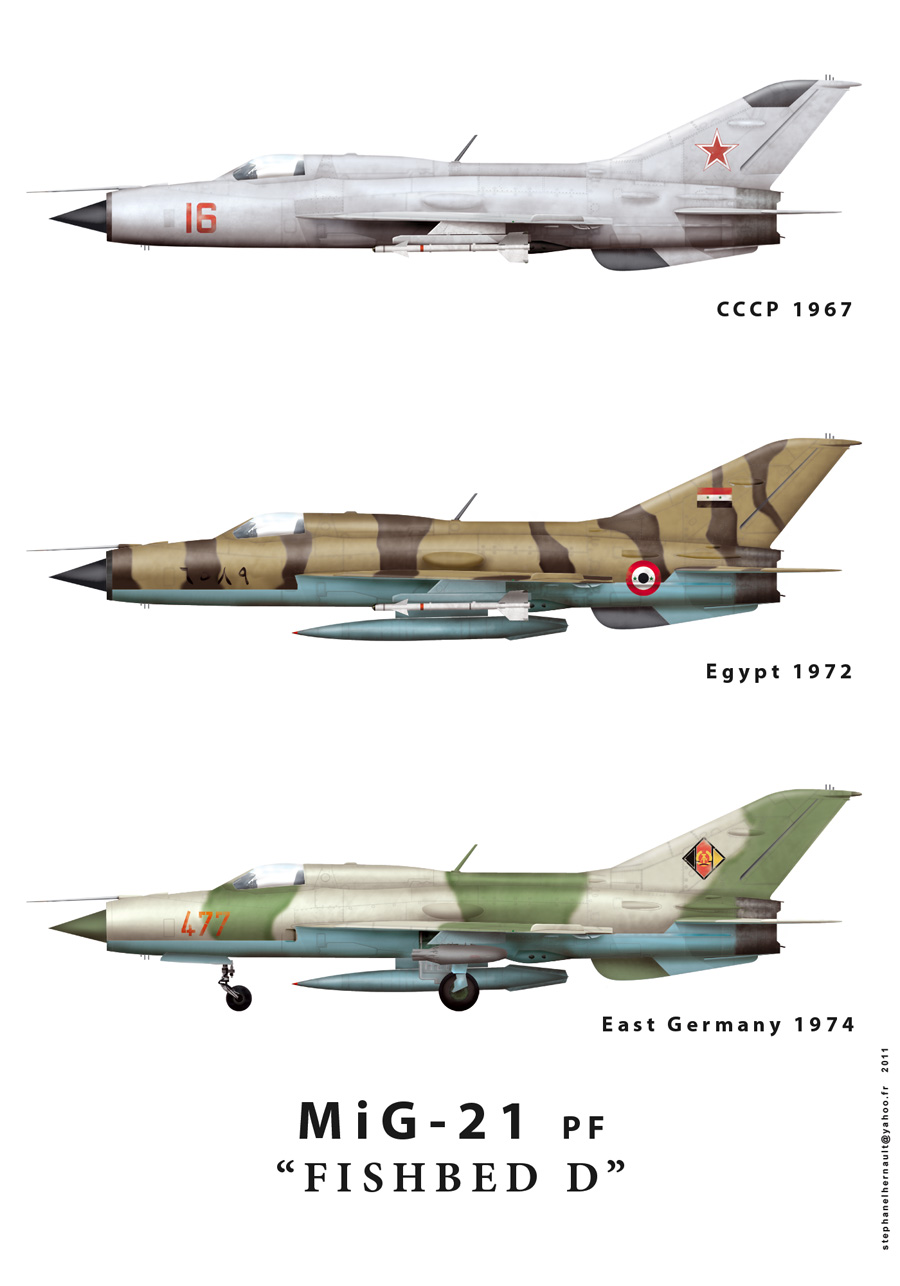
MiG-21PF Fishbed D
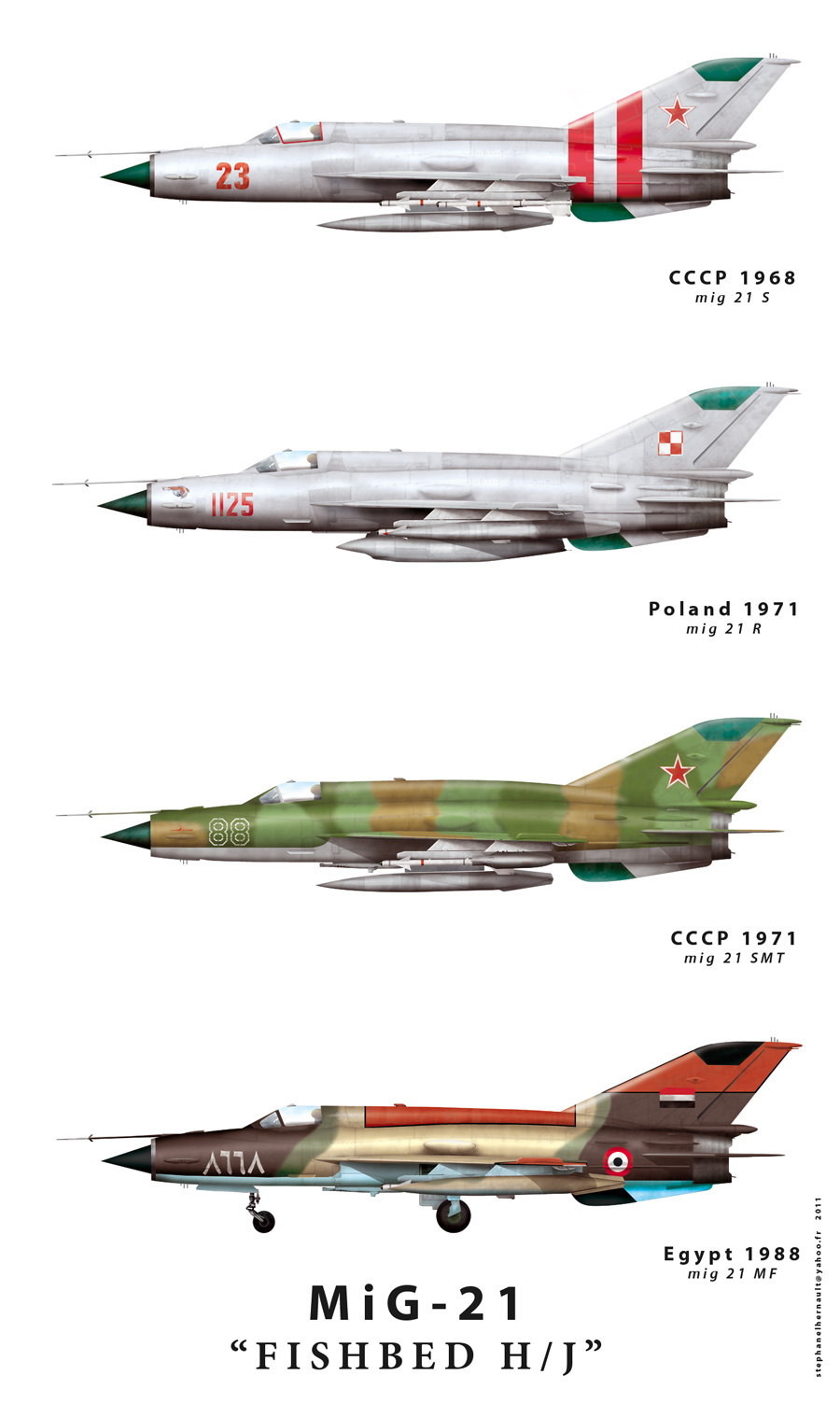
MiG-21S/R/SMT/MF Fishbed H/J
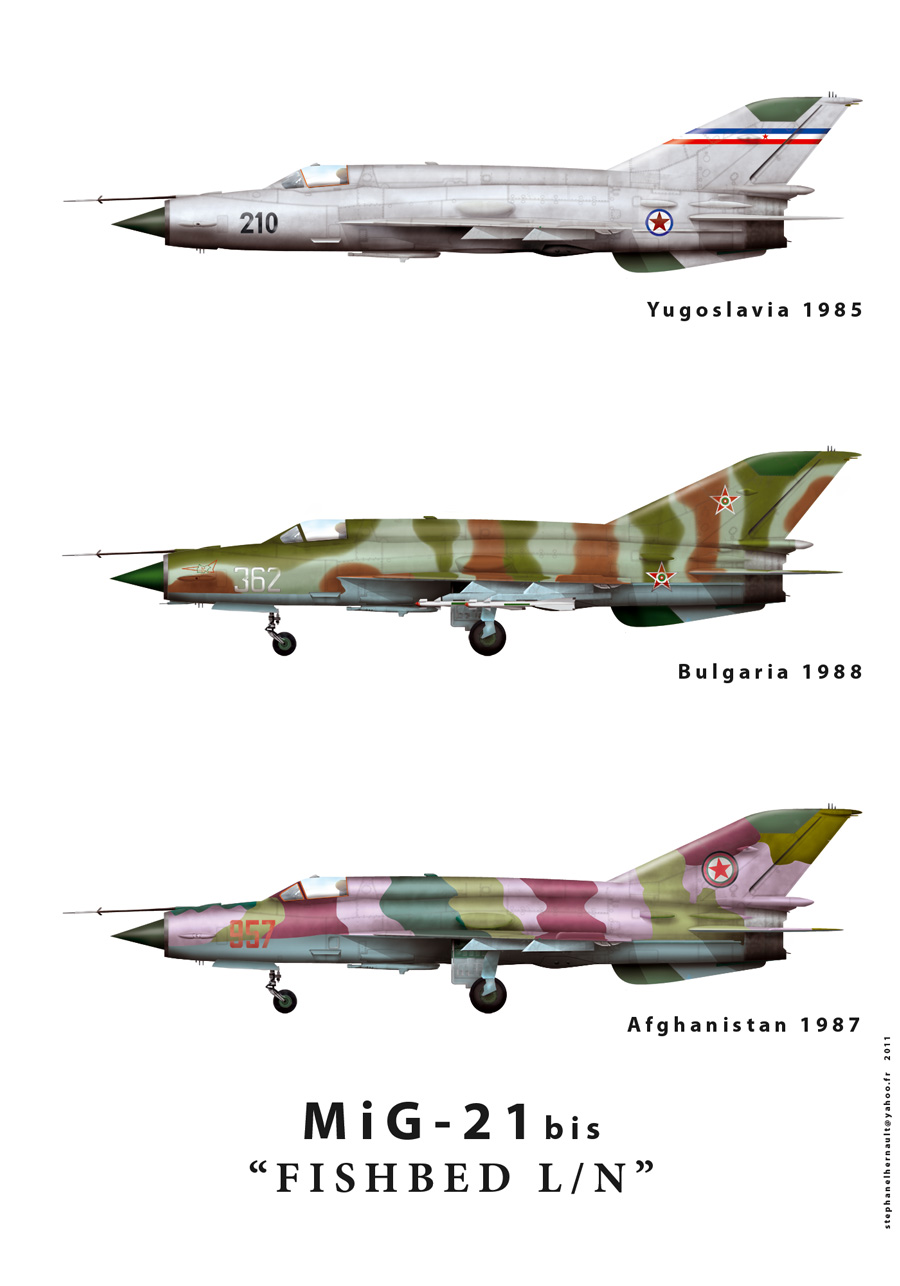
MiG-21bis Fishbed L/N

## Uživatelé

### Současní uživatelé

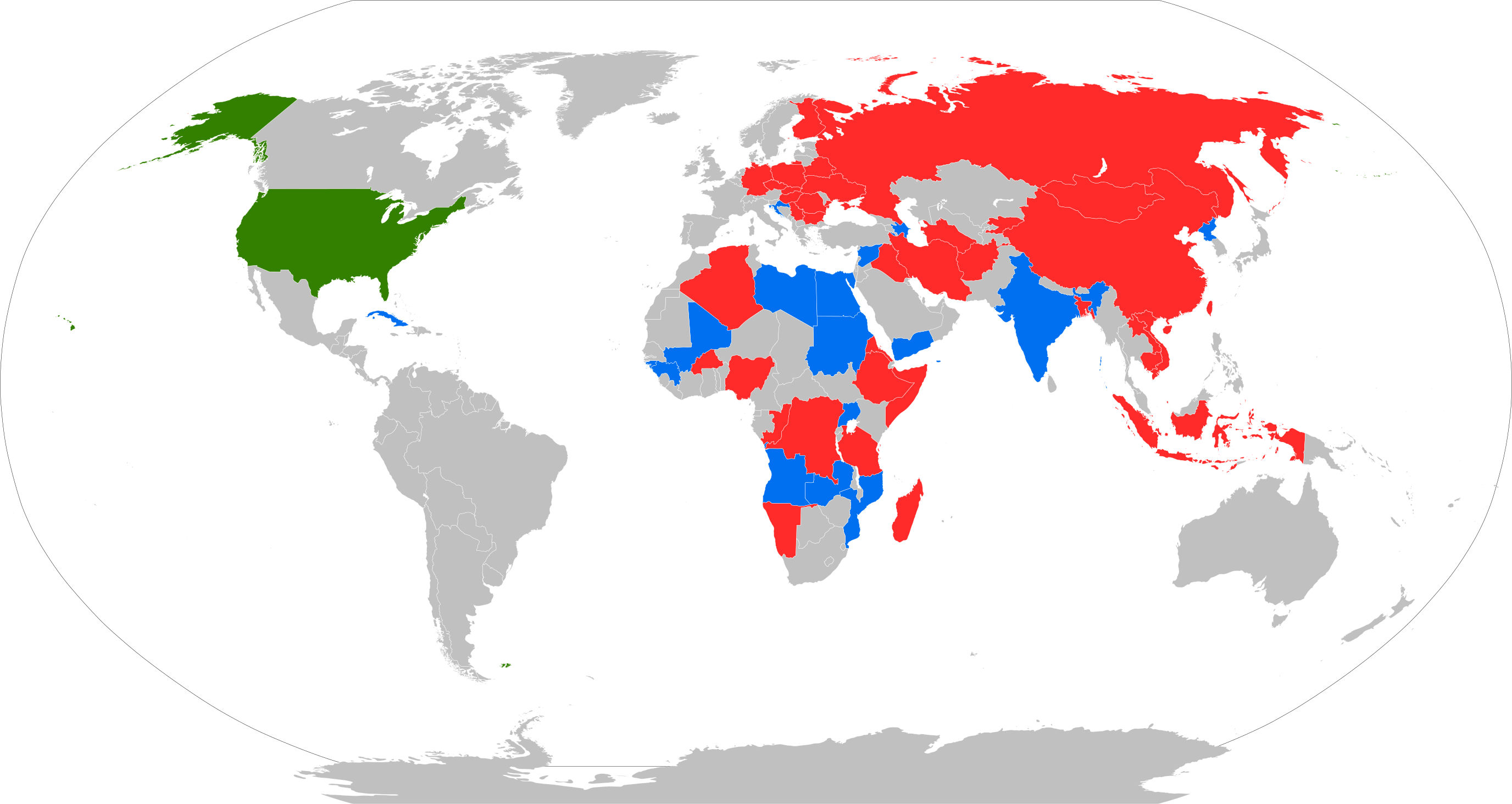
Uživatelé MiGu-21
Současní
Dřívější
Ukořistěné

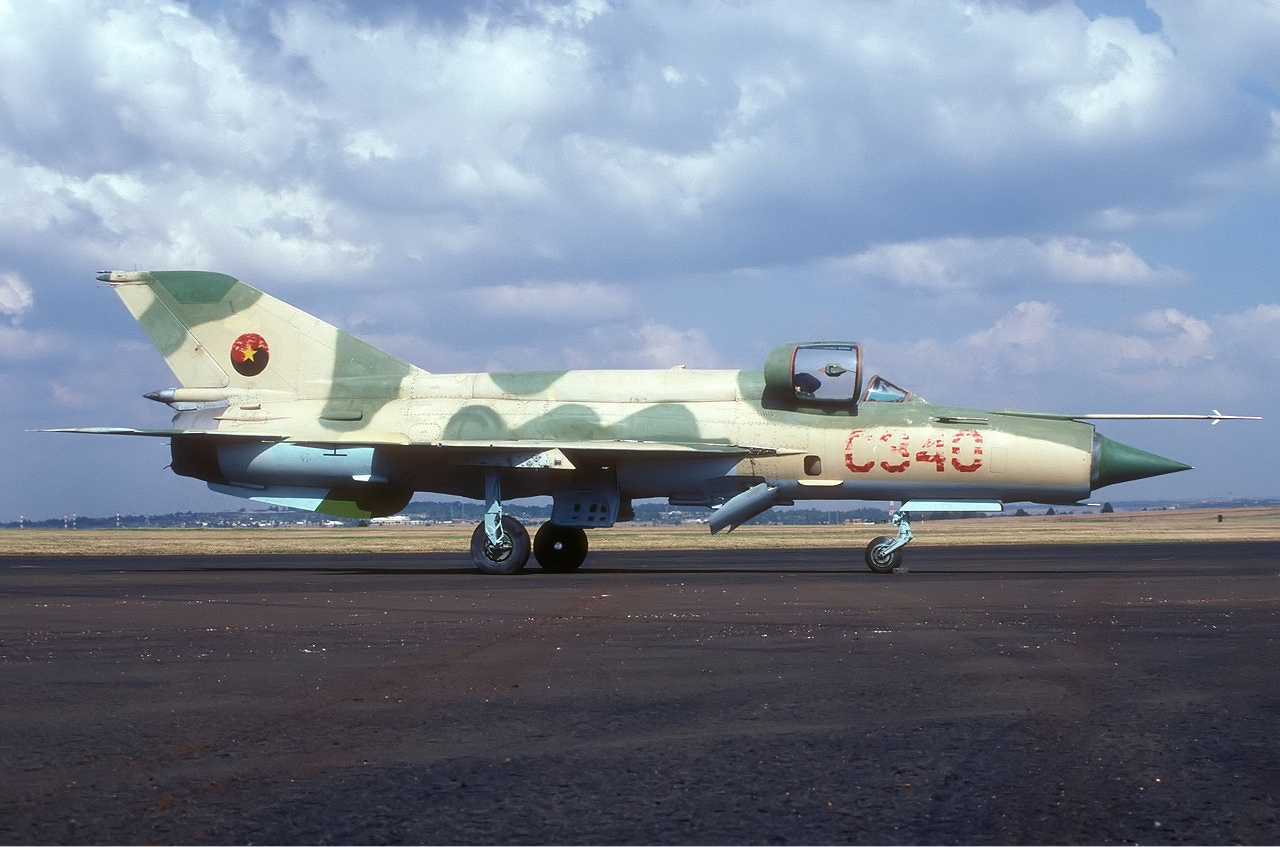
Angolský MiG-21bis, duben 1993

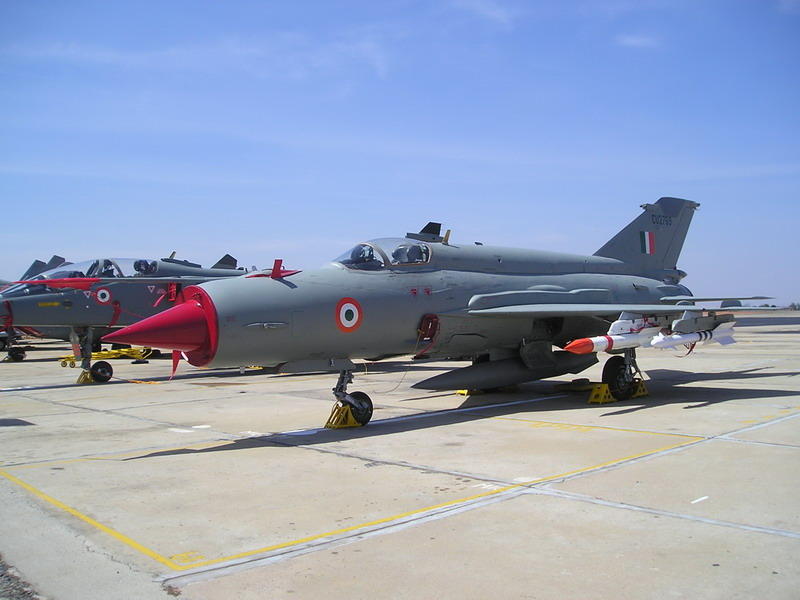
Modernizovaný indický MiG-21 Bison

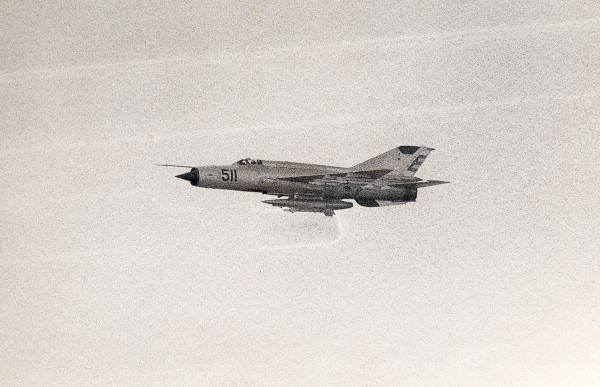
Kubánský MiG nad Floridou, 1970

Tento seznam neobsahuje provozovatele čínských kopií MiGu-21 – licenčně vyráběné verze Chengdu J-7. Informace založeny na Mig-21 (2008).
- Angola

Angolské letectvo získalo první MiGy-21MF v roce 1976 z Kuby. O několik měsíců dodal SSSR 8 ks MiG-21F-13 a 2 cvičné MiG-21US. V roce 1980 bylo dodáno 12 ks MiG-21MF a 2 ks MiG-21US. Další dodávka z roku 1983 zahrnovala 15 ks MiG-21bis a MiG-21US, následovaná 30 ks MiG-21bis v letech 1985 – 6. Prvních bojů se angolské MiGy-21 zúčastnily v roce 1976 proti rebelům z organizace UNITA. Během bojů s jihoafrickými stíhačkami Mirage F1 bylo zničeno nejméně 5 MiGů-21.
- Ázerbájdžán

Ázerbájdžánské letectvo provozuje pět MiGů-21.
- Guinea

Guinejské letectvo v roce 1986 získalo 8 ks MiGů-21MF a 1 dvoumístný MiG-21U. V roce 2000 bylo 5 strojů MiG-21 uvedených do letuschopného stavu ruskými techniky. 16. dubna 2007 se guinejský MiG-21U zřítil na budovu televizní stanice.
- Indie

Indické letectvo bylo v 60. a 70. letech 20. století největším zahraničním uživatelem MiGu-21 všech verzí. Prvních 10 ks MiGu-21F-13 dorazilo v roce 1963, následovaných dalšími 4 ks v polovině roku 1964. Zúčastnily se první indo-pákistánské války v roce 1965. Ale pilotní výcvik nebyl dostatečný k tomu, aby piloti na MiGu-21 mohl provádět bojové mise, kvůli čemuž nehráli v tomto konfliktu velkou roli. Koncem roku 1964 byly dodány 2 ks MiGu-21PF, ale 6. září 1965 byly zničeny na zemi pákistánskými F-86 Sabre. V roce 1965 bylo dodáno 40 ks dvoumístných MiG-21U. Původně se uvažovalo o sériové výrobě druhé generace MiGu-21 v Indii, ale značné zpoždění tohoto programu znamenalo, že velké množství modelu MiG-21FL muselo být od roku 1965 dovezeno z SSSR, přičemž MiGy-21FL domácí produkce byly dodávány od roku 1967. Bylo dodáno 205 ks MiGu-21FL, přičemž vyřazen ze služby byl v roce 2005. V prosinci 1971 během třetí indo-pákistánské války už byli indičtí piloti kvalitně vycvičeni a zapojili se do bojů proti pákistánským F-104, přičemž zničili nejméně 3 tyto stroje. Indická výroba modelu MiG-21M se stejně opozdila a tak bylo opět nutné dodávat potřebný počet z SSSR. V roce 1973 takto Indie obstarala několik MiGů-21MF, kterými byly vyzbrojeny 2 eskadry. Následně dodával další MiGy-21MF už indický průmysl a to až do roku 1981. Z SSSR bylo také dodáno několik MiGů-21bis, přičemž domácí průmysl vyráběl tyto stroje mezi lety 1977–1984. V 90. letech 20. století bylo zakoupeno 70 ks dvoumístných MiG-21UM, přičemž dalších 21 ks bylo dodáno různými zeměmi východního bloku. V roce 1996 začal program modernizace více než stovky MiGů-21bis ruskými a západními firmami, který měl zajistit jejich provoz až do roku 2017. První prototyp modernizovaného MiGu-21bis poprvé vzlétl 6. října 1998 a první sériové stroje byly dodány v srpnu 2001. Do ledna 2006 modernizoval indický letecký průmysl 94 ks. Tyto stroje byly označeny zpočátku jako MiG-21UPG a později MiG-21 Bison. V roce 2023 bylo ve službě 54 letounů. Verze MiG-21FL byla vyřazena v prosinci 2013, MiG-21PF (MiG-21FL či Typ 77) vyřazen v lednu 2014. Modernizovaný MiG-21bis byl vyřazen v letech 2021–2022. Do roku 2025 budou staženy ze služby všechny zbývající varianty.
- Jemen

Jemenské letectvo vzniklo sjednocením Severního a Jižního Jemenu v roce 1990. Tak se do výzbroje dostaly i MiGy-21, které sloužily v letectvu obou států. Celkem bylo po sjednocení zavedeno do výzbroje nového letectva 47 ks MiGu-21MF a 8 ks dvoumístných MiGů-21UM. V roce 2001 byly dodány stroje F-7M z některé z arabských zemí. V současnosti je počet letuschopných MiGů-21 neznámý. Severní Jemen získal první MiGy-21PF ze SSSR v roce 1968. Následující rok vypukl ozbrojený konflikt se sousedním Jižním Jemenem. SSSR v té době vyzbrojoval obě země a do Severního Jemenu dodal celkem 45 ks MiGů-21MF a MiGů-21UM v letech 1979–1980. Jižního Jemen získal své první MiGy-21F-13 z SSSR a dalších východních zemí v roce 1971. Další stroje byly dodány v průběhu následujících let. Tři čtvrtiny z celkového počtu dodaných strojů byly zničeny během občanské války mezi Severním a Jižním Jemenem.
- Kuba

Kubánské revoluční letectvo a protivzdušná obrana si po skončení kubánské krize ponechalo 46 ks MiG-21F-13 a 2 dvoumístné MiGy-21U. V letech 1964 získala Kuba několik modelů MiG-21PF, následovaných 30 ks MiGu-21PFM v letech 1966 – 7. Ty byly nahrazeny v roce 1968 modelem MiG-21MF. Ve stejném roce dorazilo 12 ks průzkumných MiG-21R. Celkem bylo mezi lety 1972–1974 doručeno 60 ks MiGu-21MF. V roce 1975 vyslala Kuba 2 eskadry vybavené stroji MiG-21MF do Angoly, kde se zúčastnily občanské války. V roce 1981 byly dodány první MiGy-21bis. Z celkem 270 ks MiG-21, které sloužily ve vzdušných silách jsou dnes v provozu 2 ks MiG-21UM a 12 ks MiG-21bis.
- Libye

Libyjské letectvo nakoupilo v 70. a 80. letech velké množství sovětské a francouzské techniky, mimo jiné i MiGy-21. V roce 1975 dodal SSSR několik MiGů-21UM a později kolem 50 ks MiGu-21MF. Pro nahrazení ztrát, které Sýrie utrpěla během války s Izraelem, předala Libye 30 ks MiGu-21MF syrskému letectvu. Během pohraničního konfliktu s Egyptem v roce 1977 byly oběma stranami nasazeny MiGy-21MF. Před vypuknutím povstání v roce 2011 měly vzdušné síly v provozu jednu eskadru MiGů-21bis a MiG-21UM.
- Mali

Mali v roce 1974 získalo 12 ks MiGu-21bis z SSSR a v roce 2005 další 2 ks MiGu-21MF a 1 ks MiGu-21UM z Česka. Všechny MiGy-21 vzdušných sil Mali se od roku 2007 nacházejí na základně Bamako.
- Mosambik

Mosambik získal v roce 1982 z Kuby 48 ks MiG-21bis spolu s kubánskými piloty a personálem. V roce 1990 se tento počet smrskl na 18 strojů a i ty byly bez náležité údržby postupně vyřazovány. Mosambik získal dalších 6 MiGů-21bis + 2 MiGy-21UM z Rumunska v červnu 2014, firma Aerostar.
- Severní Korea

Severokorejské letectvo mělo v roce 1963 k dispozici 14 ks MiGu-21F-13, přičemž v rozmezí let 1966–1967 bylo dodáno dalších 80 ks MiGu-21F-13. V říjnu 1969 disponovalo letectvo 96 ks MiGu-21, z nichž 46 ks bylo ve verzi MiG-21PF a MiG-21PFM. Sovětský svaz přestal s dodávkami v roce 1974, ale od roku 1983 v nich pokračoval, takže do roku 1985 bylo dodáno 150 ks MiGů-21MF a MiG-21PFM. Z Číny bylo v letech 1989–1991 dodáno 30 ks modelu F-7B. Poslední dodávky se uskutečnily v roce 1999 z Kazachstánu, kdy bylo pořízeno 38 ks. Špatná ekonomická situace se však podepsala na jejich letuschopnosti a jsou provozovány v omezeném režimu.
- Súdán

Súdán získal v roce 1971 z SSSR 18 ks MiGu-21M a 4 ks dvoumístných MiG-21UM. V roce 1992 bylo ve výzbroji už jen 7 ks MiGu-21M a 2 ks MiGu-21UM, přičemž letuschopná byla jen polovina z nich. Po skončení podpory ze strany SSSR zakoupil Súdán s podporou Íránu 15 ks čínských kopií Chengdu F-7B v roce 1987; a dalších 6 ks F-7B a 2 ks FT-7 v roce 1995. V roce 2004 začaly být tyto stroje nahrazovány stíhačkami MiG-29, takže v roce 2007 bylo ve službě už jen 28 ks F-7. Ale mezitím obdržel 12 ks MiGu-21 z Ukrajiny.
- Sýrie

Syrské arabské vzdušné síly získaly v roce 1961 36 ks MiGu-21F-13, následované dalšími 45 ks v roce 1965 a 15 ks MiGu-21FL. První dvoumístné MiGy-21U byly dodány v roce 1966 v počtu 6 ks. Velká část z těchto strojů byla zničena během šestidenní války v roce 1967. V roce 1968 dodal SSSR 24 ks MiGů-21, které měly nahradit utrpěné ztráty. V témže roce byly dodány MiGy-21PFM v počtu 40 ks a později 60 ks. V roce 1970 získala Sýrie 6 ks MiGu-21R, které sloužily až do roku 2000. V roce 1971 byly dodány MiGy-21MF v počtu 21 ks, následované dalšími 40 ks v roce 1973. V roce 1973 byly dodány i dvoumístné MiGy-21UM v počtu 20 ks. V období mezi šestidenní válkou a jomkipurskou válkou v roce 1973 ztratila Sýrie velký počet MiGů-21, což vedlo SSSR k dodání 75 ks MiGu-21MF v roce 1973, které měly nahradit ztráty. Během jomkipurské války odkoupila Sýrie od NDR 12 ks MiGu-21M, které byly podobné verzi MF. Kromě SSSR a NDR do Sýrie dodávaly MiGy-21 i jiné země východního bloku, jako např. Maďarsko, ČSSR a Polsko. V roce 1982 byl velký počet MiGů-21 zničen izraelskými vzdušnými silami nad Libanonem. V 80. letech SSSR opět prodal Sýrii 198 ks MiGu-21bis, přičemž starších 61 ks MiGu-21 mělo být uloženo. V průběhu let byl MiG-21 nahrazován stíhačkami MiG-29 a Su-27 a tak se počet letuschopných MiGů-21 snížil v roce 2005 na 100 ks, z nichž většina byla uzpůsobena na fotografický průzkum.
- Uganda

Ugandské letectvo získalo z SSSR 18 ks MiGů-21MF a 2 ks dvoumístných MiG-21U. V noci z 3. na 4. července 1976 bylo během zásahu izraelského komanda v Entebbe zničeno 7 MiGů-21. V roce 1999 pořídila Uganda prostřednictvím Izraele z Polska 6 ks MiGu-21bis a jeden MiG-21UM. Dnes je v provozu už jen několik strojů.

### Bývalí uživatelé

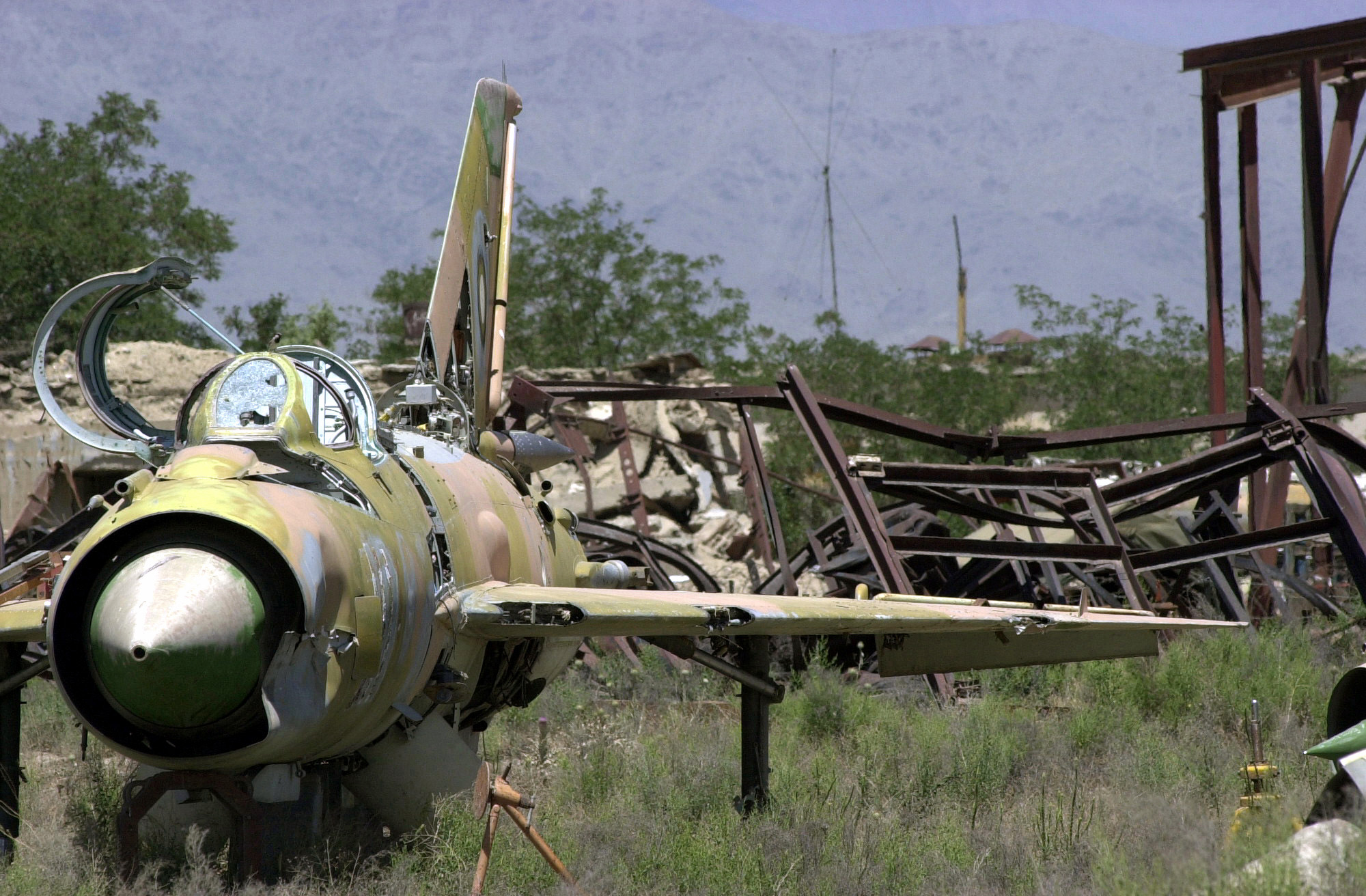
Zničený afghánský MiG-21MF na základně Bagram, 2002

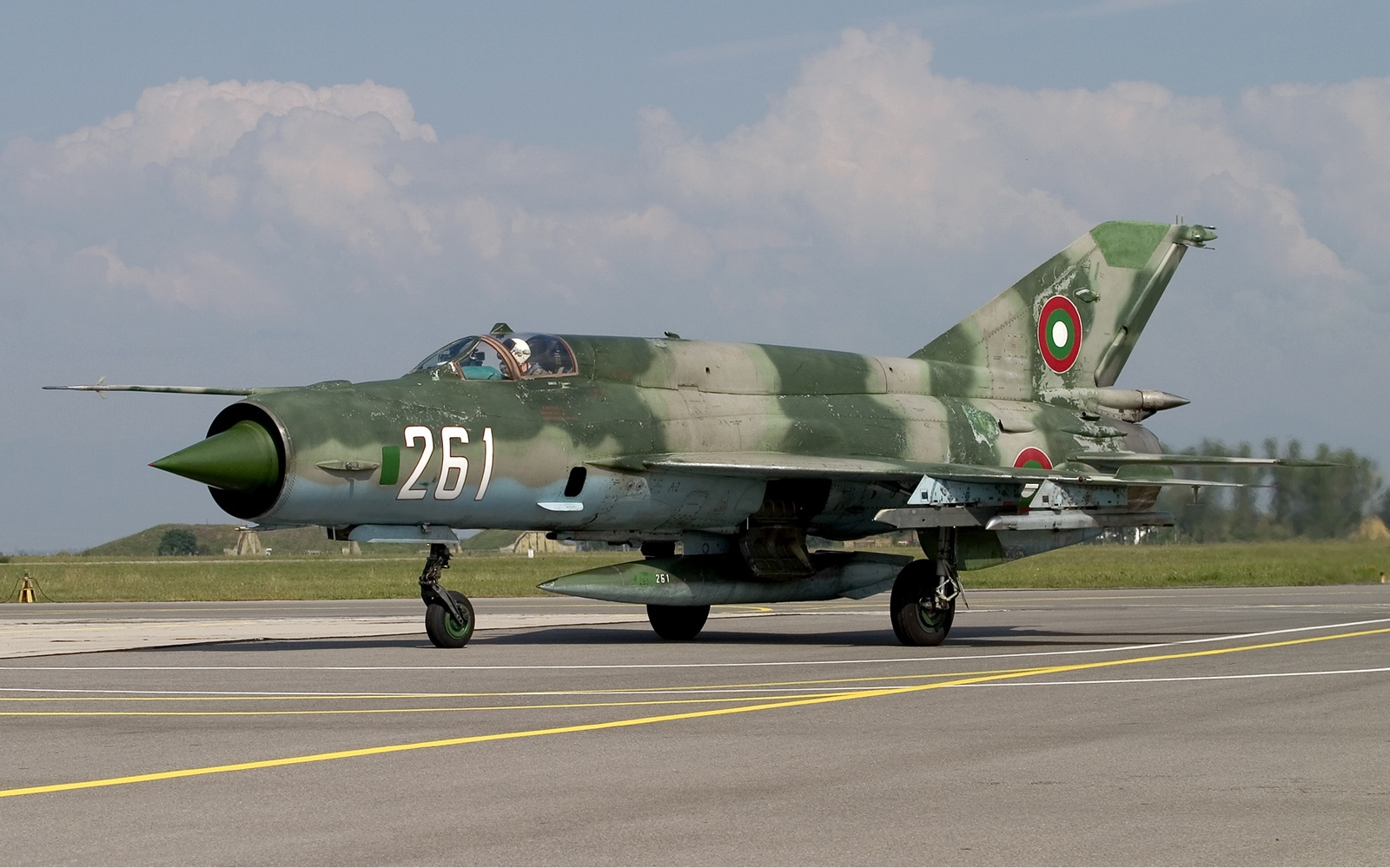
Bulharský MiG-21bis

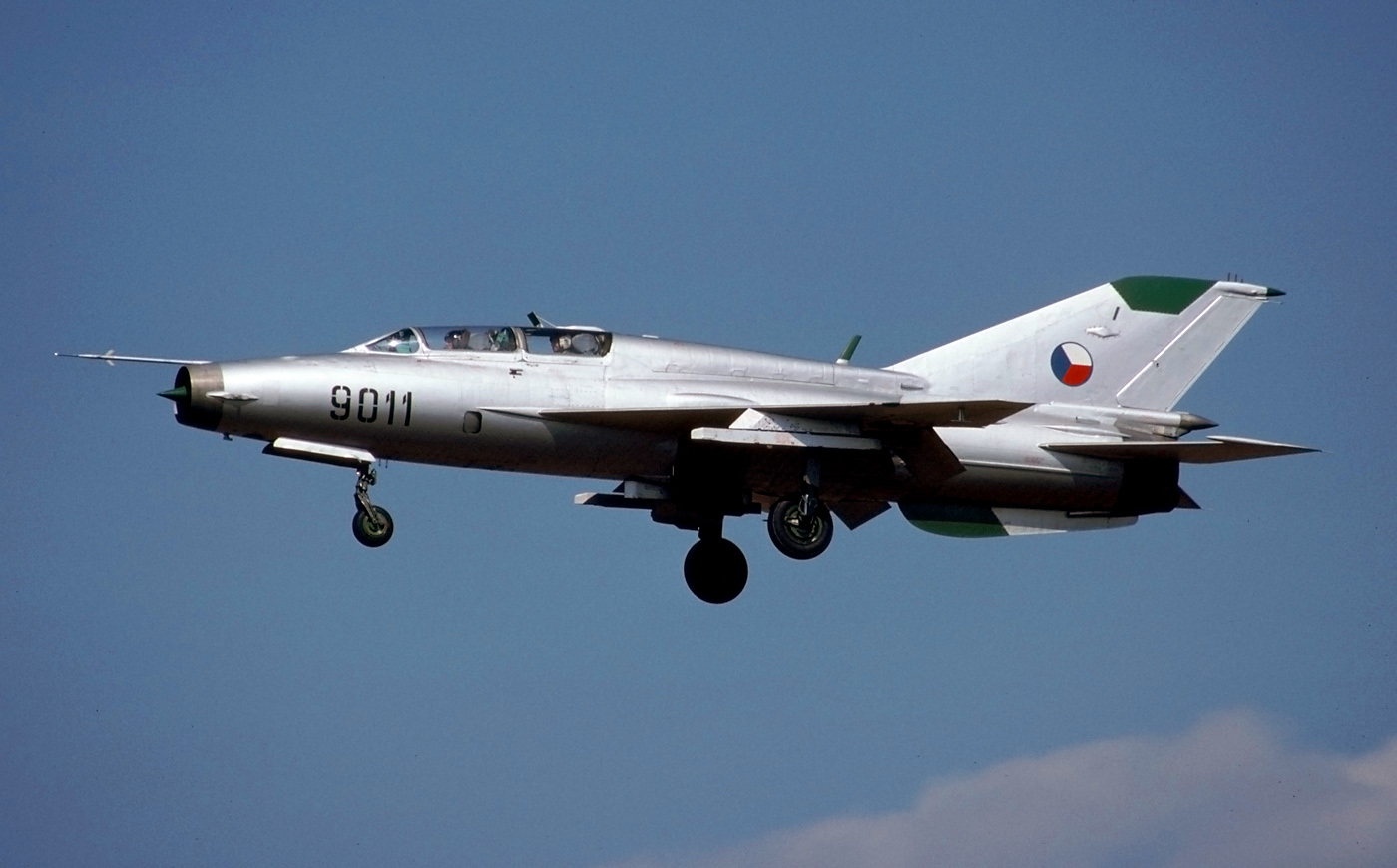
MiG-21UM

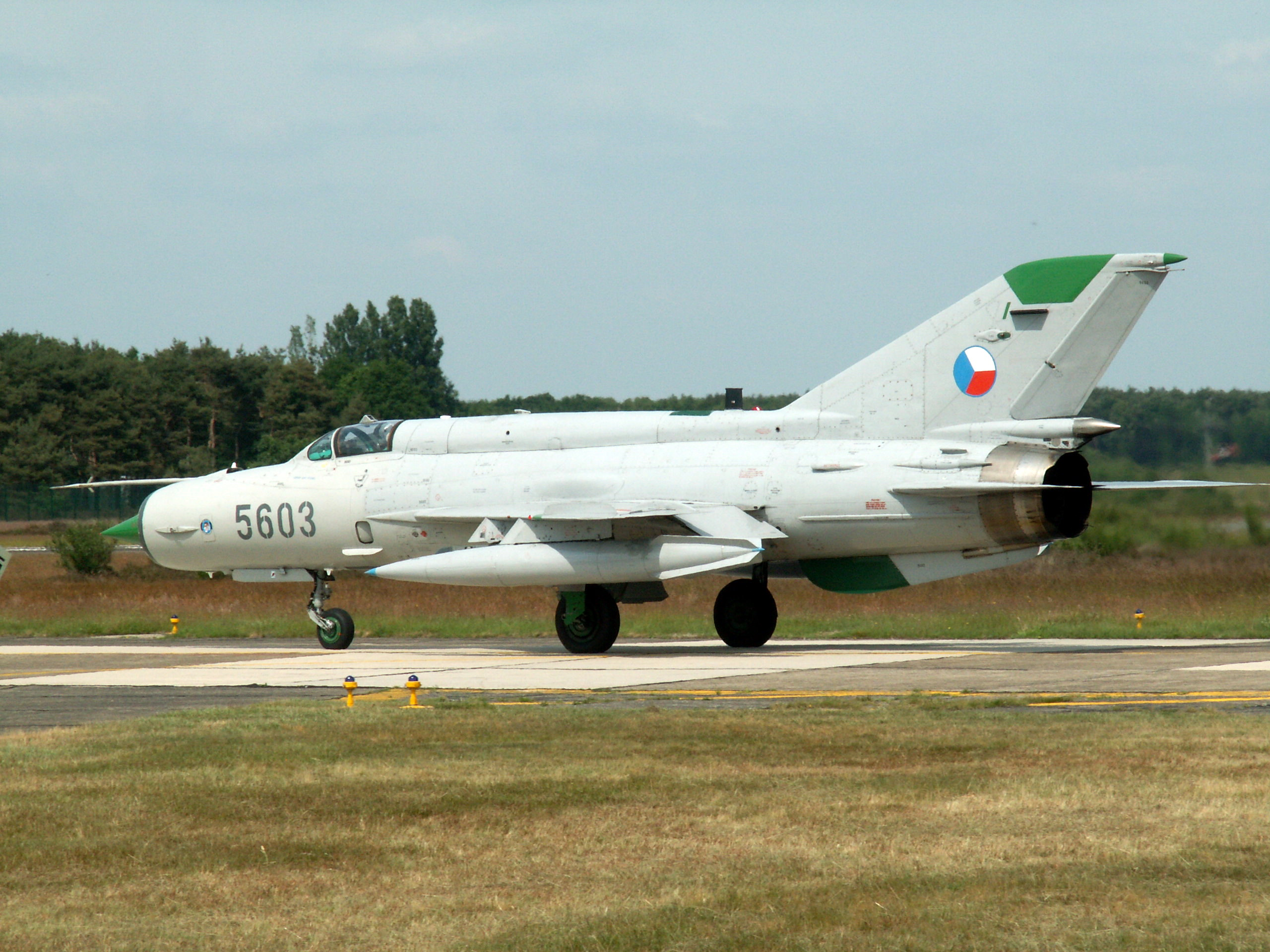
MiG-21MF českého letectva, červen 2005

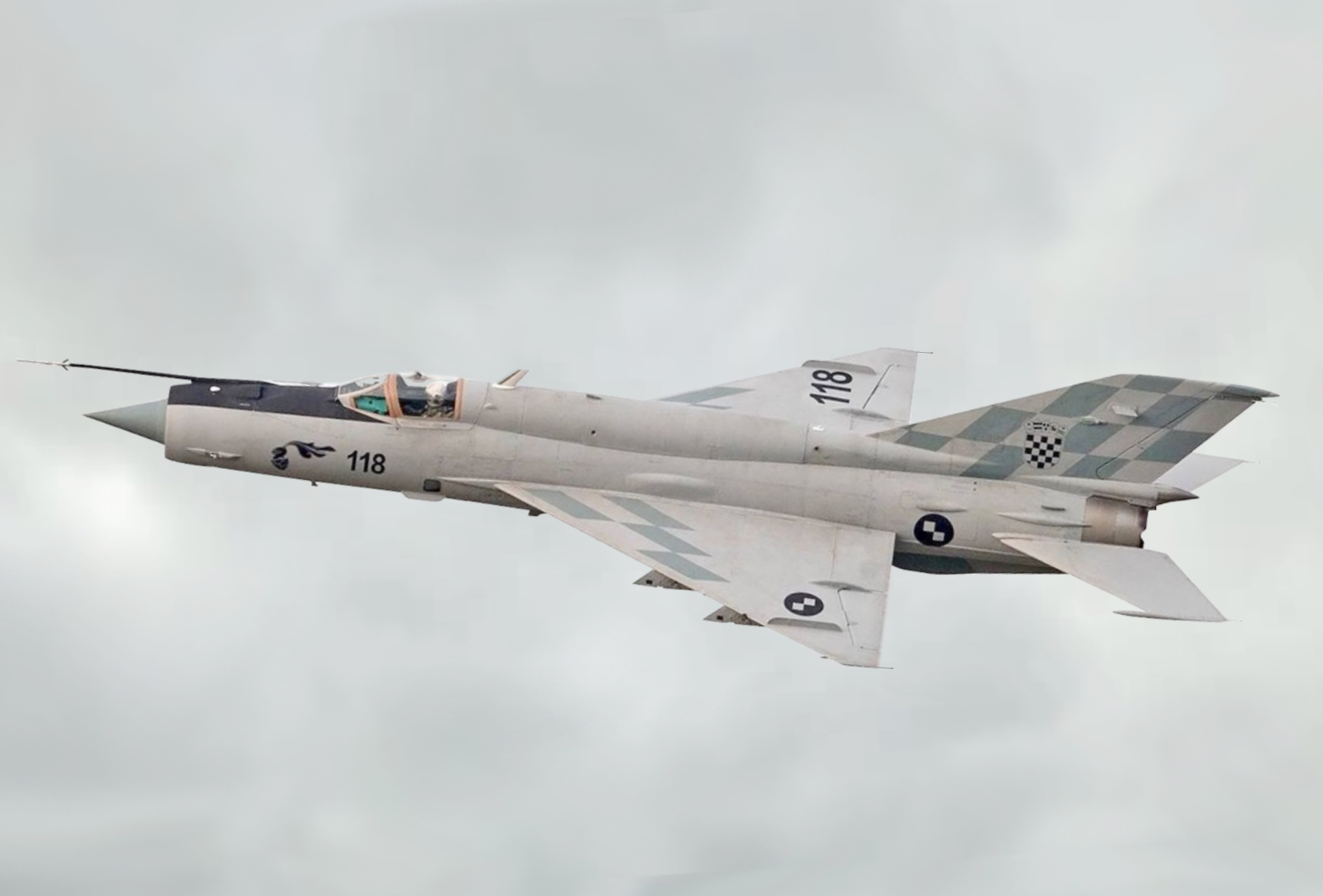
Chorvatský MiG-21BisD v roce 2014.

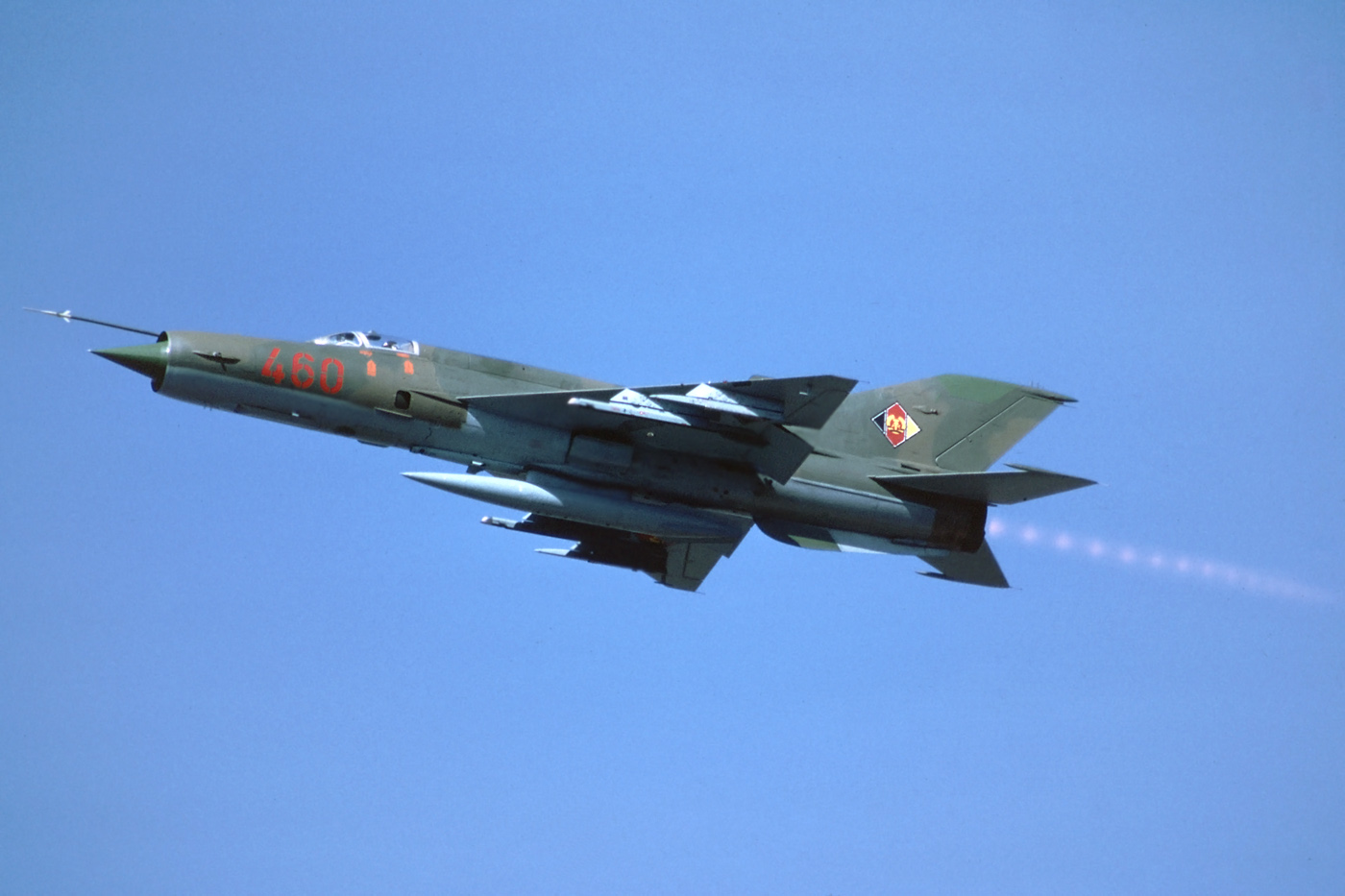
Východoněmecký MiG-21MF startuje ze základny Holzdorf, 1990

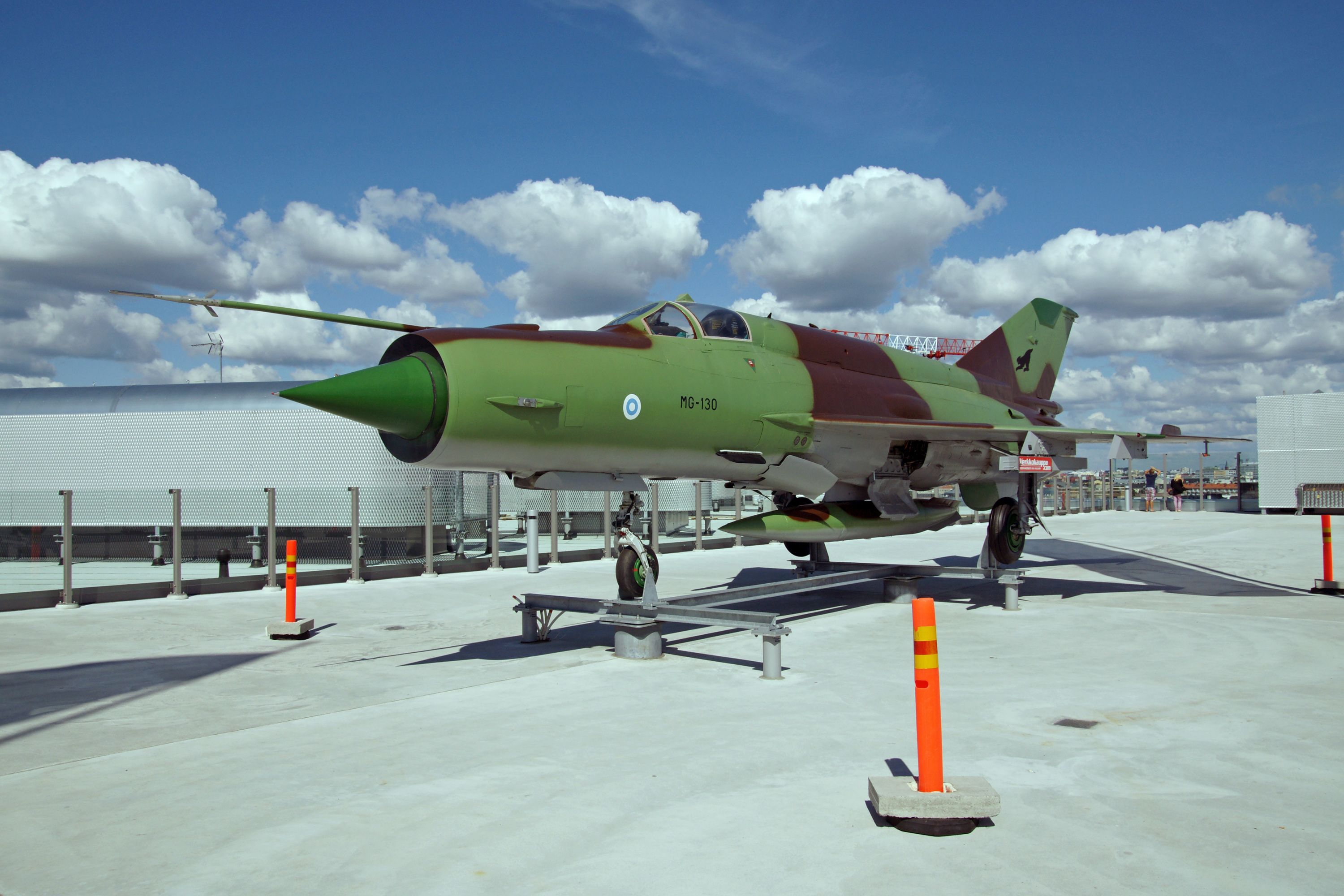
Finský MiG-21bis

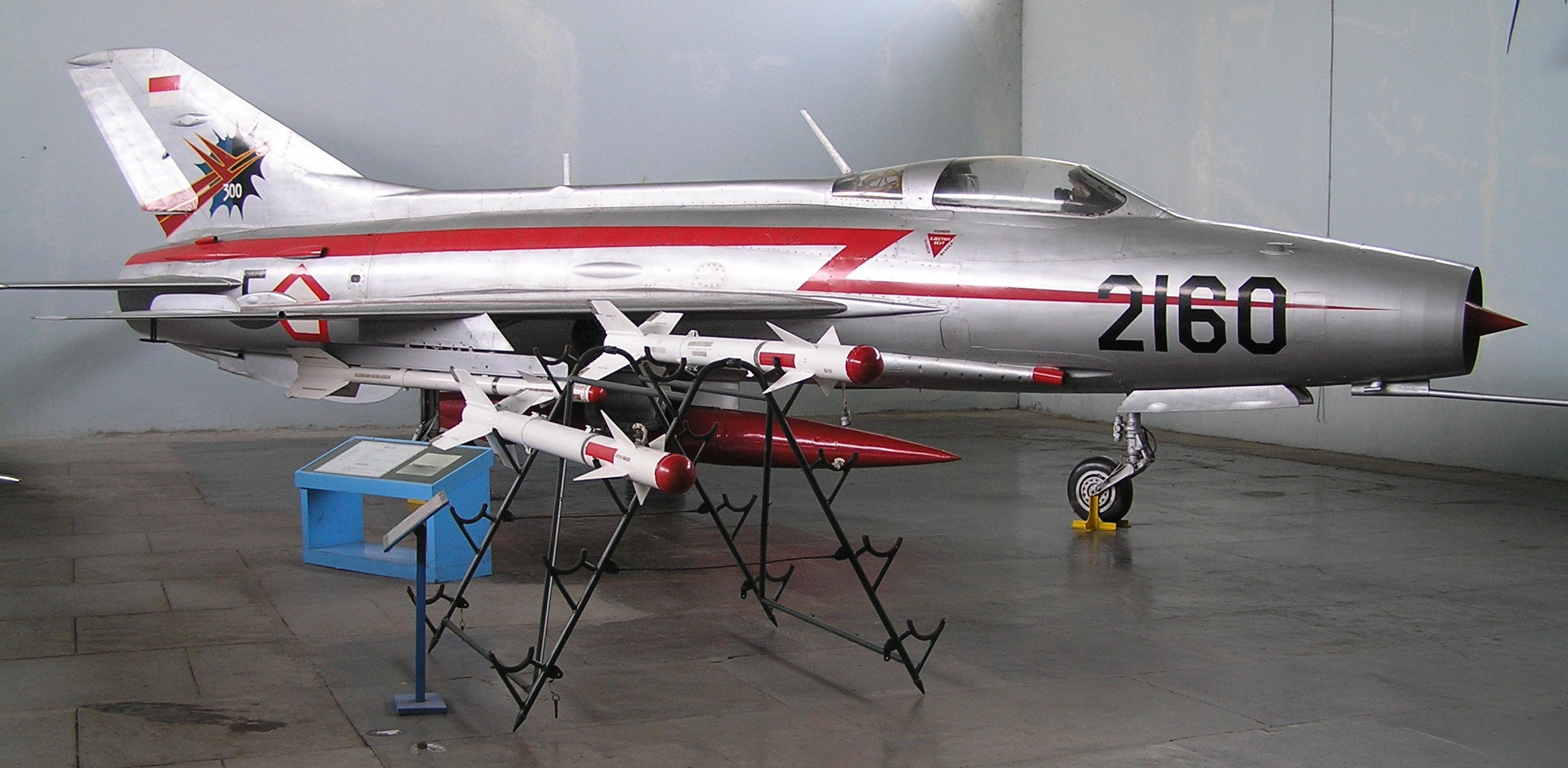
Indonéský MiG-21F-13

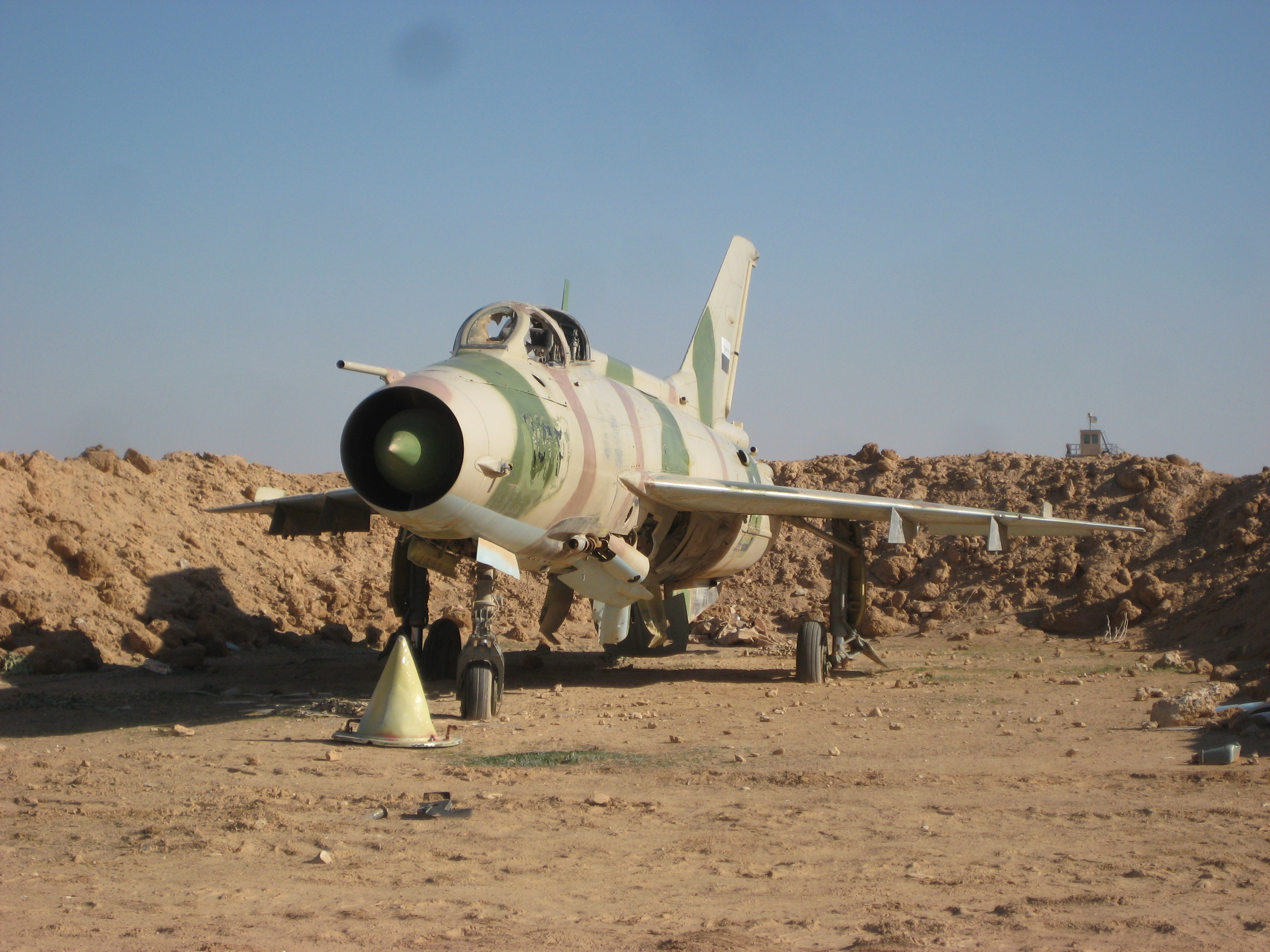
Vyřazený MiG-21 iráckého letectva na základně Al Asad, 1. leden 2010

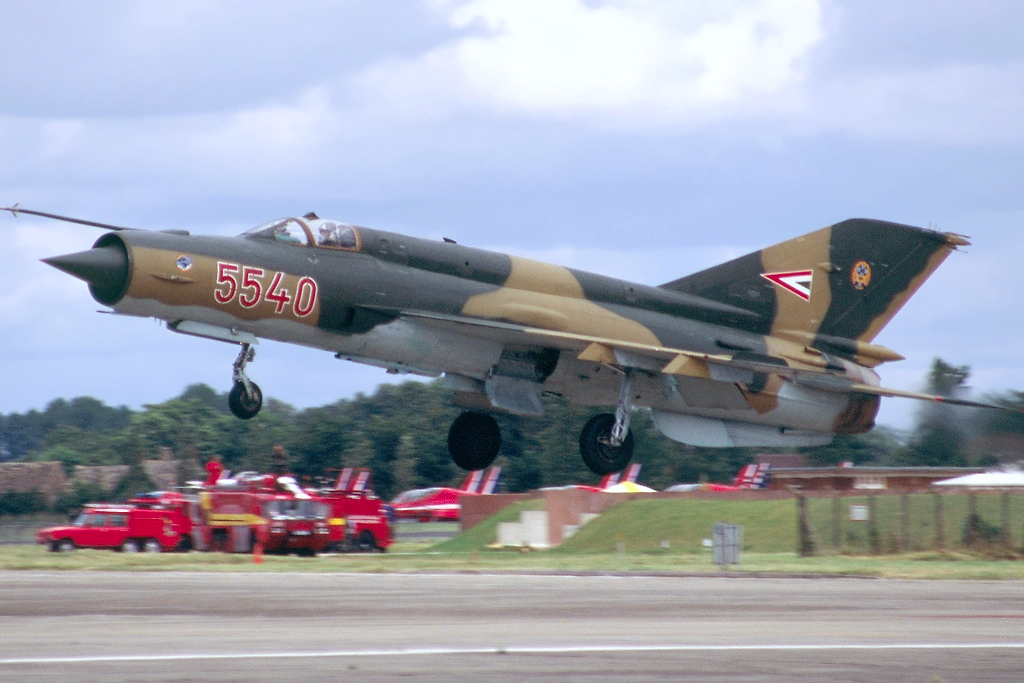
Maďarský MiG-21bis, 1993

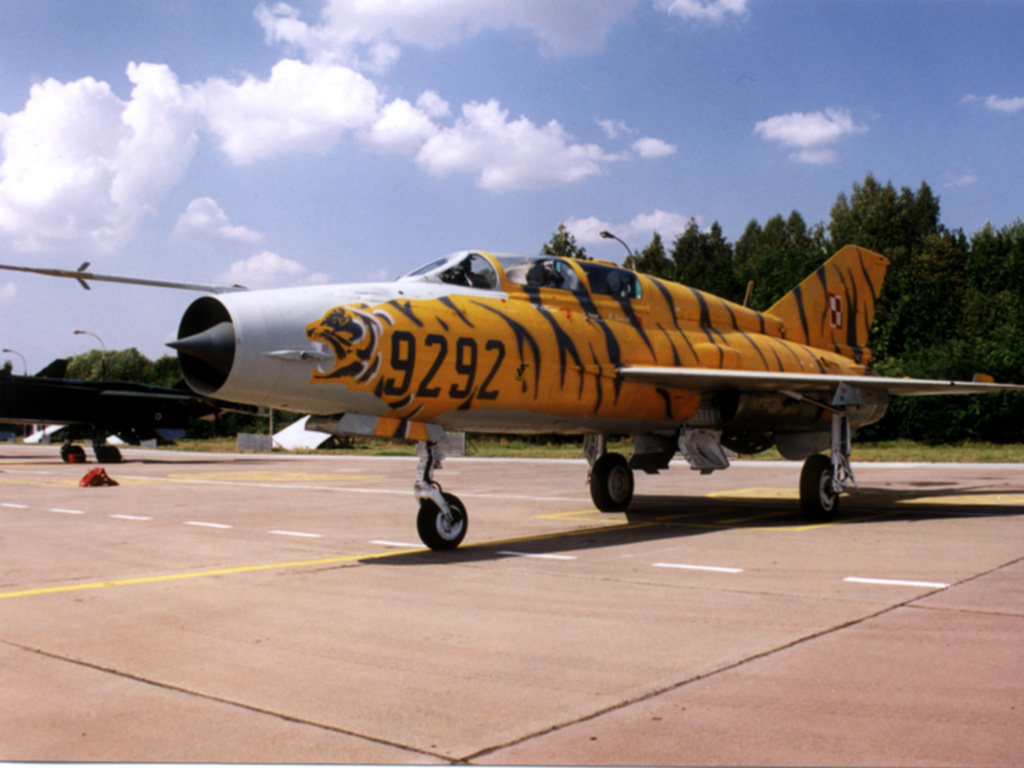
Dvoumístný polský MiG-21UM

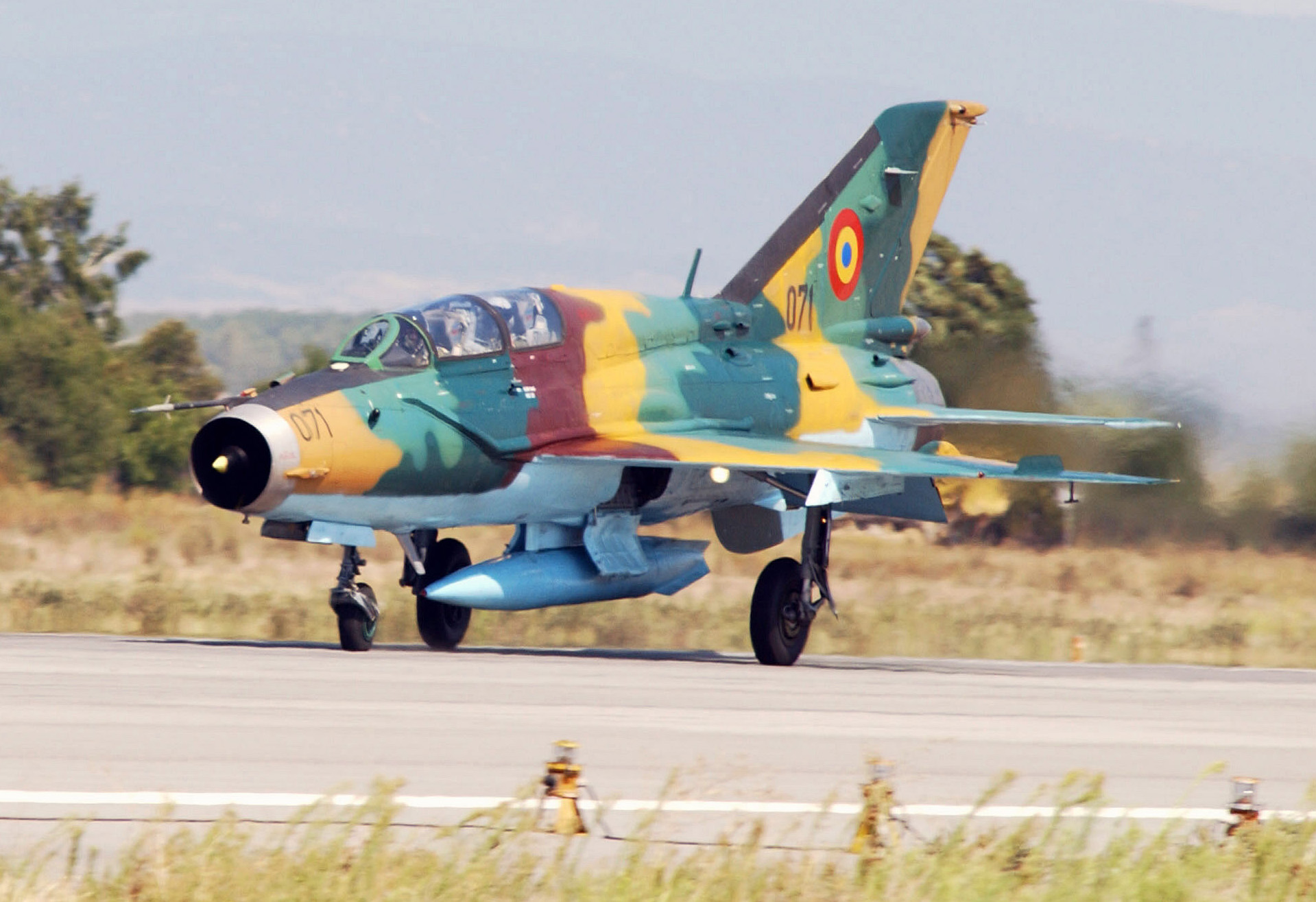
Rumunský MiG-21UM Lancer B

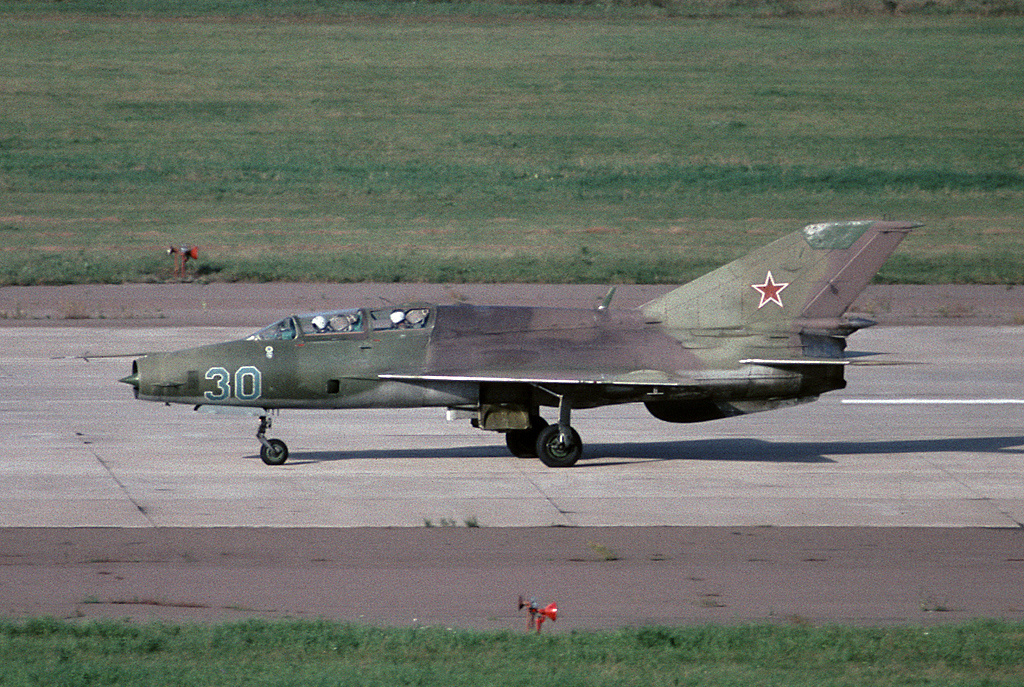
MiG-21UM ruského letectva na aerosalónu MAKS-1995

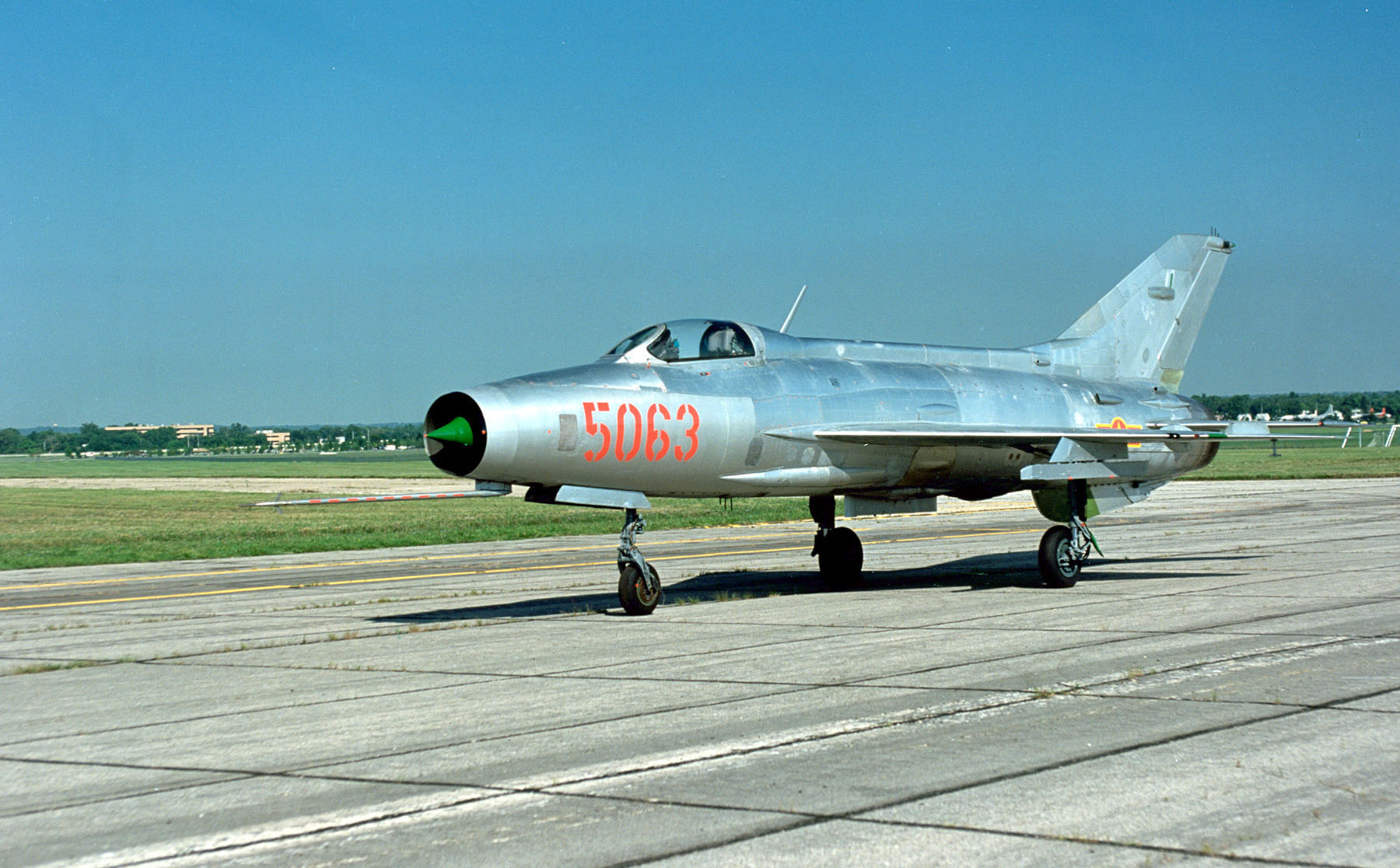
Vietnamský MiG-21F v americkém muzeu

- Afghánistán

Afghánské vzdušné síly v roce 1973 získaly z SSSR a zemí Varšavské smlouvy přes 40 ks MiG-21. Po začátku sovětské invaze v roce 1979 byly afghánské vzdušné síly posíleny 70 ks MiGu-21MF, 50 ks MiGu-21bis a 6 cvičnými MiG-21UM. Po ukončení konfliktu v roce 1989 nastal boj mezi mudžahedíny a vládními silami, který skončil v roce 1995 vítězstvím islámských radikálů. V té době bylo však už jen málo MiGů-21 schopných provozu. Většina letuschopných byla zničena během americké invaze v roce 2001 a po skončení bojů vyřazena.
- Albánie

Albánské vzdušné síly
- Alžírsko

Alžírské letectvo získalo v roce 1965 prvních 6 ks MiG-21F-13, po kterých následovala dodávka přes 40 ks. Během šestidenní války vyslalo Alžírsko 31 strojů MiG-21 do Egypta, přičemž 6 z nich omylem přistálo na egyptské letecké základně na Sinaji, kterou právě dobyl Izrael. Čtyři z těchto letadel v letuschopném stavu byla odeslána do USA na analýzu. V letech 1966 – 7 dostalo Alžírsko dalších 30 ks MiG-21PF, následovaných dodávkou 40 ks MiG-21PFM. V druhé polovině 70. let bylo zakoupeno několik stíhaček MiG-21MF, MiG-21bis a MiG-21UM. Po ukončení sovětské pomoci byly stíhačky MiG-21 postupně vyřazovány a nahrazovány modernějšími MiG-29 a Su-24. Celkem v alžírských vzdušných silách sloužilo kolem 120 stíhaček MiG-21, přičemž poslední let tohoto typu se uskutečnil v roce 2003.
- Bangladéš

Bangladéšské letectvo používalo od roku 1973 6 ks MiG-21MF a 2 ks MiG-21UM. Byly vyřazeny v roce 1990.
- Bělorusko

Běloruské letectvo
- Bulharsko

Bulharské letectvo dostalo první MiGy-21F-13 v létě 1963 a nahradily starší MiGy-19. V roce 1974 byly všechny stroje MiG-21F-13 přeřazeny k průzkumné jednotce a vybaveny kamerami a fotoaparáty. Tyto stroje byly ve službě do roku 1988. V roce 1965 bylo dodáno 12 ks MiG-21PF a také první stroje MiG-21PFM. V roce 1969 byly průzkumné eskadře 1/26 přiřazeny první MiGy-21R, které byly vyřazeny až v roce 1995. V roce 1969 byly dodány i 12 ks MiG-21M, které na základně Graf Ignatiev nahradily zastaralý MiG-19. Zanedlouho je následovaly další stroje této verze, která byla ze všech sloužících používaná v bulharském letectvu nejkratší dobu, přičemž ji vyřadili v roce 1990. Na začátku 70. let byly pořízeny první dvoumístné MiG-21US, které mezi lety 1974–1982 doplnily vylepšené MiG-21UM. Mezi lety 1983–1985 začal být zaváděn MiG-21bis. Poté, co SSSR dodal dalších 36 ks MiG-21UM, mělo Bulharsko celkem ve výzbroji více než 200 MiGů-21, z nichž v polovině 80. let bylo v provozu 150 ks. Po pádu komunistického režimu, rozpuštění Varšavské smlouvy a omezeních zbraní, byly vyřazeny verze MiG-21PF, MiG-21PFM a MiG-21M. Na základě smlouvy regulující konvenční vojsko v Evropě byly MiGy-21bis zbaveny možnosti nést nukleární zbraně a jiné MiGy-21 byly odzbrojeny a označeny jako MiG-21-UM-2. Jelikož Bulharsko nemělo finance na pořízení nových stíhaček, byly modely MiG-21bis ponechány ve službě a v roce 2007 část z nich modernizována instalací GPS přijímačů, transpondéry a záznamovými zařízeními letových údajů, ke konci roku 2015 byly MiGy-21 vyřazeny.
- Burkina Faso

Burkina Faso získala z SSSR 8 ks MiG-21bis a 2 ks MiG-21UM. V roce 1985 je nasadila v pohraničním konfliktu s Mali. V roce 1993 už nebyly schopné provozu a byly uloženy na základně Ouagadougou.
- Čad
- Československo

Československé letectvo provozovalo MiGy-21 ze dvou zdrojů. Prvním byla licenční výroba typu MiG-21F-13, který byl vyráběn ve firmě Aero Vodochody mezi lety 1963–1973, přičemž bylo vyrobeno 194 ks. Zpočátku byly tyto stroje označované jako S-106, ale později přešly na původní název MiG-21. Druhým zdrojem byly dodávky SSSR. V roce 1964 byly dodány MiGy-21PF, přičemž vyřazeny byly v roce 1990. V letech 1965–1966 byly dodány dvoumístné MiGy-21U, následované MiGy-21US v letech 1968–1970 a nakonec MiGy-21UM mezi lety 1971–1978. Od roku 1966 do 1969 probíhaly dodávky MiGu-21PFM, z nichž poslední kusy byly vyřazeny v roce 1991. V roce 1969 a 1973 dodala ČSSR několik MiGů-21 do Sýrie a Egypta, kde měly nahradit válečné ztráty. Mezi lety 1969–1972 byl dodán průzkumný MiG-21R, který byl ve službě do rozdělení federace v roce 1993 a následně sloužil v letectvu Česka i Slovenska. V roce 1969 byly zahájeny i první dodávky MiGu-21M (MiG-21MA), které rovněž sloužily až do rozpadu ČSSR a následně v nástupnických zemích. Mezi lety 1971–1975 získalo Československo MiGy-21MF, které pak tvořily páteř stíhacích jednotek našeho letectva.
- Česko

Vzdušné síly Armády České republiky vyřadily poslední MiGy-21 v roce 2005.
- Čína

Letectvo Čínské lidové republiky získalo MiG-21 do své výzbroje prostřednictvím licenční výroby. Jednomístné MiGy-21 se vyráběly v továrně Čcheng-tu pod označením J-7 a dvoumístné MiGy-21 vyráběla továrna Guizhou pod označením JJ-7. První stroje J-7L se do výzbroje dostaly v roce 1965. V roce 2007 vlastnila Čína 1 575 ks stíhaček J-7 různých modelů, z nichž bylo 920 ks operačně nasaditelná. Dodnes je J-7 početně nejvýznamnějším strojem v čínském letectvu.
- Chorvatsko

Chorvatské letectvo a protivzdušná obrana po získání samostatnosti v roce 1991 vlastnilo několik jednomístných MiG-21bis a dvoumístných MiG-21UM. V roce 1995 bylo Chorvatsku umožněno zakoupit přes 40 ks MiG-21bis a MiG-21UM na Ukrajině. Mezi nimi bylo 16 ks MiG-21bis a 4 ks MiG-21UM, které byly navráceny do letuschopného stavu a zbytek strojů byl uložen. Po roce 2003 bylo 8 ks Mig-21bis a 4 ks dvoumístných MiG-21UM modernizováno v Rumunsku a byly zakoupeny další 4 ks MiG-21UM. Sloužily ze základen na letištích Pula a Záhřeb. V roce 2023 bylo v provozu 11 letadel, která zůstala ve službě až do srpna 2024, kdy byla nahrazena 12 stroji Dassault Rafale F3R.
- Konžská demokratická republika
- Východní Německo

Vzdušné síly Národní lidové armády získali první MiGy-21F-13 v dubnu 1962, které byly zařazeny k Jagdgeschwader 8 „Hermann Matern“, přičemž spolu bylo z SSSR dodáno 76 ks tohoto modelu. Poslední z nich byly vyřazeny v roce 1985. Na jaře 1964 byla dodána zásilka 54 ks MiGu-21PF, následovaná MiGy-21PFM v letech 1964–1965. Tyto stroje byly zařazeny k Jagdgeschwader 1 a 8, přičemž několik z nich se dostalo i k Jagdgeschwader 2 a 9. Model MiG-21PF byl vyřazen v roce 1988, následovaný MiGem-21PFM v roce 1990. V dubnu 1965 byly dodány první dvoumístné MiG-21U na základnu Rothenburg-Oberlausitz a dodávky pokračovaly do července 1967, kdy dosáhly počet 45 ks. Modernější dvoumístné MiGy-21UM byly dodány mezi lety 1970–1971, přičemž v roce 1978 byly doobjednané 3 ks tohoto modelu. Skoro všechny dvoumístné MiGy-21U/UM byly vyřazeny v říjnu 1990. V listopadu 1968 začaly dodávky MiGu-21M, které trvaly do prosince 1970, kdy bylo dodáno 87 ks této verze. V roce 1973 bylo 12 ks MiG-21M odprodáno Sýrii. V únoru 1972 bylo dodáno 50 ks MiG-21 následované dalšími 12 ks v roce 1975. V roce 1975 začaly dodávky MiGu-21bis, kdy bylo dodáno 14 ks. Posledních 23 ks MiGu-21bis bylo dodáno v květnu 1978. 3. října 1990 bylo přes 250 ks MiGu-21 různých verzí převedeno do sjednocené Luftwaffe.
- Egypt

Egyptské letectvo získalo v roce 1962 několik stíhaček MiG-21F-13, následovaných 40 ks MiG-21U a stejným množstvím MiGů-21PF v roce 1964. Na začátku šestidenní války disponoval Egypt 230 ks MiGů-21, přičemž 75 z nich bylo ve verzi MiG-21PFM. V roce 1972 skončila Egyptu vojenská pomoc SSSR, tak bylo dokoupeno 80 ks čínských kopií MiGu-21 – stíhaček F-7B. V roce 2007 měl Egypt k dispozici 3 eskadry MiGů-21 a 2 eskadry F-7B.
- Eritrea
- Etiopie

Etiopské letectvo v roce 1977 získalo 48 ks jednomístných MiG-21MF a několik dvoumístných MiG-21UM. Na další rok byly etiopské vzdušné síly vybaveny dvěma eskadry MiGů-21MF, ale stroje a piloti jedné z těchto eskader byli vysláni z Kuby. Tyto stíhačky byly nasazeny v roce 1977 v konfliktu se Somálskem, kdy obě bojující strany použily své MiGy-21. Další dodávky se uskutečnily v letech 1982 – 3, kdy bylo dodáno přes 100 ks MiG-21MF, MiG-21R a MiG-21UM. Poslední dodávky proběhly v letech 1986 – 8, kdy bylo dodáno 30 ks MiG-21bis. V roce 1997 bylo 10 ks MiG-21 poslaných do Izraele, kde se měly podrobit modernizaci na verzi MiG-21 Lancer, ale nedostatek financí to nakonec neumožnil. Ještě v roce 2007 měla Etiopie k dispozici 2 regimenty vybaveny 18 ks jednomístných MiG-21 a 6 ks dvoumístných MiG-21UM.
- Finsko

Finské letectvo počátkem 60. let nahradilo stroje De Havilland Vampire a Folland Gnat sovětskými MiGy-21. Finsko bylo první nekomunistickou zemí v Evropě, která MiG-21 získala. První nabídka v roku 1960 na letouny MiG-19S byla odmítnuta. Roku 1961 byly nabídnuty modernější MiGy-21. Dne 1. února 1962 bylo objednáno 15 ks MiG-21F-13 (do konce roku bylo objednáno dalších šest) a čtyři cvičné letouny MiGů-15UTI. Prvních 10 ks MiG-21F-13 bylo dodáno v dubnu 1963, následované další dodávkou 11 ks v listopadu téhož roku. Po ukončení dodávek Finové zjistili, že objednaný počet je nadbytečný a proto několik MiGů-21 uložili na základně Rovaniemi, až do příchodu novějších strojů Saab 35BS Draken v roce 1972. V dubnu 1962 byly dodány dva cvičné dvousedadlové MiGy-21U, následované dvěma modernizovanými dvoumístnými MiG-21US v roce 1974. Později byly dodány ještě dva cvičné MiG-21UM (první dva byly Finskem vráceny kvůli špatné dílenské kvalitě a nahrazeny jinými). Mezi lety 1971–1973 bylo 7 ks MiG-21F-13 překonstruováno na průzkumnou verzi (ostatní byly uzemněny jako pozemní klamné cíle, imitující hodnotnější MiG-21bis), přičemž poslední let MiGu-21F-13 ve finských službách se uskutečnil v lednu 1986. Jednotka HävLLv 31 začala nahrazovat své MiGy-21F-13 verzí MiG-21bis na konci roku 1978, přičemž dodávky tohoto typu pokračovaly až do roku 1986. Celkově Finsko získalo 26 ks modelu MiG-21bis. Šest z těchto strojů bylo později upravených na průzkumnou verzi MiG-21bisT. V roce 1981 byl dodán i jeden MiG-21UM. Všechny finské MiGy-21bis byly upraveny instalací západní avioniky, navigačního systému a vybavení. Konec kariéry MiGu-21 ve finských službách přišel v roce 1992, kdy bylo rozhodnuto o nákupu stíhaček F/A-18. 7. března 1998 byla na základně Kuopio-Rissala uspořádána velká rozlučková oslava na počest MiGu-21, po které byl vyřazen ze služby a až na několik exemplářů pro muzea sešrotován.
- Gruzie
- Guinea-Bissau Guinea-Bissau

Guinea-Bissau získala MiG-21MF náhradou za staré MiGy-17. V 80. letech byl dodán jeden dvoumístný MiG-21UM.
- Indonésie

Indonéské letectvo se po získání nezávislosti obrátilo na SSSR s požadavkem na dodávky zbraní. Tak bylo v roce 1962 dodáno 20 ks MiGu-21F-13. Tyto stroje byly nasazeny v různých konfliktech ve kterých Indonésie bojovala, zejména ve válce s Malajsií. Když se o několik let začala Indonésie orientovat na Západ, byla malá flotila MiGů-21 velmi rychle vyřazena z provozu kvůli nedostatku náhradních dílů a v roce 1970 byly všechny MiGy-21 mimo službu.
- Írán

Íránské vojenské letectvo zakoupilo 12 východoněmeckých MiGů-21PFM plus čtyři MiGy-21U. Nicméně byly dodány jen dva MiGy-21U, protože po znovusjednocení Německa bylo na ostatní stroje uvaleno embargo.
- Irák

Irácké letectvo získalo první dodávku 35 ks MiG-21F-13 v roce 1963. 16. srpna 1966 s jedním z těchto strojů dezertoval kpt. Munír Rúfá do Izraele. V roce 1966 bylo dodáno více než 30 ks MiGů-21PF, následované dalšími v roce 1967. Celkově měl Irák k dispozici 90 ks MiGu-21PF. V roce 1970 zakoupil Irák 55 ks stíhaček MiG-21PFM, ale velké množství z nich bylo předáno Egyptu a Sýrii, kde nahradily ztráty utrpěné během šestidenní války. Během jomkipurské války v roce 1973 bylo 18 ks MiGů-21PFM odesláno na základnu Al-Mezzah v Sýrii. V roce 1973 bylo přijato 40 ks modelu MiG-21MF a první kusy byly předány Sýrii a Egyptu jako náhrada utrpěných ztrát. V roce 1979 bylo zakoupených 15 ks průzkumných MiGů-21R, které se spolu s MiGem-21PFM zúčastnily války s Íránem a války v Zálivu. V roce 1983 dostal Irák 61 ks MiGů-21bis, které se rovněž zúčastnily íránsko-irácké války. Po irácké invazi do Kuvajtu v roce 1990 a následné operaci Pouštní bouře bylo uvaleno na Irák zbraňové embargo, které mu bránilo v nákupu dalších strojů. V té době mělo irácké letectvo k dispozici kolem 100 ks MiGů-21 a čínských F-7. Stroje, které přežily tuto válku, byly zničeny během americké invaze do Iráku v roce 2003.
- Jugoslávie

Jugoslávské letectvo získalo své první MiGy-21F-13 v roce 1962. Od roku 1962 do začátku 80. let Jugoslávie získala 261 MiGů-21 v deseti různých variantách. První dvoumístné MiGy-21U byly dodány v roce 1965, následované modernějšími MiGy-21UM v roce 1977. Vyřazení MiGů-21U proběhlo v roce 1991. V roce 1968 byl do služby zařazen MiG-21PFM spolu s průzkumným MiGem-21R, který sloužil do roku 2003. V roce 1971 byl zaveden MiG-21M, přičemž vyřazen byl v roce 1996. MiG-21MF byl do výzbroje zaveden v roce 1975 a model MiG-21bis v roce 1977. Poté, co se v roce 1992 odtrhlo Slovinsko, Chorvatsko, Bosna a Hercegovina a Makedonie byly všechny zbývající MiGy-21 začleněny do výzbroje federální republiky Jugoslávie. V roce 2002 byl název Jugoslávie změněn na společenství států Srbsko a Černá Hora. Po získání nezávislosti Černé Hory v roce 2006 se změnil název státu na Srbsko, které si zároveň zbývající MiGy-21 ponechalo.
- Kambodža

Kambodžské královské letectvo získalo 19 ks používaných MiGů-21bis a 3 ks dvoumístných MiG-21UM v roce 1982. Kvůli nedostatečné údržbě a nedostatku náhradních dílů tyto stroje často nelétaly a v červnu 1992 byly vyřazeny ze služby jako součást plánu OSN na odzbrojení po pádu režimu Rudých Khmerů. V roce 1996 podepsala vláda Kambodže s Izraelem dohodu o modernizaci 12 ks MiG-21bis a 2 ks MiG-21UM na verzi MiG-21-2000. Tento program se nakonec neuskutečnil kvůli insolvenčnosti Kambodže.
- Konžská republika

Konžské letectvo získalo v 60. letech z SSSR několik MiGů-21, následovaných v roce 1986 dvěma dvoumístnými MiG-21UM a jedním MiG-21bis v roce 1988. Celkem mělo letectvo této země k dispozici 16 jednomístných a 2 dvoumístné MiGy-21. Do roku 1996 však již nebyly letuschopné a byly uloženy na základně Pointe Noire.
- Kyrgyzstán
- Laos

Letectvo Laoské lidové osvobozenecké armády získalo v 70. a 80. letech několik MiGů-21, ale po ukončení pomoci ze strany SSSR a Vietnamu v 90. letech začala letuschopnost těchto strojů rychle klesat. Několik modernizačních programů indické firmy HAL selhalo na celkové olétanosti těchto strojů.
- Madagaskar

Madagaskar získal v roce 1971 ze Severní Koreje 8 ks MiGu-21PFM a 1 ks MiGu-21U. Později SSSR dodal 12 ks MiGu-21bis a 2 ks MiGu-21UM. V roce 2000 byly madagaskarské MiGy-21 uložené na základně Ivato, nedaleko hlavního města Antananarivo.
- Maďarsko

Maďarské letectvo bylo první ze zemí Varšavské smlouvy, které v roce 1961 získaly 12 ks modelu MiG-21F-13. Později bylo dodáno dalších 68 ks stejného modelu, které sloužily až do roku 1980. První dvoumístné MiG-21U dorazily v roce 1963 a dodávky včetně vylepšených MiG-21UM pokračovaly až do roku 1986, přičemž všechny byly vyřazeny v roce 2001. V roce 1964 bylo dodáno 24 ks MiGu-21PF, přičemž poslední z těchto modelů byl vyřazen 21. prosince 1988. V roce 1975 se objevily první stroje MiG-21bis, které se nakonec staly nejpočetnější verzí MiGu-21 v maďarských službách. Byly dislokované na základnách Taszar a Pápa od roku 1977. S příchodem novějších stíhaček MiG-21MF a MiG-21bis byly starší modely uloženy na základně Kecskemét. Po pádu komunistického režimu Maďarsko stále disponovalo velkou flotilou MiGů-21, ale zanedlouho začalo čelit vážným finančním problémům a tak byly počty stíhaček drasticky redukovány. Bylo rozhodnuto sešrotovat několik MiGů-21 a zbytek přesunout na základnu Pápa, kde byly i MiGy-29. Všechny MiGy-21 byly vyřazeny 24. srpna 2000, přičemž v té době bylo letuschopných ještě 12 ks MiG-21bis a 10 ks dvoumístných MiG-21U.
- Mongolsko

Mongolské letectvo získalo koncem 70. let zhruba 12 ks jednomístných MiG-21PFM a několik dvoumístných MiG-21U. Po ukončení podpory ze strany SSSR v roce 1990 byly všechny MiGy-21 uzemněny a uskladněny. Některé zdroje uvádějí, že Mongolsko v Rusku zakoupilo v roce 2001 jisté množství náhradních dílů, což by mohlo znamenat, že mongolské MiGy-21 jsou částečně letuschopné.
- Namibie

Namibijské vzdušné síly vznikly v roce 2005, ale první 2 ks MiGu-21bis a 1 ks MiGu-21UM byly doručeny již v roce 2002 po důkladné opravě izraelskou firmou IAI. V roce 2006 bylo navíc pořízeno 12 ks F-7Nm a 2 ks FT-7NG z Číny.
- Německo

Luftwaffe ještě před znovusjednocením Německa prohlásila, že nebude používat žádné MiGy-21 z výzbroje letectva NDR. Jejich šrotování začalo v září 1992 a ty, které byly zachovány, byly prodány soukromým osobám v Německu a zahraničí nebo do muzeí.
- Nigérie

Nigerijské vzdušné síly v roce 1975 zakoupily 25 ks MiGů-21MF a 6 ks MiGu-21UM. V roce 1990 byly zveřejněny plány modernizace těchto strojů, ale nakonec se nic podobného neudálo. Stroje byly proto uloženy. V roce 2005 zakoupily nigerijské vzdušné síly 12 ks F-7NI a 3 ks FT-7NI z Číny.
- Polsko

Polské letectvo získalo své první MiGy-21F-13 v roce 1961, ale trvalo další rok, než byly vytvořeny první jednotky. V roce 1965 byly všechny MiGy-21F-13 dislokovány na jedinou základnu, kde byly až do svého vyřazení v roce 1973. Posledních 12 ks tohoto modelu bylo v roce 1973 prodáno do Sýrie, kde nahradily ztráty utrpěné během války s Izraelem. V roce 1964 začaly dodávky modelu MiG-21PF, které trvaly do roku 1965 a poslední kusy této verze byly vyřazeny v roce 1989. V téže době bylo dodáno 11 ks dvoumístných MiG-21U, přičemž vyřazeny byly v roce 1990. V letech 1966–1968 bylo dodáno 162 ks modelu MiG-21PFM, přičemž první z těchto strojů začaly být vyřazovány v roce 1989 a poslední byl vyřazen v roce 1998. Od září 1968 do roku 1972 bylo dodáno 12 ks průzkumných MiGů-21R, které byly ve službě až do roku 2002. První MiGy-21M byly dodány v roce 1969 spolu s dvoumístnými cvičnými MiG-21US, přičemž cvičné stroje byly vyřazeny počátkem 90. let a MiG-21M sloužil do roku 2002. Nejmodernější cvičný MiG-21UM byl dodáván v letech 1971–1981 a spolu získalo polské letectvo 54 ks tohoto modelu. Vyřazené byly v roce 2004. V letech 1972–1975 byly dodány MiGy-21MF, které nahradily MiGy-19. Po roce 1990 bylo Polsko nuceno zredukovat své letectvo a zavřít několik základen. V roce 1999 bylo několik MiGů-21bis a MiG-21UM prodáno do Ugandy a také soukromým sběratelům. MiG-21bis dosáhl konec své kariéry v roce 2003 a byl nahrazen americkou F-16.
- Rumunsko

Rumunské letectvo mezi lety 1962–1963 dostalo 24 ks MiGu-21F-13, které sloužily až do roku 1976. V roce 1965 bylo dodáno dalších 38 ks MiGu-21PF, které sloužily až do počátku 90. let. První dvoumístné MiGy-21U se do Rumunska dostaly v roce 1965 v počtu 4 ks. V roce 1966 bylo pořízeno 29 ks MiGu-21PFM se schopností nést nukleární zbraně. Vyřazeny byly v roce 1990 na základě smlouvy o počtech konvenčních zbraní v Evropě. V letech 1968–1969 bylo dodáno 11 ks MiGu-21R a 60 ks MiGu-21M, které byly vyřazeny v roce 1998. V roce 1969 byly také dodány další MiGy-21U a MiGy-21US v počtu 3 ks a 14 ks respektive. Mezi lety 1972–1980 bylo dodáno 31 ks dvoumístných MiGů-21UM, z nichž 14 ks bylo v roce 1996 modernizovaných na verzi MiG-21 Lancer-B. V 90. letech bylo rozhodnuto, že letecká technika bude modernizována tak, aby byla kompatibilní s technikou NATO, protože se Rumunsko usilovalo o členství v této organizaci, ale na nové stroje nebyly finance. Rozhodnutí podrobit se modernizaci padlo na MiGy-21M a MiGy-21MF. Ve spolupráci s izraelskou firmou Elbit upravila společnost Aerostar přes 100 ks MiGů-21 osazením západní avioniky. První dodávky těchto letadel se uskutečnily v roce 1997. MiGy-21M byly nově označeny na MiG-21 Lancer-A, přičemž byly uzpůsobeny na roli stíhacího bombardéru; z MiGu-21MF se staly MiGy-21 Lancer-C, uzpůsobené ke stíhání. Dne 15. května 2023 byl MiG-21 oficiálně vyřazen.
- Rusko

Vojenské vzdušné síly Ruské federace vyřadily své MiGy-21 v roce 1998. Velké množství z těchto letadel bylo přestavěno na cvičné terče.
- Slovensko

Vzdušné síly Slovenské republiky po rozpadu ČSSR získaly 70 ks různých verzí MiGů-21. V roce 1995 bylo 21 ks vyřazených v souladu s evropskými dohodami o počtu zbraní. Od té doby stav MiGů-21 upadal a v roce 2001 bylo letuschopných jen 8 strojů MiG-21MF a 3 cvičné MiG-21US. V lednu 2003 byl MiG-21 oficiálně vyřazen z výzbroje.
- Somálsko

Somálské vzdušné síly získaly v roce 1974 po podepsání smlouvy o přátelství s SSSR 10 ks MiGu-21MF a 4 ks MiGu-21UM. Hlavního nasazení se tyto stroje dočkaly v roce 1977 během války s Etiopií o Ogaden. Tato válka se pro Somálsko v roce 1978 skončila naprostou katastrofou. Většina MiGů-21 byla opuštěna a ponechána na bojišti. Občanská válka z roku 1991 zničila infrastrukturu celé země a stejně i letectvo. Somálské MiGy-21 jsou v současnosti již jen vraky roztroušené na mezinárodním letišti Mogadišu.
- Sovětský svaz

Sovětské letectvo získalo první sériové MiGy-21F v roce 1959. MiG-21 v různých verzích zůstal ve výzbroji letectva SSSR až do jeho rozpadu v roce 1991, i když byl postupné nahrazován MiGy-23. Během přeletu špionážního letounu U-2 s Garry Powersem na palubě v roce 1960 byly v pohotovosti MiGy-21F s neřízenými raketami, ale nakonec nevzlétly. V říjnu 1962 vyslal SSSR na Kubu pluk vybavený modelem MiG-21F-13, který měl Kubě zajistit vzdušnou ochranu. Od počátku 60. do poloviny 80. let byly sovětské MiGy-21 rozmístěné v NDR, Polsku, Maďarsku a Československu, přičemž poslední z nich byly staženy v roce 1986. Invaze do Československa v srpnu 1968 se zúčastnilo několik verzí MiGu-21. Koncem 60. a začátkem 70. let byly sovětští piloti vysláni do Egypta, kde po boku egyptských pilotů bojovali proti izraelským stíhačkám. Dne 22. června 1970 byl sovětským MiGem-21 sestřelen izraelský A-4 Skyhawk nad Ismá'ílíjou. V roce 1979 měl SSSR více MiGů-21 než celé NATO všech stíhaček dohromady. Posledním velkým nasazením MiGu-21 ve službách letectva SSSR byla invaze do Afghánistánu, kde byly od roku 1980 nasazeny MiGy-21R a MiGy-21bis. Sovětské MiGy-21 byly vyřazovány počátkem 90. let 20. století.

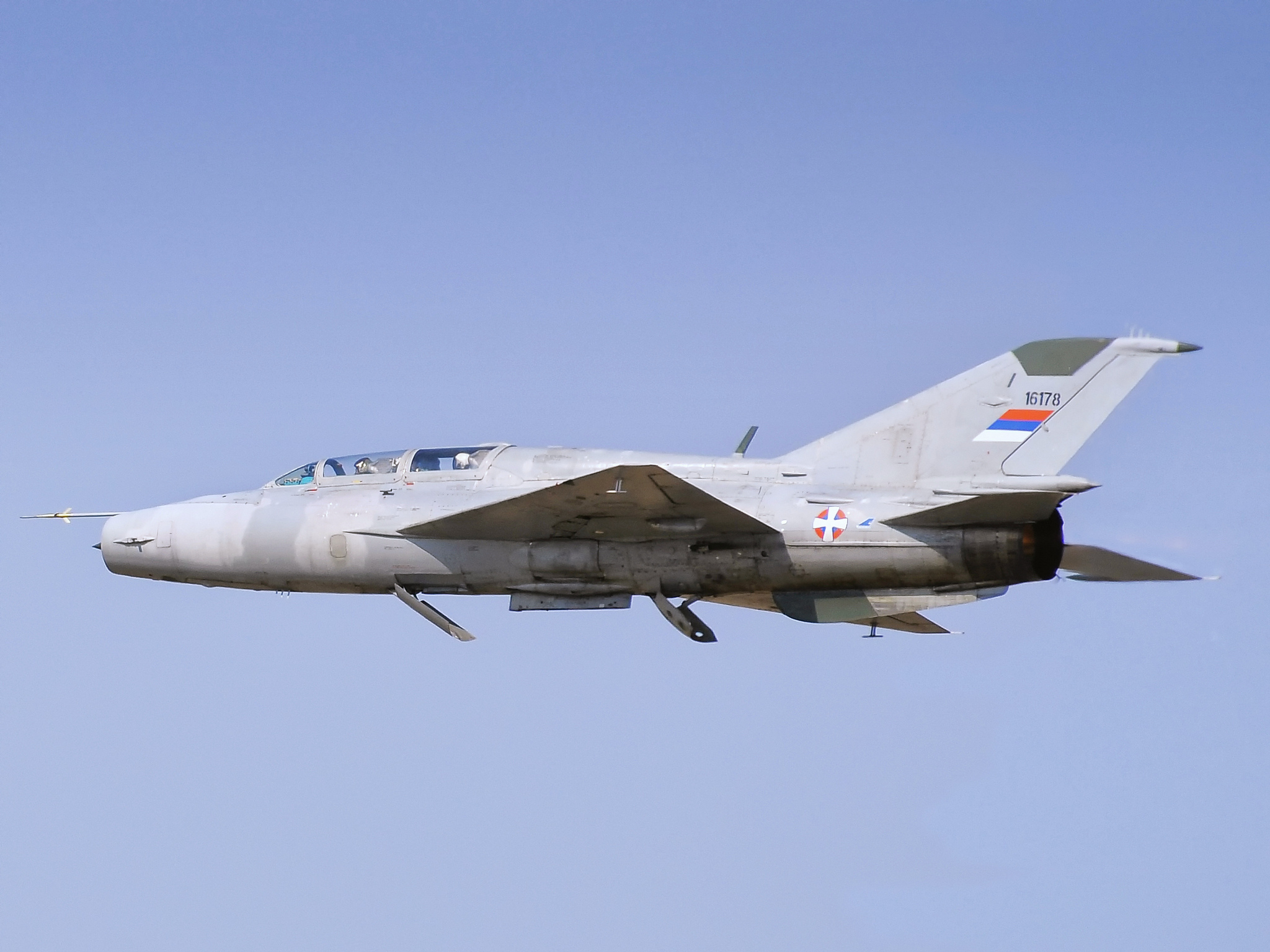
Srbský MiG-21UM

- Srbsko

Srbské letectvo a protivzdušná obrana získalo po rozpadu Jugoslávie v roce 1992 většinu techniky z výzbroje bývalé lidové armády. Velká část MiGů-21 časných verzí byla vyřazena a ve službě zůstaly jen MiGy-21R, MiGy-21bis a MiGy-21UM. Po konfliktu v roce 1999 mělo podle dostupných údajů Srbsko k dispozici přibližně 30 ks jednomístných a dvoumístných MiGů-21. V roce 2021 byly stroje MiG-21 vyřazeny ze služby a jejich roli převzaly MiGy-29SM+.
- Tanzanie

Tanzanské letectvo získalo v roce 1974 z SSSR 14 ks MiGu-21MF a 2 ks MiGu-21U. Během konfliktu s Ugandou bylo v roce 1979 ukořistěno 7 ks ugandských stíhaček MiG-21MF a jeden MiG-21U. Tyto stroje byly zahrnuty do vzdušných sil Tanzanie a sloužily na základně Mwanza. V roce 1980 bylo objednáno 10 ks F-7B a 2 ks FT-7 z Číny. V roce 1998 byly z Ukrajiny pořízeny 4 ks MiGu-21MF, ale všechny stroje MiG-21 byly vyřazeny v roce 2002. Dnes jsou ve výzbroji už jen stíhačky F-7A.
- Turkmenistán
- USA
- Ukrajina

Ukrajinské letectvo získalo po rozpadu SSSR značné množství letecké techniky. Mezi nimi byl i velký počet MiGů-21, které však nikdy nebyly zařazeny do operační služby, ale byly nabízeny k prodeji nebo modernizaci. Takto Ukrajina prodala MiGy-21 do Vietnamu, Indie a Angoly. Také existovaly různé modernizační programy, které měly upravit MiG-21 na současné standardy.
- Vietnam

Letectvo Vietnamské lidové osvobozenecké armády získalo své první MiGy-21F-13 v roce 1966. Během roku 1966 bylo do služby zařazeno přes 30 ks MiGu-21PF, spolu s více než 100 ks MiGu-21PFM. V roce 1970 získalo vietnamské letectvo 60 ks MiGu-21MF. Všechny tyto verze MiGu-21 zůstaly ve výzbroji i po ukončení války ve Vietnamu. V roce 1979 byly dodány MiGy-21bis, následované dalšími dodávkami z Polska v roce 2005. V roce 2009 mělo MiG-21 ve výzbroji 7 pluků vietnamského letectva. V listopadu 2015 byl MiG-21 vyřazen ze služby.
- Zair
- Zambie

Zambijské letectvo pořídilo v roce 1976 14 ks MiGu-21bis a 2 ks MiGu-21UM. Všechny stroje kromě jednoho dvoumístného MiGu-21UM byly v letech 1997–1998 modernizovány v Izraeli. Přesný stav MiGů-21 ve výzbroji vzdušných sil Zambie není znám.

## Specifikace (MiG-21F-13Fishbed-C)

### Technické údaje
- Osádka: 1 (pilot)
- Rozpětí: 7,150 m
- Délka trupu: 13,460 m (celková délka, včetně trubice PVD, 15,760 m)
- Výška: 4,100 m
- Nosná plocha: 23,00 m²
- Hmotnost prázdného letounu: 4980 kg
- Vzletová hmotnost: 7370 kg
- Max. vzletová hmotnost: 8625 kg (s přídavnou nádrží a dvěma 250kg pumami)
- Pohonná jednotka: 1 x dvourotorový turbokompresorový motor Tumanskij R-11F-300
- Tah motoru: 3900 kp (38,25 kN)
- Tah motoru: 5750 kp (56,39 kN) s přídavným spalováním

### Výkony
- Maximální rychlost ve výšce: 2125 km/h (M = 2,05)
- Cestovní rychlost: 930 km/h ve výšce 11 000 m
- Operační dostup: 17 500 m
- Počáteční stoupavost: 140 m/s
- Čas výstupu do výšky 10 000 m: 3,20 minuty
- Dolet (maximální technický dolet, s příd. nádrží): 1 670 km ve výšce 11 000 m

### Výzbroj
- jeden kanón NR-30 ráže 30 mm

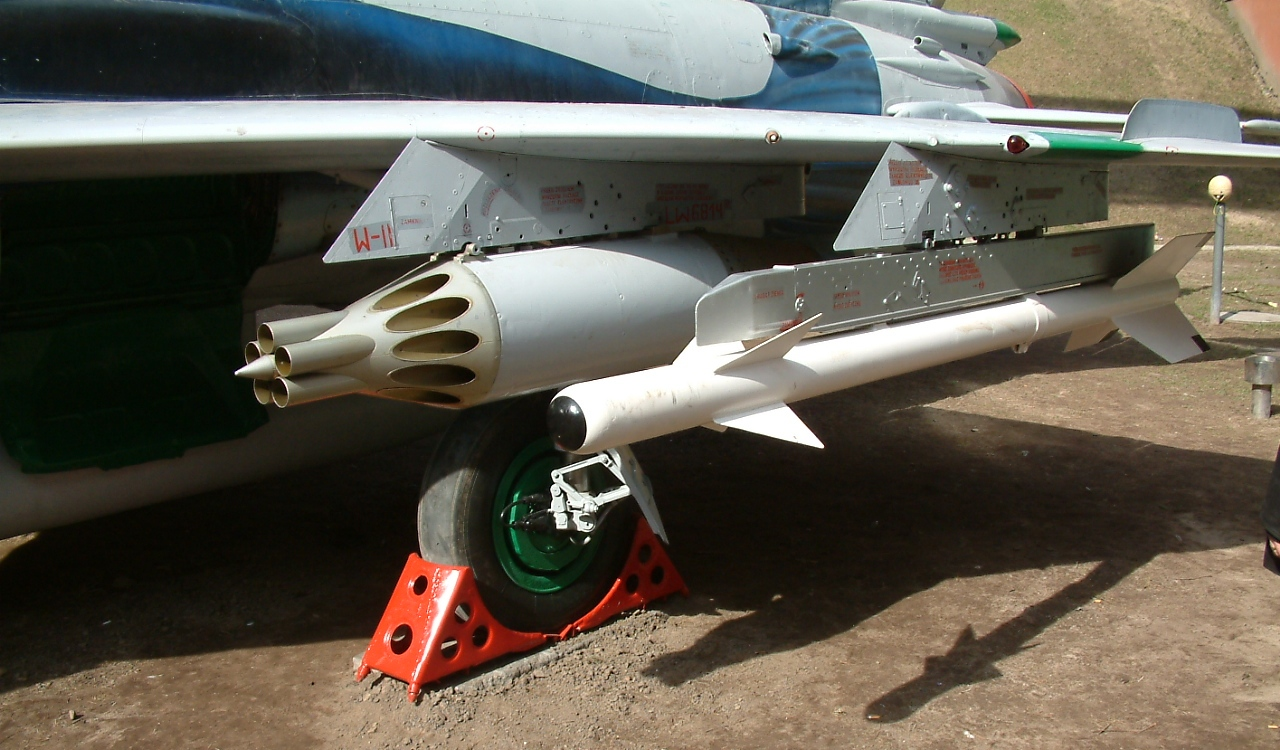
Raketa Vympel R-3

- jeden dvouhlavňový kanón GŠ-23 ráže 23 mm, 200 nábojů (verze MA, MF, SMT a bis) nebo jeden 30mm kanón NR-30 s 60 náboji (verze F-13).
- výzbroj nebo výstroj na 4× podvěsech do hmotnosti 1 000 kg:
  - 4× K-13
  - 4× Vympel R-60
  - 1× přídavná 800 l nádrž na trupovém závěsníku
  - 2× přídavné nádrže nádrže po 490l na křídelních závěsnících
  - 1× zařízení pro fotografický nebo radarový průzkum na trupovém závěsníku

## Zajímavosti
- O létání na tomto typu letounu pojednává, mj. také československý hraný film Pod nohama nebe z roku 1983.
- Námětem filmu Steal the Sky z roku 1988 je únos MiGu 21 z Iráku do Izraele v roce 1966, kdy jej pilotoval Iráčan Munír Rúfá.[52]
- Létat je můžeme vidět také v českém filmu ...a stoupej do slunce! z roku 2003.